# Maschinenfabrik Buckau R. Wolf

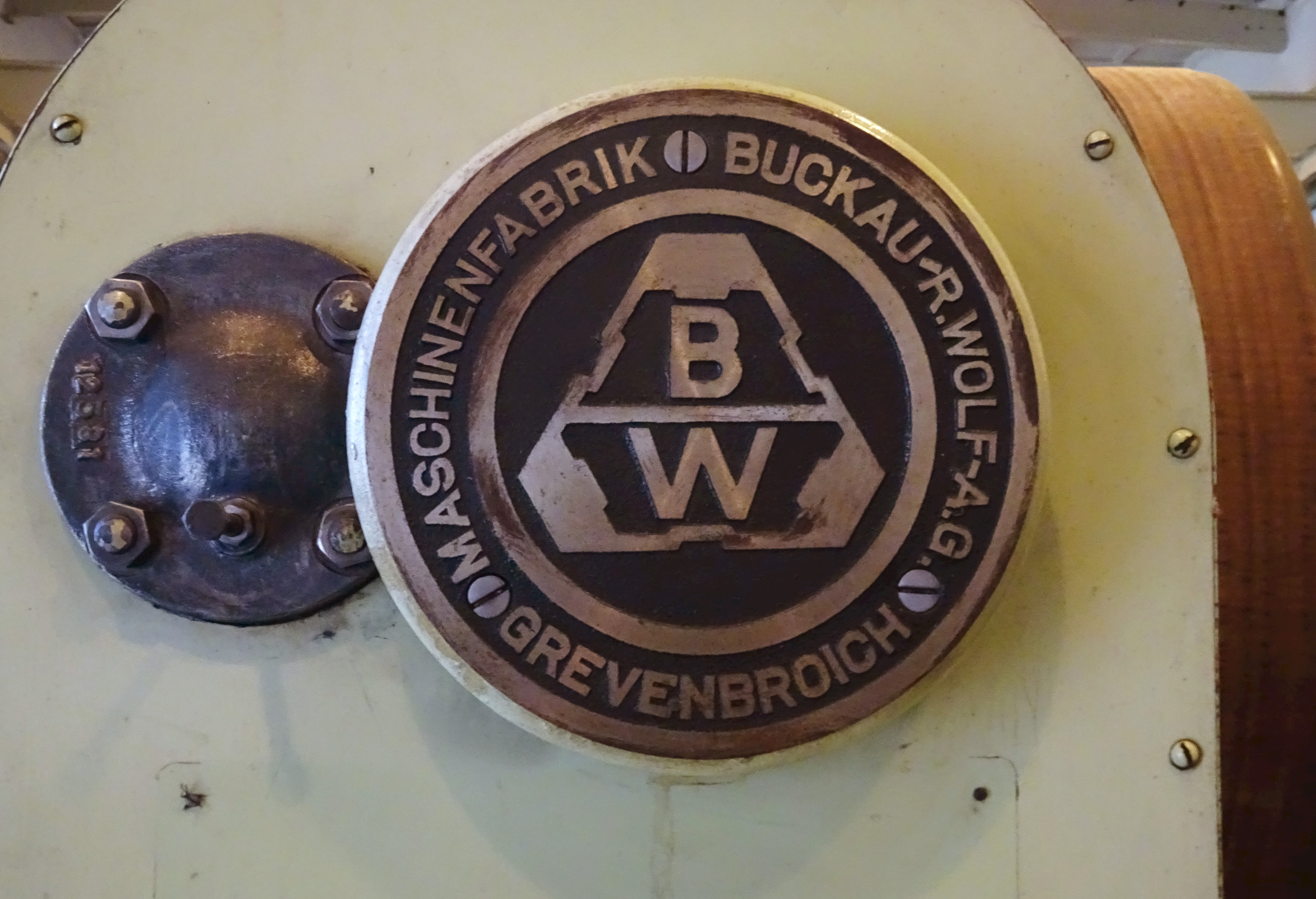
Typenschild einer Dampfmaschine der Buckau R. Wolf AG im Maschinenmuseum Kiel-Wik

Die Maschinenfabrik Buckau R. Wolf AG (kurz Buckau-Wolf) ging aus einer 1838 gegründeten Schiffswerft hervor, wandelte sich zu einem Maschinenbau-Unternehmen mit Sitz in Magdeburg-Buckau. 1928 erfolgte der Zusammenschluss der R. Wolf AG mit der Maschinenfabrik Buckau AG. Später wurde die Tradition vom VEB Schwermaschinenbau „Karl Liebknecht“ in Salbke und dem VEB Schwermaschinenbau „Georgi Dimitroff“ in Buckau weitergeführt. Nach der friedlichen Revolution im Jahre 1989 wurden auf dem Salbker Werksgelände mehrere Unternehmen ausgegründet, die den Namen SKL noch weiterführen. Darüber hinaus besteht in Grevenbroich die BWS Technologie GmbH, die in ihrem Namen die Bezeichnung Buckau-Wolf führt und die Traditionslinie des Unternehmens fortsetzt. Die BWS vertreibt noch Produkte unter der Marke Buckau-Wolf.

## Geschichte

### Maschinenfabrik Buckau AG

#### Magdeburger-Dampfschiffahrts-Compagnie

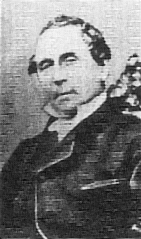
Albrecht Tischbein, Technischer Leiter

Das Unternehmen ging aus einer Initiative zur Aufnahme der regelmäßigen Dampfschifffahrt zwischen Magdeburg und Hamburg hervor. Zu diesem Zeitpunkt bestanden in der Region noch keine Eisenbahnverbindungen. Die Idee war zunächst zwischen Magdeburger Kaufleuten, dem Reeder Fr. Andreae und Schiffbauer Albrecht Tischbein diskutiert worden. Diese Gruppe versandte am 23. Dezember 1836 eine Einladung zur Gründung einer Gesellschaft. Es wurde zur Zeichnung von Anteilen aufgefordert. Am 29./30. Dezember 1836 fand sodann in Magdeburg ein Treffen von Interessierten statt, die das Kapital zur Gründung auf 200.000 Taler, 8000 Aktien zu je 25 Taler, festlegte. Auf dieser Versammlung trugen sich 68 Interessenten in eine Zeichnungsliste ein, die Beträge von 34.400 Talern zeichneten. Bereits am 5. Januar 1837 wurde die erste Generalversammlung durchgeführt, die die Gesellschaft dann gründete. Die feierliche Konstituierung der Gesellschaft erfolgte erst etwa ein Jahr danach am 28. Januar 1838. Als formaler Gründungstag wurde später jedoch der 18. Juli 1838 festgelegt, an dem die Genehmigung des Antrages zur Gründung der Aktiengesellschaft durch den preußischen König erfolgt war. Am gleichen Tag trat die erste Statuts der Gesellschaft in Kraft. Die Firmierung lautete Magdeburger-Dampfschiffahrts-Compagnie. Auf der ersten Generalversammlung war der Beschluss gefasst worden, ein Dampfschiff anzuschaffen. Es entstand die Auffassung, dass die günstigste Möglichkeit zur Anschaffung der Bau in einer eigenen Werft sei. Erster kaufmännischer Direktor wurde der Kaufmann Wilhelm Holtzapfel, die technische Leitung übernahm Albrecht Tischbein. Zu den zehn Gründungsgesellschaftern gehörte darüber hinaus Johann Friedrich Andreae, der bereits 50 Schiffe auf der Elbe betrieb, sowie der Magdeburger Kaufmann Jean Jacques Cuny.
Holtzapfel wandte sich an den Magistrat der Stadt Magdeburg und bat darum, der Gesellschaft einen Teil des Lagerhauses der Stadt am Packhof zur Nutzung zu überlassen. Weiterhin bat er um die Erlaubnis, an der Elbkaimauer Lagerplätze einrichten zu dürfen. Beides wurde von der Stadt, die sich positive wirtschaftliche Effekte erhoffte, bewilligt. Noch 1837 wurde ein erstes Dampfschiff in Elbnähe am Packhof in Magdeburg gebaut, wobei die 40 PS-Dampfmaschine aus Fijenoord geliefert wurde. Der Dampfkessel für die aus Holz gefertigte Kronprinz von Preußen wurde bereits selbst in der Maschinenfabrik Buckau der Vereinigten Magdeburger Schiffahrts-Compagnie hergestellt. Die Schiffsmaschine nahm etwa zwei Drittel des gesamten Schiffsraumes ein und war weitgehend noch nicht an den maritimen Verwendungszweck angepasst. So waren der Schornstein und weitere Einfassungen noch gemauert. Der Stapellauf fand am 17. August 1837 statt. Die Jungfernfahrt der Kronprinz von Preußen von Magdeburg nach Hamburg erfolgte am 3. April 1838 und dauerte zwei Tage. Das zweite Schiff trug den Namen Paul Friedrich, Großherzog von Mecklenburg. 1838 wurde aus Fijenoord bei Rotterdam der Dampfschiffbaumeister Klaas Vuygk als Mitarbeiter gewonnen, der bis 1851 für die Gesellschaft tätig war.
Neben der Werft für Dampfschiffe war der Bau einer Maschinenfabrik für Dampfmaschinen und Kessel geplant. Da innerhalb des dicht bebauten Magdeburger Stadtgebiets hierfür keine ausreichend große Fläche erhältlich war, am 22. August 1838 wurde von der Kloster-Berge-Stiftung ein 1,3 Hektar (fünf Morgen und 16 Quadrat-Ruthen) großes Grundstück in der Gemarkung von Buckau für etwas mehr als 1781 Taler erworben, oberhalb der Sülze. Die Aufnahme der Produktion erfolgte noch im Herbst 1838. Die Sülze wurde 1839/40 von ihrer Einmündung in die Elbe bis zur Werkstatt schiffbar gemacht und in Form eines Hafens ausgebaut. Die erste Werkstatt bestand aus einem kleinen Holzhaus. Im Volksmund wurde diese Produktionsstätte bis zum Ende des 20. Jahrhunderts daher als die Alte Bude bezeichnet.

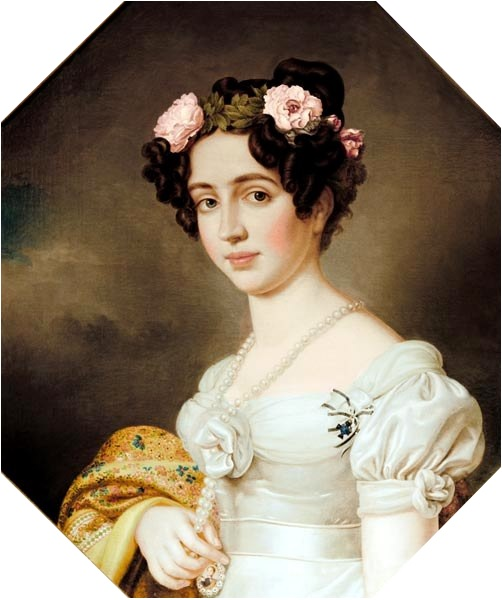
Königin Elisabeth von Preußen

Im Jahr 1839 wurde dann das erste vollständig aus der eigenen Produktion stammende Dampfschiff „Stadt Magdeburg“ als Seitenraddampfer erbaut. Das vierte Schiff trug den Namen Königin Elisabeth. Tatsächlich fuhr die preußische Königin Elisabeth am 18. Juni 1841 mit diesem Schiff von Magdeburg zum Herrenkrug. Da die Maschinenfabrik an Bedeutung gewann und auch Aufträge außerhalb des Schiffbaus angenommen werden sollten, wurde die Firmierung in Magdeburger Dampfschiffahrts-Compagnie, Maschinenbau- und Kesselfabrik, auch Eisengießerei geändert. 1839 wurden bereits 200 Arbeiter beschäftigt. Das technische Büro des Unternehmens befand sich jedoch weiterhin in Magdeburg im Holzhof 7 und 8. Aufgrund des guten Rufs des Unternehmens nahmen viele ausländische Ingenieure aus Belgien, Frankreich, Österreich-Ungarn, Polen und Schweden eine Stellung im Büro an.

#### Vereinigte Hamburg-Magdeburger Dampfschiffahrts-Compagnie

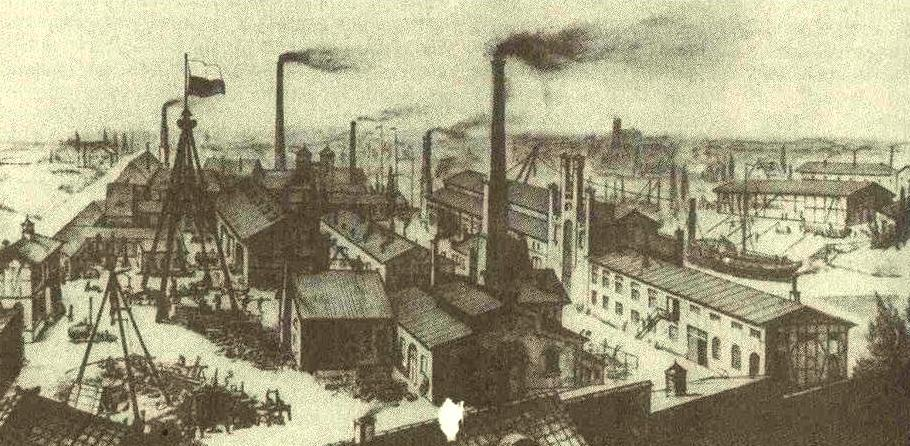
Blick auf die Binnenschiffswerft

Zum 1. Januar 1841 erfolgte die Vereinigung mit einem Hamburger Dampfschifffahrtsunternehmen zur Vereinigten Hamburg-Magdeburger Dampfschiffahrts-Compagnie. Diesen Namen trug das Unternehmen bis 1883, wobei sich für das Buckauer Werk der Name Maschinenfabrik Buckau einbürgerte. Das Aktienkapital wurde auf 360.350 Taler erhöht, die Schiffsflotte um die Hamburger Schiffe ergänzt. Es gab Sonderschiffe für einen schnellen Passagierverkehr. Im Jahr 1843 kam die Schleppschifffahrt hinzu. Die Gesellschaft verfügte über eine Lustgondel. 1845 wurden etwa 30.000 Menschen befördert. Mit dem aufkommenden Eisenbahnverkehr brach dieser Geschäftszweig in kurzer Zeit fast vollständig ein, der Güterverkehr blieb jedoch wichtig.
Im Jahr 1844 war die Zahl der Mitarbeiter auf etwa 400 angestiegen. Es wurden zwei Dampfschiffe, 24 Dampfmaschinen, zehn hydraulische Pressen und eine große Ziegelpresse fertiggestellt. Im Übrigen wurde eine Vielzahl von Apparaturen für die in der Region Magdeburg bedeutsame Zuckerindustrie, wie Vakuumpfannen und Pumpen gebaut. Es gingen Aufträge für den Bau von vier Lokomotiven, 16 Tendern und die Einrichtung einer Porzellanfabrik ein. In diesem Jahr erhielt die Maschinenfabrik auf einer Berliner Ausstellung eine goldene Medaille. Das Jahr 1845 war von zwei schweren Unglücksfällen überschattet. Die Kronprinz von Preußen wurde durch das Platzen des Dampfsammelrohres vollständig zerstört. Da die Versicherung für den Schaden nicht aufkam, ergab sich ein bedeutender wirtschaftlicher Verlust. Nach einer anderen Angabe sank die Kronprinz von Preußen bereits im Juni 1844 in der Nähe von Tangermünde bis zur Höhe des Verdecks, nachdem Schäden am Dampfsystem entstanden und das Schiff durch Feuer weitgehend beschädigt war. Auf der Königin Elisabeth platzte 1845 ein Siederohr, als es der Heizer mit einem Rohrputzer durchstoßen wollte. Da sich aufgrund schlechter Witterung, verbotenerweise, Fahrgäste im Maschinenraum aufhielten, kamen mehrere Passagiere ums Leben. Die wirtschaftliche Dynamik des Unternehmens war jedoch ungebrochen. Bereits 1846 war die Belegschaft auf 700 Personen angewachsen. Die Dampfschifffahrt fuhr nun bis Dresden, um einen Ausgleich zum eisenbahnbedingt zurückgehenden Hamburg-Geschäft zu schaffen, trotzdem gingen die Gewinne dieser Sparte deutlich zurück. 1847 trat Rudolf Wolf als Lehrling in das Unternehmen ein. Im gleichen Jahr war Karl Gaertner im Betrieb tätig.
Im Jahr 1847 waren etwa 800 Mitarbeiter beschäftigt. Damit war die Maschinenfabrik Buckau nach Borsig in Berlin die zweitgrößte Maschinenfabrik in Deutschland. Es wurde nach Russland, Polen und Österreich exportiert. Der Eisenverbrauch war von 589 Tonnen im Jahr 1843 auf 1480 Tonnen im Jahr 1846 angestiegen. Im Werk waren mehrere aus England und der Niederlande angeworbene Maschinenbauer tätig, mit deren Hilfe das Unternehmen eigene Facharbeiter ausbildete.
Im März 1848 wurde die Maschinenfabrik Buckau von den Auswirkungen der Revolution von 1848 berührt. Die Arbeiter legten die Arbeit nieder und erhoben Forderungen gegen die Werkleitung. Albrecht Tischbein redete daraufhin zu den Arbeitern und gab den Beschäftigten für den Nachmittag frei. Während die sozialen Unruhen das Unternehmen scheinbar nicht sonderlich betrafen, geriet das Unternehmen jedoch in die Zahlungsunfähigkeit. Bedingt durch die politische Unsicherheit in Europa gelang es nicht, gegenüber ausländischen Gläubigern bestehende Forderungen beizutreiben. Die Rohstoffpreise stiegen an, das Auftragsvolumen ging zurück. Zugleich war auf kostspielige Weise versucht worden den Passagierverkehr aufrechtzuerhalten. Als problematisch erwies sich der Versuch des Aufbaus der Lokomotivfertigung, trotz ausgelasteter Kapazitäten. Für die Magdeburg-Wittenberger Bahn gefertigte Lokomotiven wurden nicht abgenommen, da die Leistungen der Maschinen nicht den Vereinbarungen entsprachen. Angestrengte Prozesse hatten keinen Erfolg. Kritisiert wurde die im Verhältnis zum Umfang des Geschäfts nur unzureichende Ausstattung mit Aktienkapital und die sehr teure Kapitalbeschaffung im Wege des Wechsels. Die Leitung der Maschinenfabrik wurde als zu wenig kaufmännisch und der kaufmännische Direktor des Schifffahrtsbüros in Magdeburg als überlastet beschrieben. Kritisiert wurde der Umstand, dass Tischbein neben seinem Gehalt eine am Bruttoumsatz orientierte Vergütung erhielt und er insofern zwar von großen Umsätzen nicht jedoch von tatsächlichen Gewinnen profitierte. Auf dem Unternehmen lasteten Schulden in Höhe von 530.000 Talern. Dem kaufmännischen Direktor Wilhelm Holtzapfel wird angelastet, ebenfalls Verantwortung an der prekären Lage zu tragen, da er den Überblick verloren habe.
In dieser Situation übernahm Martin Graff die Leitung des Unternehmens, die er dann bis 1873 innehatte. Graff schränkte die Personenschifffahrt stark ein und veräußerte überflüssige Schiffe. Er wies an, dass alle Ausgaben durch ihn abzuzeichnen waren und nur noch Aufträge angenommen werden durften, die innerhalb von drei Monaten abzuarbeiten waren und deren Auftraggeber Garantie für pünktliche Bezahlung übernahmen. Letztlich bat er die Regierung um ein Darlehen von 240.000 Talern, was diese jedoch ablehnte. Lediglich 10.000 Taler wurden zur Zahlung aktueller Löhne und Zölle bewilligt, wobei zur Absicherung zugleich eine Aktienpriorität eingeräumt werden musste. Um das Unternehmen zu sanieren, vereinbarte Graff mit den Gläubigern, dass diese Prioritätsaktien im Wert von 550.000 Talern, zu verzinsen mit jährlich fünf Prozent übernahmen. Während diverse andere Maschinenbauunternehmen schlossen, konnte Buckau weiter arbeiten, wenn auch die Belegschaftszahl auf 500 Menschen zurückging. Als größerer Auftrag ging in diesem Jahr eine Bestellung Preußens zum eiligen Bau von vier Kanonenbooten ein. Allerdings schlug die Kalkulation fehl, so dass der Auftrag einen Verlust von 15.000 Talern verursachte. Problematisch war darüber hinaus, dass 1848/49 die Elbschifffahrt durch den Schleswig-Holsteinischen Krieg und die damit einhergehende Blockierung der Elbe durch Dänemark weitgehend zum Erliegen gekommen war. 1849 verließ Tischbein das Unternehmen und gründete in Rostock eine Werft. Mit ihm ging sein enger Mitarbeiter Abraham Andreae, genannt Brami Andreae.

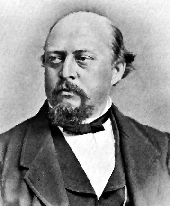
Abraham Andreae

Die in Deutschland und Europa fortschreitende Industrialisierung brachte dem Maschinenbau in den folgenden Jahren umfangreiche Aufträge, während die Schifffahrt weiterhin unter den bestehenden Elbzöllen litt. Trotzdem wurde für den Eigenbedarf das neue Dampfschiff Magdeburg gebaut. Die Flotte umfasste damit fünf eiserne und ein hölzernes Dampfschiff sowie vier eiserne und sechs hölzerne Schleppkähne. Im Jahre 1852 baute das Unternehmen dann den Gasometer für das neue Gaswerk Magdeburgs.

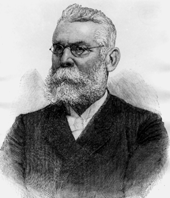
Hermann Gruson, technischer Leiter 1854

Im Jahr 1853 ereigneten sich zwei größere Unglücksfälle. Bei einem Großbrand, der sich nach anderer Angabe bereits am 19. Januar 1852 ereignet haben soll, wurden Teile der Fabrik, vor allem die Drehereigebäude zerstört. Außerdem wurde die Tischlerei zum größten Teil vernichtet. Schleiferei und Kesselhaus trugen Schäden davon, in Produktion befindliche Waren wurden zerstört. Wiederum fiel die Versicherungszahlung nur gering aus. Etwa 89.000 Taler mussten für den Wiederaufbau aufgewandt werden. Darüber hinaus wurde das neu angeschaffte Dampfschiff Dresden auf der Elbe bei Riesa durch eine Explosion des Kessels zerstört. Fünf Menschen kamen ums Leben. Im Jahr 1854 lähmte eine Kriegsgefahr die Geschäfte. Die Belegschaftszahl betrug nur noch 400 Personen. Für etwa ein Jahr übernahm Hermann Gruson die technische Leitung, nachdem zuvor kommissarisch der Werkführer Kux als technischer Direktor fungiert hatte. Gruson geriet jedoch durch eigenmächtiges Verhalten in Konflikt mit dem Verwaltungsrat unter Silberschlag, so dass er bald aus dem Unternehmen ausschied.
Ab 1855 zog die Konjunktur an, mit der Folge, dass beide Unternehmenszweige erhebliche Gewinne abwarfen. Graff bildete einen Reservefonds, mit dessen Hilfe später die Prioritätsaktien abgelöst werden sollten. Als neuen technischen Leiter holte Graff 1856, nach anderen Angaben bereits 1855, Brami Andreae. Andreae war zwischenzeitlich in St. Louis tätig und konnte nur mit einer sehr günstigen Vertragsgestaltung wieder für Buckau gewonnen werden. Sein jährliches Einkommen betrug 5000 Taler. Holtzapfel wurden zuvor nur 1500 Taler gezahlt. Die Gewinne wurden genutzt, um die Schiffsflotte um ein 100-PS-Dampfboot zu verstärken und auf Initiative Andreaes für die Maschinenfabrik diverse große Werkzeugmaschinen wie vertikale Bohrmaschine, Hobelmaschine und Blechschere mit Stoßwerk anzuschaffen. Vor allem begannen jedoch die Planungen für eine neue Gießerei, die Stücke von mehr als 200 Zentner herstellen können sollte. Erstmals seit 1848 wurde eine Dividende ausgeschüttet. Unter Bramis Leitung erreichte das Unternehmen einen hohen technischen Standard. Er führte insbesondere die von Georg Henry Corliss entwickelte Corliss-Steuerung ein, die er in Amerika kennen gelernt hatte und die zu Kohleeinsparungen von etwa 50 % führte. Das Werk setzte Hunderte dieser Maschinen ab. Im Jahr 1862 wurde auf der Londoner Weltausstellung eine Auszeichnung erreicht.
Die Elbschifffahrt erwies sich jedoch bald wieder als Problem. 1857 wurden zwei neue Dampfschifffahrtsgesellschaften gegründet. Der sich daraus ergebende Konkurrenzkampf in Verbindung mit sehr tiefen Elbwasserständen im Sommer brachte für diese Sparte erhebliche Verluste. Forderungen, die Schifffahrt auszugliedern, lehnte Graff in Hoffnung auf eine baldige Abschaffung der Elbzölle ab. Die Maschinenfabrik machte weiter sehr gute Umsätze. Insbesondere erfolgten Aufträge von Bergbauunternehmen, die für den Betrieb ihrer Anlagen sehr große Dampfmaschinen benötigten. Graff plante die strategische Ausrichtung des Unternehmens vor allem auf den Bau von Großmaschinen. Der Umsatz überstieg 500.000 Taler, neue Investitionen wurden getätigt. Eine 1857 einsetzende Wirtschaftskrise überstand die Maschinenfabrik Buckau aufgrund der Rücklagen und größerer Aufträge gut. Die Aufträge aus der Bergbauindustrie blieben in der Krise nicht aus. Darüber hinaus erteilte die Stadt Magdeburg 1855/56 zwecks Errichtung eines Wasserwerks auf dem nahe gelegenen Wolfswerder einen Großauftrag mit einem Volumen von 506.000 Talern. Unter anderem kam eine Wasserpumpe mit 140 PS zum Einsatz. Die Dampfschifffahrt fuhr allerdings weiter Verluste ein. Im Jahr 1858 betrug der Verlust der sechs Dampfschiffe und 17 Schleppkähne umfassenden Flotte 25.000 Taler. Durch den Sardischen Krieg erwies sich das Jahr 1859 für die deutsche Wirtschaft als schwierig, wobei die Maschinenfabrik durch Auslandsaufträge weiter gut ausgelastet war und 500 Personen beschäftigte. Das Exportgeschäft gewann an Bedeutung. Das Frachtaufkommen auf der Elbe hingegen war gering. Hinzu kam in diesem Jahr eine erhebliche Trockenheit, so dass aufgrund von Niedrigwasserständen bereits im April 1859 der Schiffsverkehr nach Dresden eingestellt werden musste. 1860 stellte die Gesellschaft den Verlust bringenden Verkehr nach Dresden ein. Die Frage nach der Aufgabe des Unternehmenszweiges Flussschifffahrt wurde immer dringender. Graff wurde öffentlich bezüglich seines weiteren Festhaltens angegriffen. Die für die Elbschifffahrt gerade in der Konkurrenz zur Eisenbahn ausgesprochen hinderlichen Elbzölle wurden 1863 reformiert und gesenkt. Da die Neuregelung erst zum 1. Juli in Kraft trat, stauten sich die Waren in Erwartung der günstigen Konditionen. Ein sodann einsetzendes extremes Niedrigwasser führte jedoch zu starken Behinderungen. Der Schifffahrtszweig brachte weiterhin Verluste. Die Maschinenbausparte hatte einige Zeit unter einem Preisverfall gelitten, kam 1863 jedoch wieder zu besseren Ergebnissen. Wichtigster Abnehmer war die Zuckerindustrie. Als hinderlich erwies sich der Sezessionskrieg, durch den die Exporte nach Nordamerika behindert wurden.
Ab 1863 war der Ingenieur Wilhelm Riehn bis etwa 1868 für das Unternehmen tätig.
In Magdeburg erwarb die Gesellschaft an der Adresse Kaufhof 3 ein Grundstück, auf dem ein neues Verwaltungsgebäude entstand. Hierher wurde 1864 das technische Büro verlegt.
Ab 1864 setzte eine deutliche wirtschaftliche Belebung ein, die in beiden Sparten zu Gewinnen führte. Die Maschinenbaufabrik baute für 100.000 Taler die Anlagen eines Wasserwerks. Als größerer Auftrag ist die Lieferung von drei Kesseln für die preußische Kriegsmarine erwähnenswert. Der an der Sülze gebaute Hafen des Betriebs erhielt Kaimauern, es wurde eine neue Montierwerkstatt errichtet.

Kettenschifffahrt auf der Elbe

Um die ungünstige Lage der Elbschifffahrt zu verbessern, entstand ab etwa 1864 die Idee, nach dem Vorbild der Schifffahrt an der Seine Kettendampfer auf der Elbe einzusetzen. Andreae hatte die Kettenschifffahrt im Ausland kennengelernt. Zunächst ließ Graff auf der Strecke zwischen Neustadt und Buckau auf etwa fünf Kilometern für 35.000 Taler eine Kette verlegen, an der sich ab 1866 spezielle Kettendampfer entlang zogen. Die neue Technik ermöglichte eine größere Schleppkraft bei geringerem Energieverbrauch und Tiefgang. Unter der Leitung Andreaes entstand in Buckau das erste in Deutschland gebaute Kettenschiff. Die Jungfernfahrt erfolgte am 1. September 1868. Nach und nach wurden weitere Teilstrecken in Betrieb genommen. 1868 war über 51 km die Kette zwischen Magdeburg und Ferchland, bis 1872 über weitere 77 Kilometer bis Wittenberge und schließlich 1874 nochmal 105 Kilometer bis Hamburg verlegt. Elbaufwärts hatte eine andere Gesellschaft die Konzession erhalten.
Am 15. Mai 1866 erhielt die Maschinenfabrik Buckau im Hinblick auf den unmittelbar bevorstehenden Deutschen Krieg die behördliche Weisung, einen Schuppen abzureißen. Mit solchen Maßnahmen wurde das Vorfeld der Festung Magdeburg für eine etwaige Belagerung vorbereitet. 50 Männer aus der Belegschaft gingen zum Militär. Kriegsbedingt musste Kurzarbeit eingeführt werden. Eine weitere große Belastung stellte der Ausbruch von Cholera und Pocken dar, an denen in kurzer Zeit fünf Prozent der Buckauer Bevölkerung verstarben.
Ende der 1860er Jahre zog die Konjunktur deutlich an. Die Maschinenfabrik Buckau profitierte vor allem von Bestellungen aus Russland und Österreich, wo erst jetzt die Industrialisierung in größerem Maßstab einsetzte. Die Produktvielfalt und Flexibilität hatte ein beachtliches Ausmaß erreicht. Es wurden Aufzüge, eine Baumwollspinnerei, eine Brennerei, Dampfbagger, Dampfpumpen, hydraulische Pressen, Kettendampfschiffe, Kohlenwiederbelebungsöfen, Luftpumpen, Lokomobile mit 12 PS, Mühlen, Pumpwerke, Röhrenverdampfer, Rübenreiben, Scheidepfannen, Schiffsmaschinen mit 200 PS, stationäre Dampfmaschinen mit 300 PS, Zentrifugalmaschinen, Wassersammler, Wasserschieber, Zuckerfabriken und Zuckerzerkleinerungsmaschinen gebaut.
Im Jahr 1869 schüttete das Unternehmen eine Dividende von zwölf Prozent aus. Bedingt durch die neuen Kettenschiffe, aber auch sonstigen Strombaumaßnahmen, war die Schifffahrtssparte ohne Verlust geblieben. Mit den Gewinnen wurde eine Pensions- und Witwenkasse eingerichtet. Die Auswirkungen des Deutsch-Französischen Kriegs 1870/71 beeinträchtigten zunächst die wirtschaftliche Betätigung, führten dann jedoch nach dem Sieg der deutschen Seite zu einem starken Anwachsen der Geschäftstätigkeit. 1871 wurde eine Dividende von 18 % gezahlt. Der Umsatz der Maschinenfabrik stieg 1872 auf annähernd 750.000 Taler. Darüber hinaus wurde am 1. Juli 1870 der Elbzoll abgeschafft, was die Elbschifffahrtssparte zusätzlich beflügelte. Nach 25 Jahren an der Spitze des Unternehmens ging Graff am 24. August 1872 in den Ruhestand. Nachfolger wurde Thomas Stephenson Golden.
Überraschenderweise erwies sich bald, dass sich die von Graff vehement geforderten Maßnahmen zur Regulierung des Stroms für die Kettenschifffahrt nachteilig auswirkten, da die kettenungebundenen Raddampfer anderer Unternehmen hiervon überdurchschnittlich profitierten.
Der 1873 erfolgende Gründerkrach beeinträchtigte die Geschäftstätigkeit der Gesellschaft, wobei besonders die Schifffahrt litt, während der Umsatz der Maschinenfabrik nur moderat zurückging. Bemerkenswert ist eine 1874 gebaute 860 PS umfassende, zur Wasserhaltung dienende Dampfmaschine. Wohl bedingt durch die ungesunden und sehr beengten Lebensverhältnisse in Buckau brach 1873 erneut die Cholera aus, die wiederum viele Menschenleben kostete und zu erheblichen Produktionseinschränkungen führte. Die folgenden Jahre waren von der wirtschaftlichen Krise geprägt. Der Umsatz sank von zwei auf etwa eine Million Mark. Die alte Währung Taler war abgeschafft. Die Aufträge gingen soweit zurück, dass es zu Entlassungen und zu einer Verkürzung der Arbeitszeit von elf auf sieben Stunden kam. Trotzdem machte der Maschinenbau noch Gewinn, der allerdings nur die Verluste der Schifffahrt ausglich.
Am 6. Mai 1875 verstarb der langjährige technische Leiter Brami Andreae, der ganz wesentlich die technische Qualität der Erzeugnisse des Unternehmens bestimmt und den guten Ruf der Maschinenbaufabrik geprägt hatte.
In den folgenden Jahren arbeiteten die Kettenschiffe zwar wieder mit Gewinn, trotzdem entstand der Beschluss sämtliche Schiffe an die „Kettenschleppschiffahrt der Oberelbe“ (KSO) zu veräußern. Mit Beschluss vom 12. September 1880 erfolgte 1881 der Verkauf gegen Überlassung von 7750 Aktien der zur „Kette – Deutsche Elbschiffahrts-Gesellschaft“ umgebildeten bisherigen KSO zu je 300 Mark. Die zwischenzeitlich neu aufgenommenen Prioritäts-Obligationen wurden später durch den Verkauf der Aktien abgelöst. Die Maschinenfabrik wurde umfassend für fast 250.000 Mark modernisiert. Es entstand ein neues Modellhaus, neue Lagerräume, Büros und Trockenkammern. Für die Gießerei wurden zwei Kupolöfen angeschafft, die Kesselschmiede wurde erweitert.

#### Maschinenfabrik Buckau AG

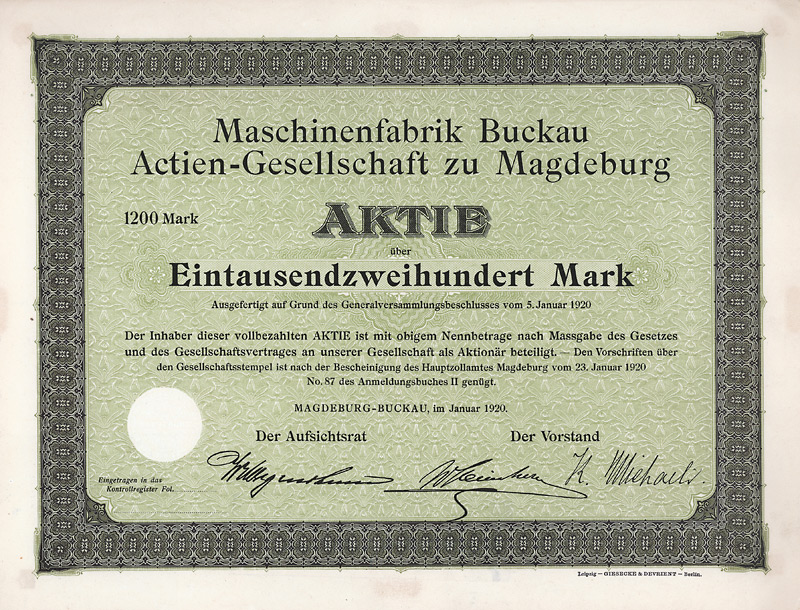
Aktie über 1200 Mark der Maschinenfabrik Buckau AG vom Januar 1920

Ab dem 1. Januar 1884 lautete der Name der Firma Maschinenfabrik Buckau AG. Das Aktienkapital wurde auf eine Million Mark halbiert, wobei der Anlagewert der Einrichtungen des Unternehmens mit zwei Millionen Mark angegeben wurde. Die Zahl der Beschäftigten stieg auf 500. Es folgten einige Großaufträge. Insbesondere wurden große Dampfmaschinen mit bis zu 200 PS für die Wasserhaltung in der Berg- und Hüttenindustrie produziert. Es entstand eine neue größere Kesselschmiede, auch wurden fahrbare Kräne und hydraulische Aufzüge angeschafft. Zugleich wurde eine eigene Werkzeugmacherei aufgebaut. Es erfolgte der Ausbau der Werkstatt der Schiffswerft. Über die Sülze wurde eine eiserne Drehbrücke gebaut. Die Dividende betrug jedoch nur noch 3 %. In den nachfolgenden Jahren ergab sich eine schlechtere Auftragslage, bis 1888 entstanden jeweils Verluste, die sich insgesamt auf 600.000 Mark summierten und aus dem Reservefonds gedeckt wurden. Die Belegschaftszahl sank in diesem Zeitraum auf 200 Personen. Das Unternehmen befand sich in der Krise. 1886 trat Direktor Golden in den Ruhestand. Ihm folgten C. Peters und Aefner gemeinsam. Beide gehörten bereits zuvor dem Unternehmen an.
Das Werftgeschäft war rückläufig und die Geschäftsleitung bemühte sich neue Geschäftsfelder zu erschließen. So wurde die Produktion von Kühl- und Eismaschinen nach dem Patent der Buckauer Ingenieure Hartung und Wepner aufgenommen. Umgehend konnten sieben Maschinen zum Gesamtpreis von 250.000 Mark abgesetzt werden. Einrichtungen für die Mühlenindustrie wurden gebaut. Beides trat jedoch bald hinter einem neuen Hauptgeschäftszweig zurück. Es wurden Ausrüstungen für die Braunkohleindustrie wie Eimerkettenbagger für Tagebaue und Ausrüstungen für Brikettfabriken produziert. Bereits 1886 warde das Patent für den Schulz’schen Röhrentrockner erworben, mit dem der Braunkohle überflüssige Wassergehalte entzogen wurden. Darüber hinaus wurde eine Brikettpresse nach dem System Exter als Strangpresse gebaut. Erster Großauftrag war die Ausstattung der Brikettfabrik A. Ackermann in Bitterfeld. In den folgenden Jahren entwickelte sich der Röhrentrockner zu einem sehr gefragten Produkt des Unternehmens.
Am 1. Oktober 1888 wurde Reinhold Lange neuer Direktor der Maschinenfabrik Buckau. Er setzte auf eine Spezialisierung des Unternehmens auf einige Spezialerzeugnisse. Insbesondere wurde die Tätigkeit für die Braunkohleindustrie ausgeweitet. Da kaum Erfahrungen mit Fragen der Aufbereitung von Kohle bestanden, ergaben sich laufend schwierige technische Probleme, die neben dem Direktor vor allem der Chefkonstrukteur Max Salzmann und der Ingenieur Arthur Lange zu lösen hatten. Die Fertigung von Dampfmaschinen wurde fortgesetzt. Erwähnenswert ist eine 1888 gebaute dreizylindrige 1200 PS starke Schiffsmaschine.

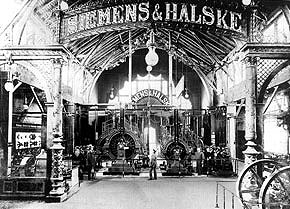
Messestand von Siemens & Halske, 1891

Gemeinsam mit Siemens & Halske nahm die Maschinenfabrik Buckau an der Internationalen Elektrotechnischen Ausstellung 1891 teil und stellte dort einen mit einer 500 PS-Dampfmaschine verbundenen Dynamo aus, woraus sich mehrere Aufträge ergaben. Trotz eines Großauftrages für eine zur Wasserhaltung dienende Dampfmaschine von 1.500 PS schlug sich eine allgemeine ungünstige Wirtschaftslage mit etwas Verzögerung ab 1891 auch in der Maschinenfabrik Buckau nieder. Die Beschäftigtenzahl sank auf 250 Mitarbeiter. Der Umsatz halbierte sich auf eine Million Mark, zog jedoch bereits 1892 wieder deutlich an. Die Ausrichtung der Produktion auf kostenintensive langfristig geplante spezielle Investitionsgüter machte das Unternehmen von Schwankungen der Wirtschaftskonjunktur unabhängiger. Bis 1894 war die Zahl der Mitarbeiter wieder auf 400 angestiegen. 1892 wurde eine Schiffsmaschine mit 1600 PS gebaut. In den nachfolgenden Jahren stiegen die Maschinenleistungen auf bis zu 3000 PS. Es wurden 1895 33 Brikettpressen gebaut sowie diverse große Corliss-Maschinen zum Einsatz in Elektrizitätswerken.
Der sich fortsetzende Aufschwung führte zu Umbauten und Erweiterungen des Betriebs. So wurde 1895 die Kesselschmiede mit hydraulischen Nietmaschinen ausgerüstet. 1896 folgte der Bau einer neuen Montagehalle samt Schlosserei und Büros. Es war nun die Produktion von Dampfmaschinen mit bis zu 5000 PS möglich. Der Neubau eines Kessel- und Maschinenhauses wurde 1899, einer neuen Gießerei 1900 abgeschlossen. Getragen wurde die wirtschaftliche Entwicklung des Unternehmens vor allem durch Aufträge zur Einrichtung großer Brikettfabriken. Aber auch die Kessel des neuen Magdeburger Elektrizitätswerkes stammten von der Maschinenfabrik Buckau. Es wurden neuartige Großwasserraumkessel entwickelt und patentiert. Die Aktionäre erhielten hohe Dividenden. Problematisch war ein eingetretener Mangel an Fachkräften. Es wurden Überstunden und Nachtschichten gefahren. Das Aktienkapital wurde auf drei Millionen Mark, nach anderen Angaben auf 2,25 Millionen Mark erhöht. Das 60-jährige Firmenjubiläum wurde am 21. Mai 1898 in Bremers Konzerthaus in der Leipziger Straße 62 mit 700 Teilnehmern festlich begangen. Zuvor hatte der Vorsitzende des Aufsichtsrates Heinrich Fölsche vor der versammelten Belegschaft auf dem Fabrikhof eine Festrede gehalten und eine neue Fabrikfahne überreicht. Am 5. Januar 1901 verstarb der langjährige Direktor Reinhold Lange. Nachfolger wurde Max Salzmann.
Ab 1902 machte sich eine Krise der Brikettindustrie bei der Maschinenfabrik bemerkbar. Neben deutlich geringerem Auftragseingang wirkte sich insbesondere der Ausfall größerer Forderungen negativ aus. 1903 kam es zu größeren Entlassungen, zugleich wurden neue Tätigkeitsfelder erschlossen. So wurde ein Wassergas-Schweißwerk errichtet, welches in den folgenden Jahren erheblichen wirtschaftlichen Erfolg zeitigte und schon bald eine neue Schweißhalle gebaut werden musste. Es wurden Patente für verschiedene Innovationen, darunter Gasmotoren erworben. Mit dem Wiederanziehen der Konjunktur kamen die traditionellen Schwerpunkte wieder auf, so insbesondere auf die Ausrüstung von Brikettfabriken. Die Zahl der Arbeitnehmer erreichte 1905 1000 Personen und stieg im Jahr 1906 bereits auf 1600 an. Bemerkenswert war ein Auftrag der Stadt Berlin für die Schweißerei, der die Herstellung eines fünf Kilometer langen Rohres mit einem Durchmesser von einem Meter beinhaltete. Trotz der sehr guten Auftragslage konnte 1906 kein Gewinn erzielt werden, da mehrere Schuldner ihre Forderungen nicht ausgleichen konnten. Aufgrund des deutlich gestiegenen Produktionsvolumens wurde neben Max Salzmann am 1. Februar 1906 Wilhelm Kleinherne als Direktor berufen.

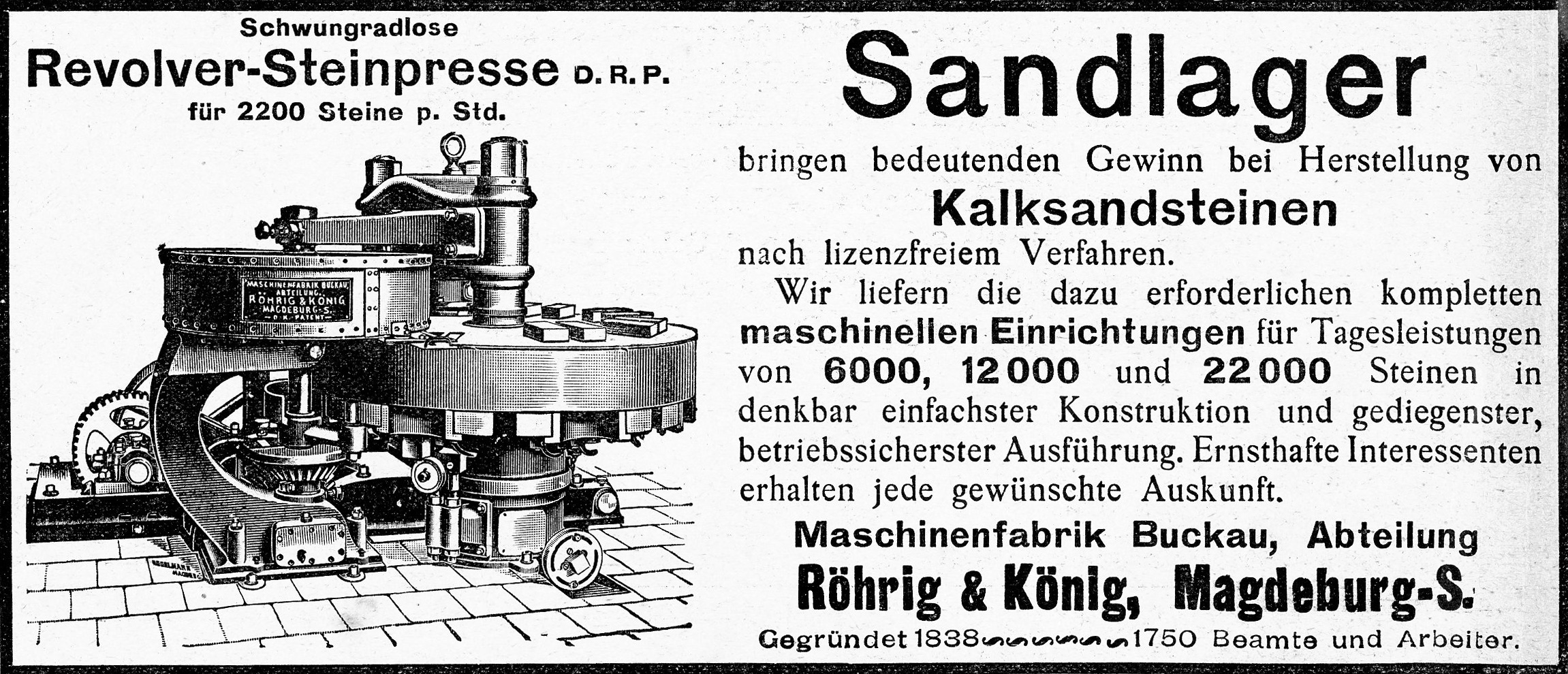
Werbeanzeige der Maschinenfabrik Buckau, Abteilung Röhrig & König für eine Revolver-Steinpresse, 1911

Mit dem 15. August 1906 wurde die in Sudenburg ansässige, 1848 gegründete Maschinenfabrik Röhrig & König erworben, die vor allem für die Zuckerindustrie tätig war und darüber hinaus erfolgreich Anlagen produzierte die der Herstellung von Kalksandsteinen dienten. Apparaturen für Brauereien, Brennereien und Zichorienfabriken gehörten zum Produktionssortiment. Der Betriebsteil wurde dann als Abteilung Sudenburg, vorm. Röhrig & König weitergeführt. Das enorme Wachstum des Unternehmens hielt an. Zum 31. Dezember 1907 zählte das Unternehmen fast 2.000 Mitarbeiter. Nach konjunkturellen Problemen im Jahr 1908 mit erheblichen Umsatzrückgängen, konnte der Umsatz in den folgenden Jahren wieder gesteigert werden. Nach dem 1908 das Aktienkapital auf 6.000.000 Mark erhöht worden war, begann die Erweiterung der Produktionspalette. Anknüpfend an die Tätigkeit für die Braunkohlenindustrie wurden für den Bedarf großer Tagebaue Eimerkettentrockenbagger gebaut, die neben den Brikettfabriken zu einem wichtigen Standbein des Unternehmens wurden. 1911 wurden bereits fünf Großbagger ausgeliefert. Die Bagger wurden laufend technisch weiterentwickelt. Nachdem zunächst der Einsatz auf die Abbaggerung von Abraum beschränkt war, wurde ab 1914 eine Abbaggerung der Braunkohle selbst durch Bagger des Unternehmens gewährleistet. Für die Bagger wurde eine Gleisrückeinrichtung integriert, mit der ein Verrücken der für den Abtransport von Kohle oder Abraum erforderlichen Eisenbahngleise je noch Fortschritt der Abbaggerung möglich wurde. Statt einer Belegschaft von 70 bis 80 Mitarbeitern für einen solchen Bagger, genügte nun eine Zahl von fünf Arbeitern.
Im Jahr 1911 wurde mit der Zeitzer Eisengießerei und Maschinenbau AG ein Kartellabkommen geschlossen, welches 1922, 1927 und 1932 erneuert wurde. Die Unternehmen sprachen sich bei der Belieferung der Braunkohlenindustrie ab.
Mit Beginn des Ersten Weltkriegs musste das Unternehmen die Einberufung vieler Mitarbeiter zum Wehrdienst verkraften. Die Produktionspalette blieb jedoch annähernd unverändert. Mit dem Tode Salzmanns 1918 führte Kleinherne das Unternehmen alleine weiter. Ab 1920 führte er zugleich auch die Maschinenfabrik R. Wolf AG, mit der später fusioniert wurde. 1921 bildeten beide Unternehmen zunächst eine Interessengemeinschaft.
In der Nachkriegszeit nahm die Nachfrage nach Ausrüstung für die Braunkohleindustrie wieder stark zu, so dass die Produktion deutlich ausgeweitet wurde. Der Produktionsumfang der Vorkriegszeit wurde jedoch erst 1922 wieder erreicht. Es wurde eine neue große Halle für den Bau von Baggern erbaut. Die einsetzende Teuerung und steigende Zinsen machten eine Verdopplung des Aktienkapitals auf sechs Millionen Mark erforderlich.
Streiks für höhere Löhne und der starke Wertverfall der Mark belasteten die Geschäftstätigkeit Anfang der 1920er Jahre. Mit dem Ende der Inflation konnte die Maschinenfabrik Buckau wieder eine erfolgreiche Geschäftstätigkeit feststellen. Im Jahr 1925 gelang es dem Sudenburger Werk wieder Aufträge aus dem Ausland für den Bau von Zuckerfabriken zu erhalten. In der folgenden Zeit wurden Rübenzuckerfabriken in die Türkei und Rohrzuckerfabriken nach Südamerika geliefert. Die Produktionsprozesse wurden umfangreich rationalisiert. Die im Buckauer Werk befindliche Baggermontagehalle wurde vergrößert und die durch das Betriebsgelände verlaufende Sülze kanalisiert. Der Baggerbau entwickelte Schwenkbagger, die nun die Abbaggerung des Deckgebirges und des Kohlenflözes in einer Anlage kombinierten und ab 1927 zunächst im Bitterfelder Revier zum Einsatz kamen. Seit 1925 wurden Bagger mit Raupenantrieb gebaut.

### R. Wolf AG

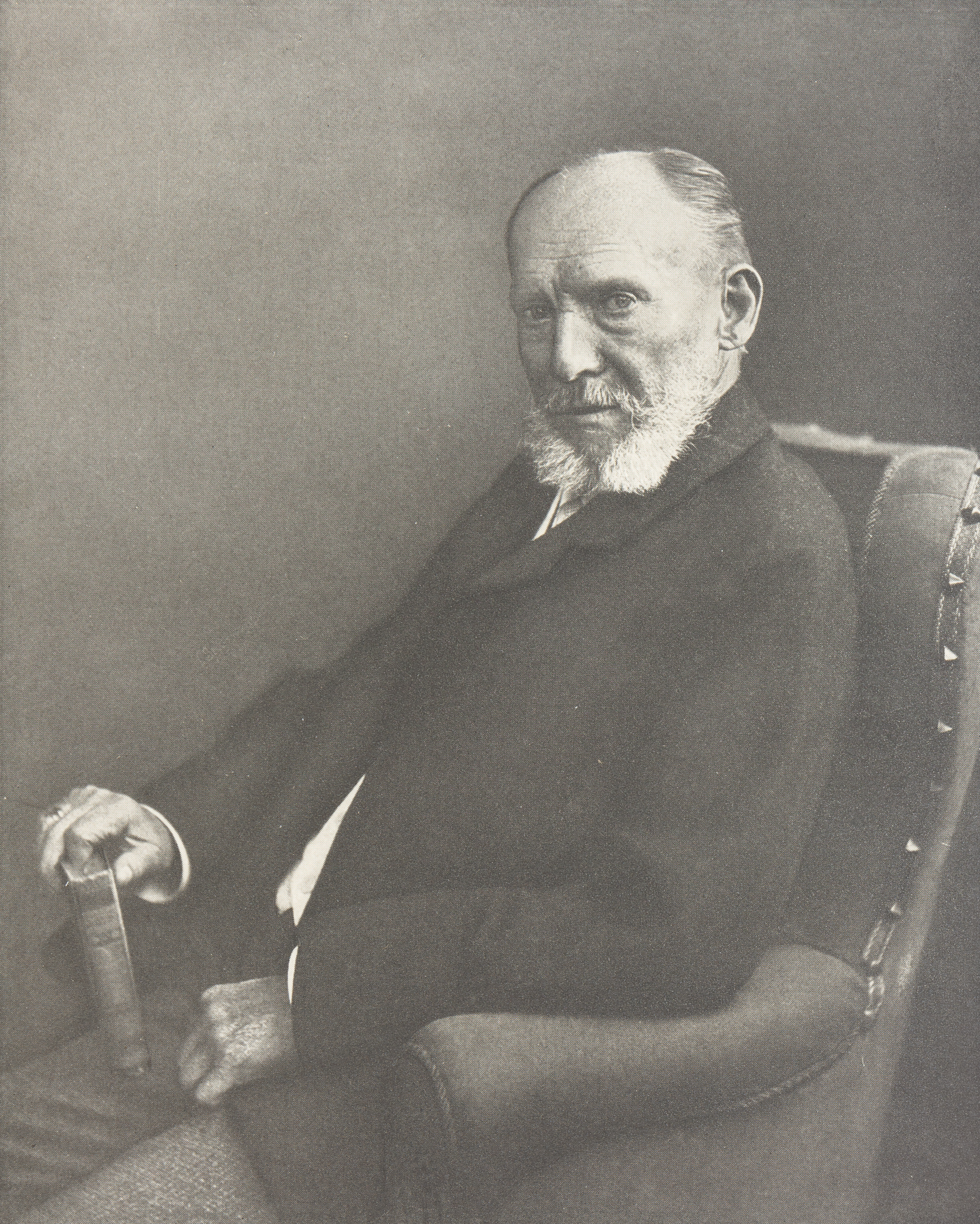
Rudolf Wolf

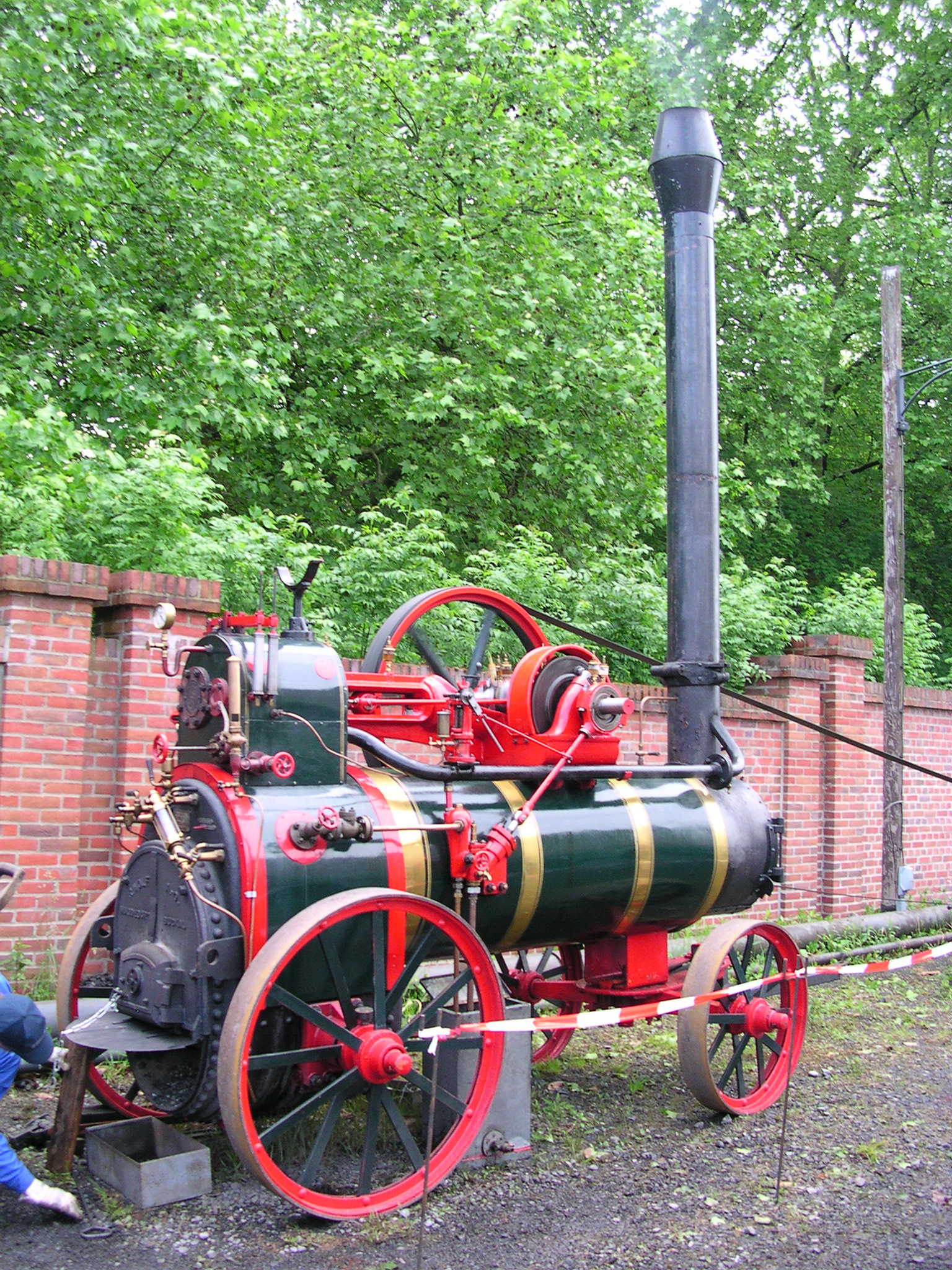
Lokomobile von R. Wolf

#### Gründung in Buckau
1862 gründete Rudolf Wolf in Buckau, ganz in der Nähe der Maschinenfabrik Buckau seine eigene Maschinenfabrik. Nach Beratung mit dem Buckauer Bürgermeister Christoph Griesemann erwarb Wolf in der Buckauer Feldstraße am 13. März 1862 ein Grundstück für 2900 Taler, das bis dahin zum vom Provinzial-Schulkollegium verwalteten Vermögen des ehemaligen Klosters Berge gehörte. Wolf musste zunächst die Verpachtung an einen Meister der Feilenfabrik von Watson für 500 Taler ablösen. Es entstand eine Werkstatt sowie ein bescheidenes Wohnhaus. Das Richtfest des Fabrikgebäudes fand am 26. April, von Wohnhaus und Verwaltungsgebäude am 28. April 1862 statt. Die Produktion war auf Lokomobile ausgerichtet und wurde am 12. Juni 1862, nach anderen Angaben am 16. Juni, aufgenommen. Oberingenieur wurde Metz, den Wolf aus seiner Tätigkeit in Stuttgart her kannte. Der Schlosser Hergesell wurde Werkführer, der kaufmännische Leiter wurde der Kaufmann Wallwitz. Der erste Auftrag ließ einige Zeit auf sich warten. Eine erste fertiggestellte Lokomobile diente zum Dreschen und war vom Gutsbesitzer Bennecke aus Athensleben bestellt worden. Sie zeichnete sich durch einen geringen Dampfverbrauch aus. 1887 kaufte Wolf diese erste Maschine zurück, setzte sie für 15 Jahre im Unternehmen ein und gab sie 1904 an das Deutsche Museum in München ab. Im Jahr 1863 folgten noch Aufträge für drei weitere Lokomobile. Besondere technische Schwierigkeiten bereitete die Herstellung der ersten Kurbelwelle. Das Unternehmen beschäftigte zunächst sechs Arbeiter, die zum Teil zuvor in der Maschinenfabrik Buckau gearbeitet hatten. Der erste Arbeiter war der am 15. Juni eingestellte Wilhelm Hosse. Am Ende des ersten Jahres wurden bereits 30 Personen beschäftigt. Die Arbeitszeiten gingen von 6:00 bis 19:00 Uhr, bei einer Stunde Mittagspause.
In den folgenden Jahren vertrieb Wolf Dreschmaschinen der Firma Hornsby und baute Pumpen und Betriebsanlagen für die Schönebecker Saline. 1865 nahm die Firma in Merseburg an einer ersten Ausstellung teil und erhielt den Preußischen Staatspreis in Silber. Von Wolf produzierte Kolbenpumpen kamen nach 1870 vor allem bei Bauarbeiten zur Erweiterung des deutschen Eisenbahnnetzes zum Einsatz. In der ersten Zeit wurden die für die Lokomobile erforderlichen Kessel noch nicht selbst gebaut, erst 1868 wurde eine eigene Kesselschmiede eingerichtet. Zwar verstand sich das Unternehmen als Spezialist für Lokomobile, gerade für Einsatzzwecke mit größerem Kraftbedarf wurden jedoch große ortsfeste Dampfmaschinen gebaut. In Katalogen der Firma für das Jahr 1869 wurde der Bau ortsfester Maschinen in 14 Größen zwischen 2 und 60 PS angeboten. Eine 60-PS-Maschine kostete 5400 Taler. Die Bedeutung ortsfester Dampfmaschinen ging jedoch in Zusammenhang mit der Leistungssteigerung der Lokomobile zurück, trotzdem waren im Katalog des Jahres 1900 noch solche Maschinen enthalten. Später wurden sie dann nur noch auf besonderen Kundenwunsch gebaut. Im Winter 1870 lieferte das Unternehmen elf Heizkessel für die Magdeburger Kasematten, in denen französische Kriegsgefangene untergebracht waren.
Wolf richtete sein Unternehmen auf Qualitätsarbeit aus. Die Arbeitsbedingungen waren sehr schwer, ein erster hölzerner Laufkran wurde erst Anfang der 1870er Jahre angeschafft. Schwere Lasten wurden zunächst nur mit Brechstangen und Walzen bewegt.

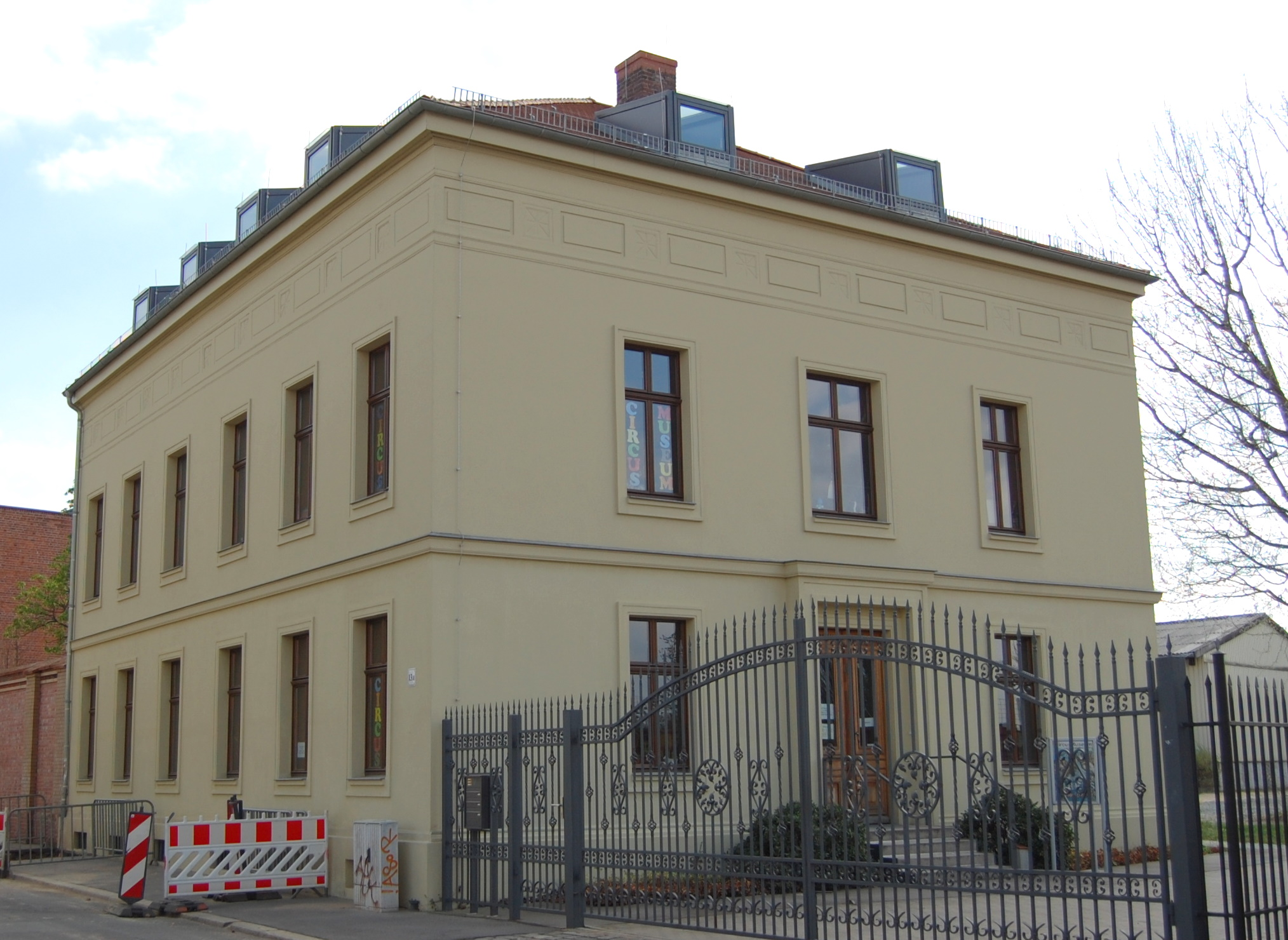
Villa Wolfs in der heutigen Karl-Schmidt-Straße, 2011

Bereits 1864 wurde das zunächst nur einstöckige Fabrikgebäude aufgestockt. Das Wohnhaus Wolfs wurde 1867, nach nur fünf Jahren, abgerissen und durch einen großzügigen Neubau ersetzt. Hier lebte Wolf bis 1889.
Während das Unternehmen zunächst nur langsam wuchs, profitierte es vom Aufschwung Ende der 1860er Jahre beträchtlich und beschäftigte dann 1871 87 Mitarbeiter. In diesem Jahr gelang es Wolf die erste Anlage in das Ausland zu exportieren. Wolf nahm den Bau von Fieldschen Kesseln auf, die sich durch eine schnelle Dampfentwicklung bei geringem Raumbedarf auszeichneten und in der Fachwelt für Aufsehen gesorgt hatten. Letztlich setzte sich diese Konstruktion jedoch nicht durch, so dass die Produktion später wieder eingestellt wurde. 1873 wurden statt der bis dahin für die Lokomobile verwandten hölzernen Räder eiserne Räder eingeführt. Ein erster Dampfhammer kam in der Schmiede des Werks zum Einsatz. Im Jahr 1874 erfolgte die Fertigstellung der 500. Lokomobile. In diesem Jahr nahm Wolf die Produktion von Zentrifugalpumpen auf. Es wurden Pumpen mit unterschiedlichsten Leistungsprofilen gebaut. Je nach Anwendungszweck konnten Anlagen für Förderhöhen von 0,75 m bis zu 80 m geliefert werden. Die Fördermengen variierten zwischen 100 und 120000 Liter in der Minute. Besonders häufig wurden Anlagen für große Wassermengen und geringe Förderhöhen verkauft.
Nachdem bereits in der Anfangszeit für die Schönebecker Saline Lösungen für Bohrungen entwickelt worden waren, ergab sich später eine intensive Arbeit an Tiefbohreinrichtungen. Ab 1872 wurden in Zusammenarbeit mit dem Bohrinspektor Köbrich Bohranlagen nach dem Körberischen Verfahren geliefert. Mit Hilfe der von Wolf gebauten Anlagen entstanden die zur damaligen Zeit tiefsten Bohrlöcher der Erde in Schladebach mit 1748,4 m und später in Paruschowitz in Oberschlesien mit 2002 m.
Insbesondere in der Anfangszeit bot die Firma Wolf weitere technische Anlagen an, da es dadurch möglich war die eigenen Lokomobile als Antriebsmaschinen mit zu verkaufen. Transmissionsanlagen, vor allem für Textil- und Papierfabriken, Einrichtungen für Zuckerfabriken, Stärke- und Zichorienfabriken, Salinen, Ölmühlen und Gerbereien kamen hinzu. Wolf stellte insbesondere vollständige Sägewerke inklusive der unterschiedlichsten Holzbearbeitungsmaschinen her.

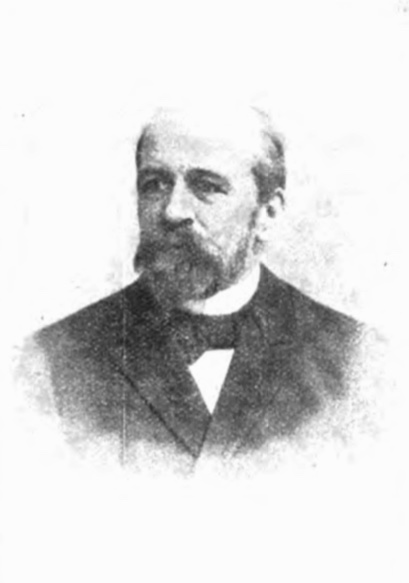
Albert Ballewski

1872 wurden ein neues Maschinenhaus und eine neue Montagehalle gebaut. Zugleich fand eine Erweiterung des Grundstücks statt. Der so für Wolf zunächst geschaffene Garten, wurde jedoch nach und nach ebenfalls für Zwecke der Produktion genutzt. Das Maschinenhaus wurde 1896 stark erweitert. Als besonders problematisch erwies sich die wirtschaftliche Kalkulation der komplizierten Maschinen. Viele Unternehmen der Branche hatten keine detaillierte Übersicht über die Eigenkosten und arbeiteten lediglich mit Schätzungen. 1873 stellte Wolf den Kaufmann Albert Ballewski als Maschinenkalkulator ein, um eine genaue Selbstkostenberechnung zu erhalten. Ballewski erwies sich als ausgezeichneter Fachmann. Er verfasste basierend auf seinen gewonnenen Erfahrungen das 1905 veröffentlichte Buch Der Fabrikbetrieb, das mehrfach aufgelegt wurde. Ebenfalls 1873 beteiligte sich das Unternehmen an der Weltausstellung in Wien. Es folgten diverse weitere Ausstellungen innerhalb Deutschlands.
Der Gründerkrach wirkte sich für Rudolf Wolf besonders negativ aus. 1876 waren nur noch vier Personen beschäftigt. Bereits nach kurzer Zeit gingen jedoch wieder Aufträge vor allem aus der Zucker- und Papierindustrie ein. Erst ab 1880 wurde die Auftragslage wieder deutlich besser und das Unternehmen erreichte wieder die ursprüngliche Belegschaftszahl von etwa 100 Mitarbeitern. In diesem Jahr entstanden vier Dampfkähne. Kessel, Schiffsschrauben und Tiefbohranlagen wurden gefertigt. Ebenfalls 1880 fand in Magdeburg die erste internationale Lokomobilkonkurrenz Deutschlands statt. Wolf gewann hierbei den ersten Preis. Bei einer Ausstellung 1883 in Berlin fanden Wolfsche Produkte große Aufmerksamkeit.
1884 wurden bereits 280 Menschen beschäftigt. Die Waren des Unternehmens wurden unter anderem nach Chile und China exportiert. 1886/87 wurde mit Nachtschichten gearbeitet. Jeden zweiten Tag verließ eine fertige Lokomobile das Werk. Bis 1888 war die Zahl der Arbeitnehmer auf 550 gestiegen. Auch die Leistung der gebauten Anlagen stiegen. 1867 baute Wolf eine Lokomobile mit einer Leistung von 20 PS, obwohl sein Konstrukteur und ein Meister der Ansicht waren, dass eine solche Leistung für Lokomobile nicht in Frage käme. Die Lokomobile wurde ein großer Erfolg, so dass noch weitere Leistungssteigerungen erfolgten. 1875 wurden Anlagen mit 40 PS gebaut. Die Fabrikate Wolfs errangen bei mehreren Wettbewerben Preise als effizienteste Lokomobile. Nachdem 1881 die 1000. Lokomobile fertiggestellt war, wurde bereits 1888 die 2000. produziert. 1887 wurde in der 1872 gebauten Montagehalle das 25-jährige Bestehen des Unternehmens begangen. Im gleichen Jahr wurde eine besonders große Werkstatt in Betrieb genommen, in der Lokomobile montiert wurden.
1888 erlitt Wolf einen Schlaganfall der seine Berufsausübung behinderte. Er versah zwar noch weiterhin die Leitung, große Teile der Leitungsfunktion wurden jedoch von den leitenden Angestellten des Unternehmens Ferdinand Wolff, der Direktor der Firma wurde und Arnold Weese übernommen. Im technischen Bereich taten sich Arminius Rauschenbach und der leitende Konstrukteur Gottfried Wegener hervor. Seit 1886 war der technische Direktor Heinrich Storck im Unternehmen beschäftigt.
Einen besonderen Auftrag zum Bau ortsfester Dampfmaschinen führte das Unternehmen 1889 aus, in dem zur Erzeugung elektrischen Stroms des Königlichen Schlosses in Berlin zwei 50 PS-, eine 150 PS- und zwei 200 PS-Maschinen geliefert wurden. Die Firma Wolf lieferte in größerer Zahl Maschinen für Flussschiffe. Aus dieser Tätigkeit heraus ergab sich die Produktion von weiteren Bestandteilen maschineller Schiffsantriebe. Auf Bitte des Reeders Andrae entwickelte Wolf mit der Buckauer Schraube eine Alternative zu den herkömmlichen gusseisernen Schrauben, die sich dadurch auszeichnete, dass einzelne Flügel bei Beschädigung ausgetauscht werden konnten.
1889 wurde im Unternehmen die hydraulische Nietung eingeführt. 1890 wurden mit 770 Arbeitern bereits 336 Lokomobile gebaut. Ab diesem Jahr stellte das Unternehmen Anlagen für Schießplätze her, die zur elektrischen Beleuchtung dienten. Darüber hinaus baute Wolf die Scheibenzuganlagen, die ebenfalls von Lokomobilen seines Unternehmens betrieben wurde.

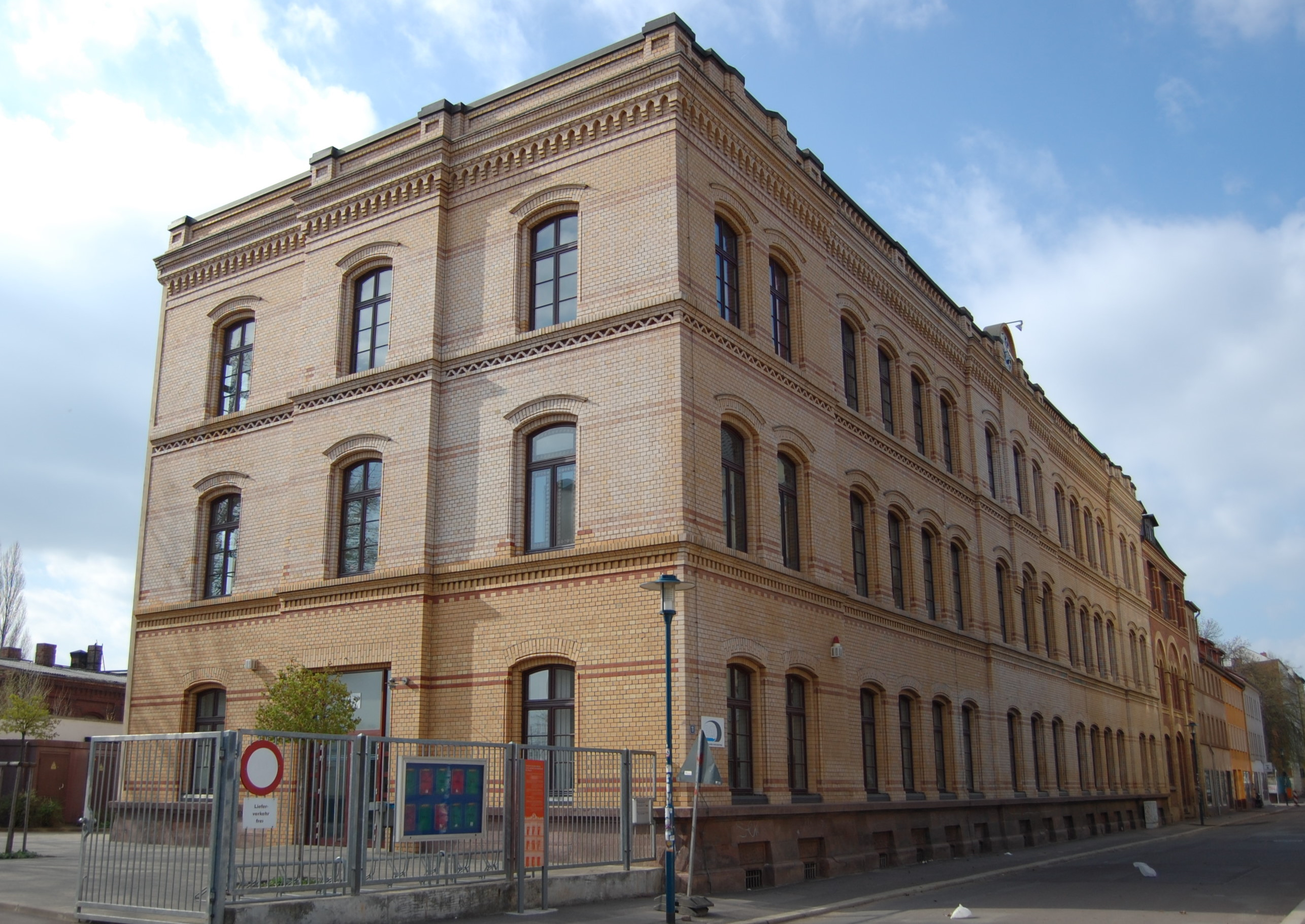
1891 erbautes Verwaltungsgebäude, 2011

1891 wurden die Werkstätten nach Westen bis zur Eisenbahnlinie Magdeburg-Leipzig erweitert, es entstand eine Schmiede und ein großes Verwaltungsgebäude. 1892 wurde eine neue große Maschinenhalle an der nördlichen Grundstücksgrenze errichtet. Die Beteiligung an der Internationalen Elektrotechnischen Ausstellung in Frankfurt am Main 1891 und der Weltausstellung in Chicago 1893 erfolgten und seit 1888 wurden jedes Jahr Ausstellungen beschickt: die erste Ausstellung im nicht deutschsprachigen Ausland war 1892 an einer Ausstellung in Plowdiw. Von 1893 bis 1912 nahm die Firma Wolf an 249 Ausstellungen teil. Häufig versorgten die Wolfschen Maschinen hierbei die Ausstellungen mit elektrischem Strom. Weitere Teilnahme an Weltausstellungen erfolgten 1906 in Mailand, 1910 in Brüssel und 1911 in Turin.

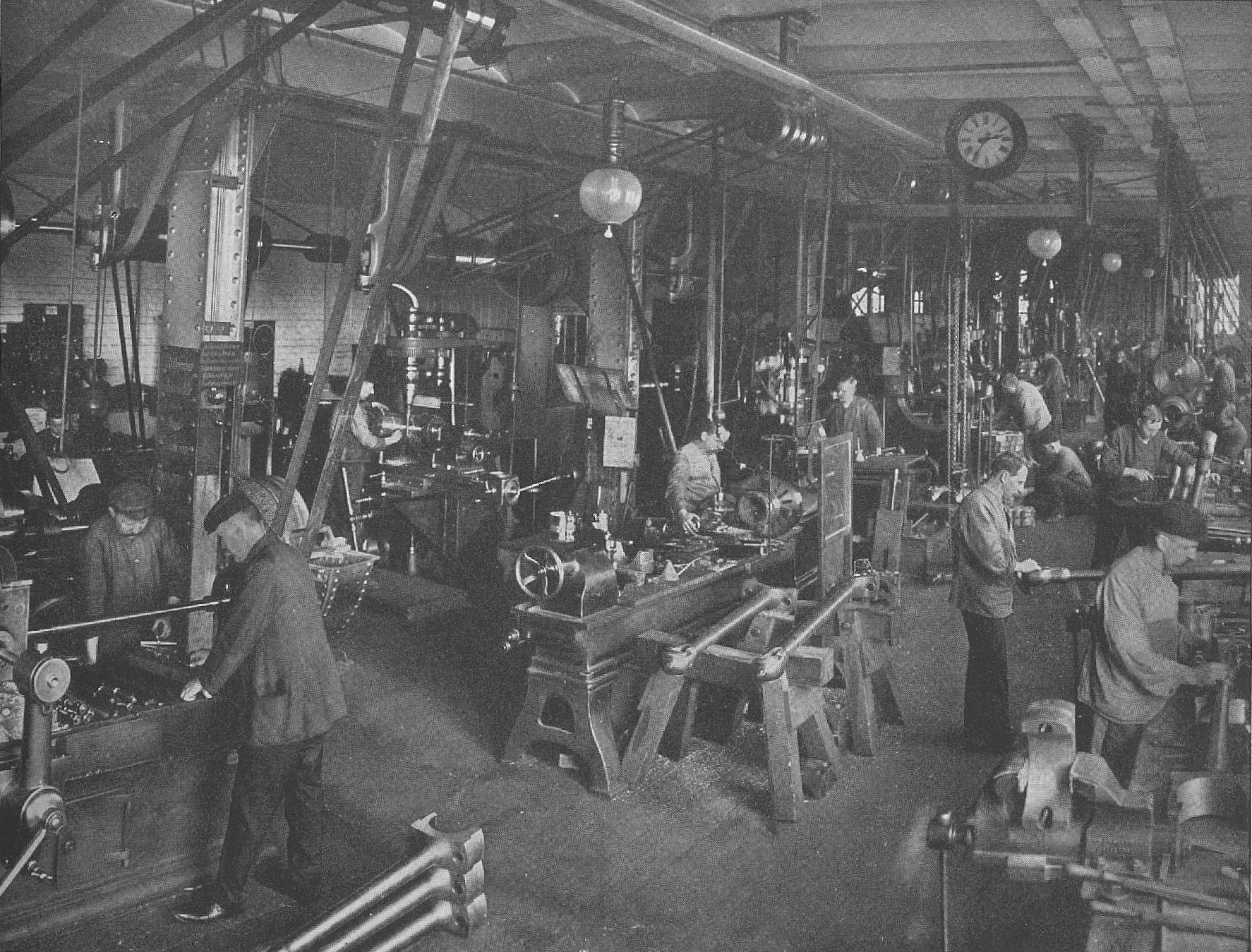
Drehereisaal der Fabrik in Buckau, Aufnahme etwa 1912

In den 1890er Jahren begann der Aufbau eines Netzes von Vertretungen. Zunächst entstanden ab etwa 1885 Büros im deutschsprachigen Raum. So wurden in Berlin, Breslau, Frankfurt am Main und Köln Vertretungen eingerichtet, die ab dem 1. April 1893 als Filialen geführt wurden. Zweigstellen entstanden in Hannover, Danzig, Cannstatt, München, Königsberg und Nürnberg. Später folgten Leipzig und Hamburg. In Zürich, Posen, Lübeck und Wien entstanden Vertretungen die unter dem Namen von Vertretern firmierten. Wien wurde später zur Filiale. Ab 1894 kamen Vertretungen im nichtdeutschsprachigen Ausland hinzu, die zum Teil später ebenfalls als Fialen geführt wurden. Büros entstanden in Moskau, London, Mailand, Sankt Petersburg, Madrid, Kiew, Brüssel, Lodz, Warschau, Charkow und weiteren europäischen und nordafrikanischen Ländern.
Die Belegschaftszahl war 1894 auf bereits 900 Menschen angestiegen. Im gleichen Jahr wurde ein Gebäude für die Unterbringung der Modelle eingerichtet. Im Jahre 1895 konnte die Auslieferung der 5000. Lokomobile gefeiert werden. Der wirtschaftliche Aufschwung und das Wachstum der Fabrik setzte sich fort. Auf der Berliner Gewerbeausstellung erhielt das Unternehmen 1896 die nur selten verliehene Auszeichnung der Königlich Preußischen goldenen Staatsmedaille für gewerbliche Leistungen. Allein 1897 wurden 500 Lokomobile gebaut. Allerdings war die Fläche des Werks am bisherigen Standort nicht erweiterbar. Mit der Anpachtung einer kleinen benachbarten Fläche zum Bau einer Tischlerei war die Grenze der räumlichen Ausdehnung erreicht. Bedingt durch die Platznot entstand 1897 ein vierstöckiges Fabrikgebäude in welchem Werkstätten und eine Schlosserei untergebracht wurden. Um trotzdem weiter expandieren zu können, wurden 1895 16.000 m² in Buckau an der Elbuferbahn gepachtet und mehrere große Lagerhallen gebaut, in denen fertiggestellte Lokomobile und Holz gelagert wurden. Darüber hinaus setzten Planungen ein, in Salbke, südlich von Buckau, eine neue Fabrik zu bauen. Letztlich wurden 1911 noch auf der anderen Seite der Feldstraße in Buckau Garagen und Pferdeställe errichtet. Insgesamt betrug die in Buckau genutzte Fläche letztlich 40.000 m². Die Zahl der beschäftigten Personen war bis 1898 auf 1200 gestiegen. Nach einer kurzen Delle 1900/01 mit Kurzarbeit, wurde ab 1903 wieder voll gearbeitet.

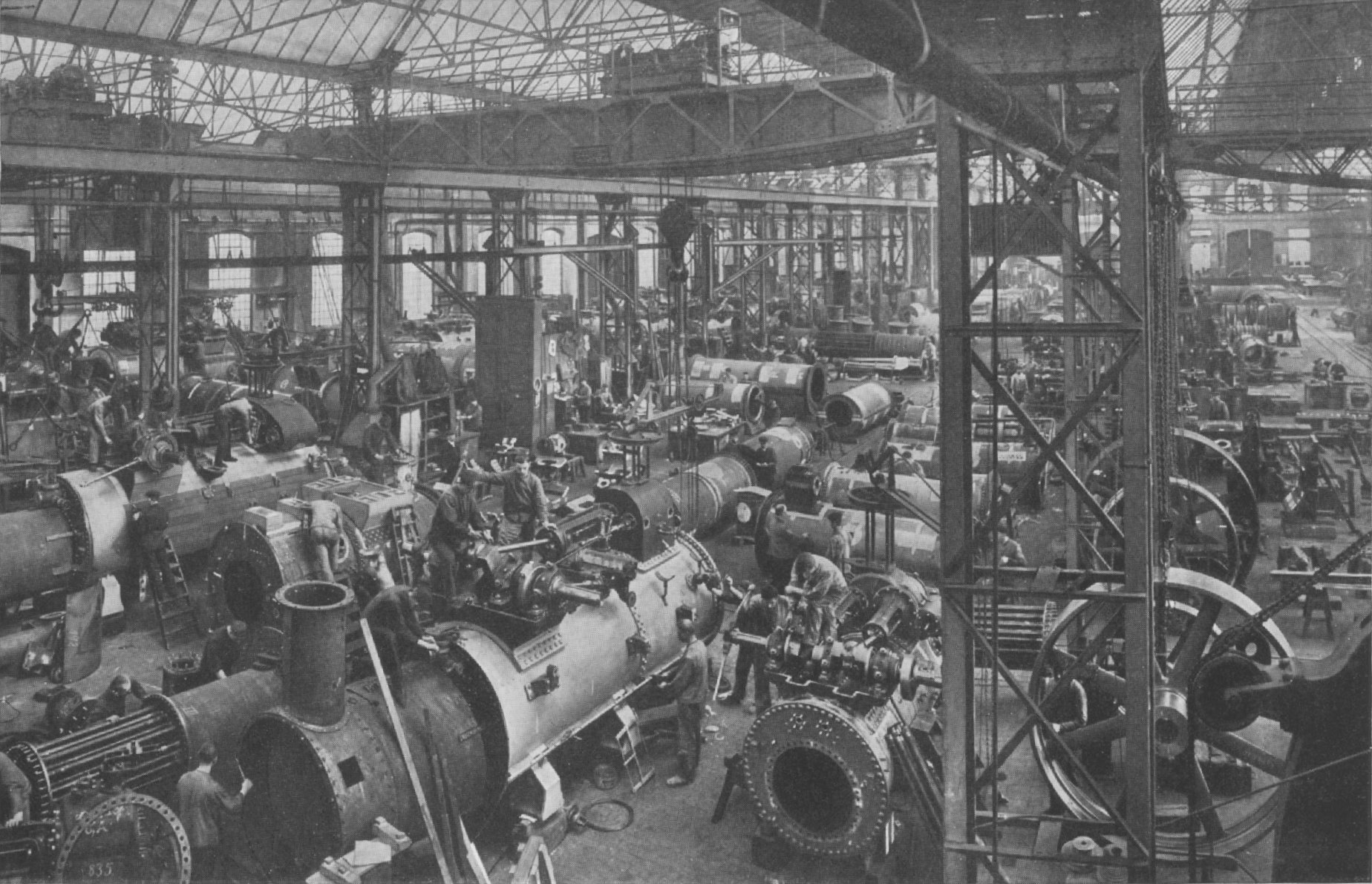
Montagehalle des Heißdampflokomobilbaus in Salbke. Die gleichzeitige Montage von 50 Anlagen war möglich.

Technisch bedeutsam war die 1900 erfolgte Einführung der Heißdampfmaschine, mit deren Hilfe der Kohlenverbrauch der Lokomobile deutlich gesenkt werden konnte. Maßgeblicher Konstrukteur war hierbei Adolf Mertz. Entsprechende Versuche mit dem Einsatz überhitzten Dampfes waren bei Wolf ab 1896 erfolgt. Trotz des Aufkommens von Dieselmotoren als Konkurrenz zu den althergebrachten Produkten des Unternehmens konnte die Firma R. Wolf ihren Absatz steigern. 1905 wurde die 10.000 Lokomobile gebaut.

#### Errichtung des Werkes Salbke ab 1905
Im gleichen Jahr wurde in Salbke ein modernes neues Werk errichtet. Bereits 1899 war hier ein sieben Hektar großes Ackergrundstück in Bahnnähe gekauft worden. Der Kreisausschuß Wanzleben gewährte am 12. Januar 1899 eine Konzession zum Bau einer Maschinenfabrik, Kesselschmiede und Eisengießerei für die Gemarkung der Gemeinde Salbke. Bedingt durch die ungünstigere wirtschaftliche Entwicklung zur Jahrhundertwende wurde der Bau des neuen Werks jedoch zunächst nicht begonnen, so wurde jährlich um eine Verlängerung der Genehmigung gebeten. Ein Bauplan der die logistischen Abläufe der Produktion berücksichtigte wurde jedoch 1904 erstellt. Die Bauarbeiten begannen im März 1905.

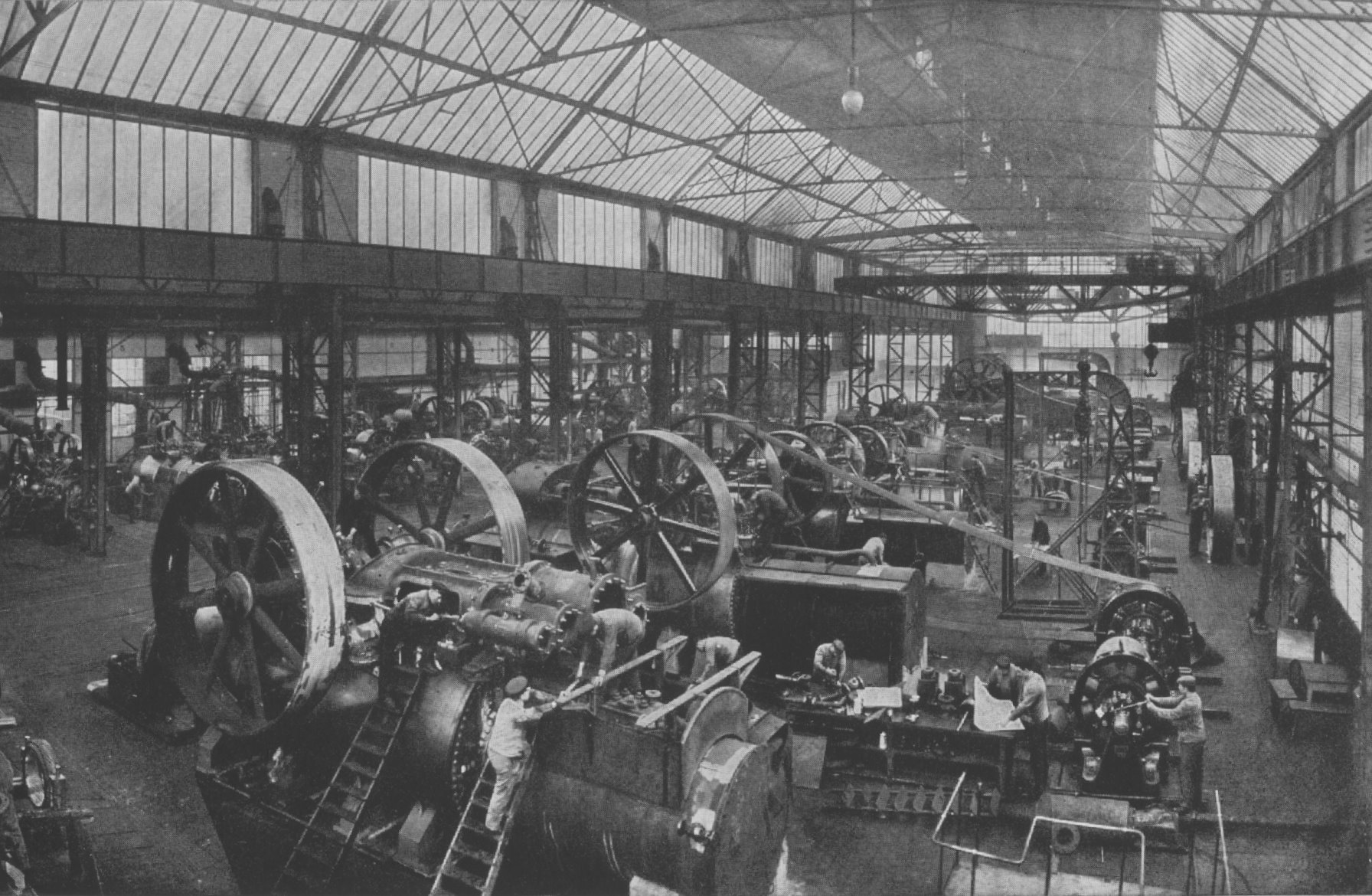
Prüffeld zum gleichzeitigen Prüfen von 24 Lokomobilen im Werk Salbke

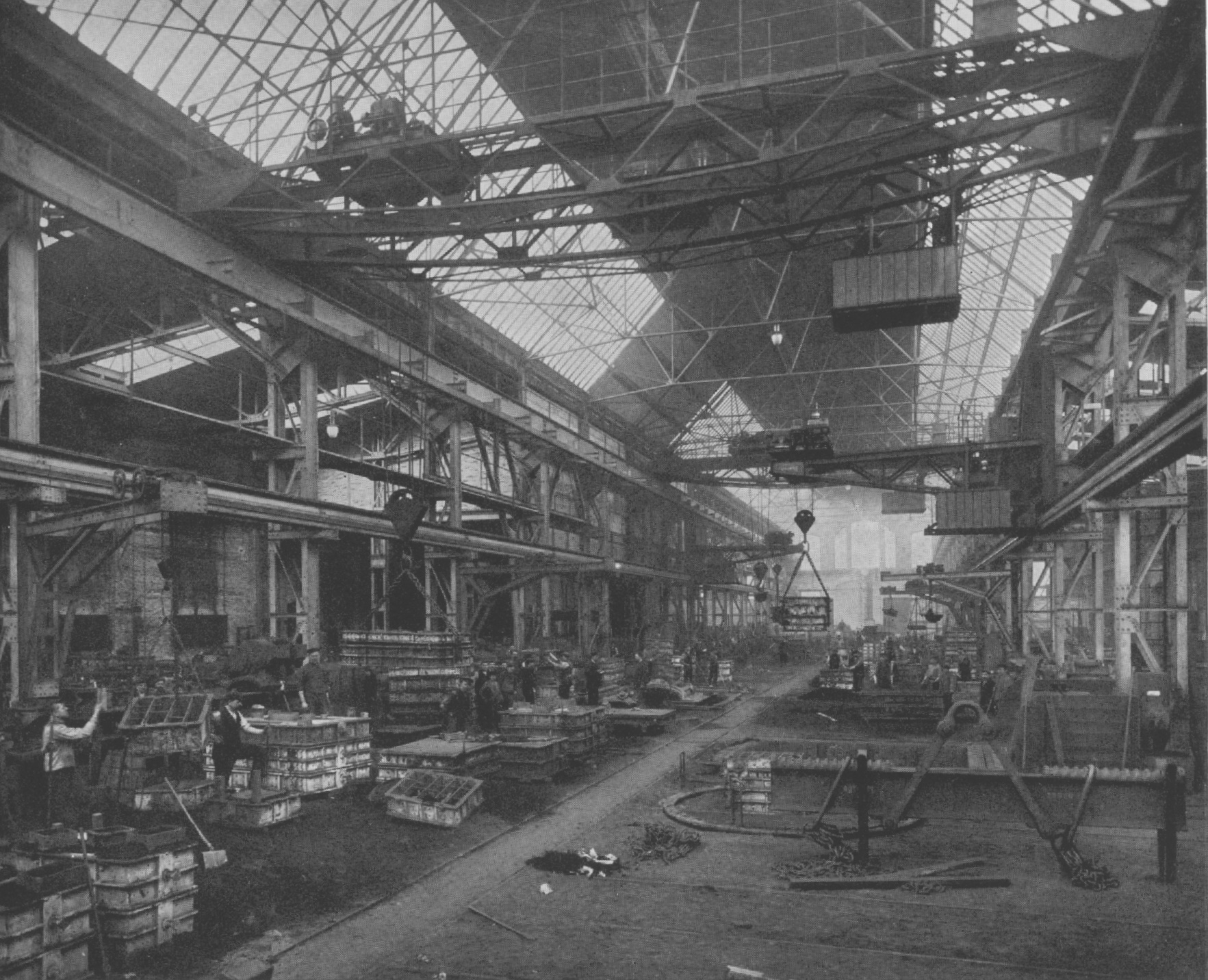
Eisengießerei

Es entstand zunächst eine Prüfhalle für Lokomobile und eine Lagerhalle. Die in der Prüfhalle von den Lokomobilen erbrachte Leistung wurde zur Gewinnung elektrischen Stroms genutzt. Die in vorhergehenden Jahren angewandte Vernichtung der Leistung durch eine Bremsung per Pronyschen Zaums wurde nur noch in Ausnahmefällen eingesetzt. 63 % der 1911 im Werk benötigten Energie wurde so von den Maschinen des Prüffeldes geliefert. An diese Hallen schloss das Hauptkraftwerk und die Wasserversorgung an. Noch im gleichen Jahr entstand die Kesselschmiede an die eine Montage für große Lokomobile und eine Werkstatt zur Bearbeitung von Gussteilen angeschlossen wurde. Es folgten das Zentralmagazin, ein Verwaltungsgebäude mit Speisesälen, die 1909 aus Buckau nach Salbke verlegte Modelltischlerei mit 1425 m² und das Modelllager mit einer Grundfläche von 2420 m². Viele der Gebäude wurden bereits nach wenigen Jahren wieder erweitert. Das Werksgelände umfasste 14,5 Hektar, wovon zunächst 56.168 m² bebaut worden.
Die von 14 Mitarbeitern betriebene Kantine bot Platz zur Bewirtung von gleichzeitig 200 Personen. Im Werk bestand kein Alkoholverbot. Es durfte während der Arbeitszeit in der Kantine gekauftes Flaschenbier getrunken werden. Kaffee wurde sowohl den Arbeitern als auch den Betriebsbeamten kostenlos zur Verfügung gestellt. Täglich wurden 5200 Liter Kaffee ausgeschenkt. Wasser und Milch wurden zum Selbstkostenpreis abgegeben. Der Alkoholverbrauch ging durch diese Maßnahmen zurück.
Die Eisengießerei wurde ab 1907 mit einer Grundfläche von 6560 m² und einer Kapazität von jährlich 8000 t eingerichtet. Der erste Guss fand am 26. Mai 1908 bei Anwesenheit von Rudolf Wolf statt. Bis dahin hatte die Firma Wolf fremde Gießereien beauftragen müssen, nach den eigenen Modellen zu gießen. Westlich der Eisengießerei entstand 1910 eine Metallgießerei, in der spezielle Legierungen für den Lokomobilbau hergestellt wurden. Im Bereich des Werks wurden bis 1912 5,5 km Schienen in Normal- und Schmalspur verlegt. 1912 waren in beiden Werken 439 Krane im Einsatz. Das Werk betrieb ein Laboratorium und eine Materialprüfungsanstalt, in denen bezogene Rohstoffe und Vorprodukte auf ihre Qualität hin untersucht wurden. Insgesamt stand letztlich in Salbke eine Fläche von 145.253 m² zur Verfügung, die bis 1912 zu etwas mehr als einem Drittel bebaut war.
Nach der Inbetriebnahme des Salbker Werks verschoben sich die Gewichte innerhalb des Unternehmens. In Salbke wurden nun die Großlokomobile gebaut, während Buckau kleinere Lokomobile fertigte. Die Bedeutung Salbkes nahm ständig zu.
Nach Auftragsrückgängen um das Jahr 1908, konnte in den Jahren bis 1911 der Umsatz deutlich gesteigert werden. Wichtiges Standbein blieb dabei der Export. Es wurden inzwischen Vertretungen in 35 Ländern unterhalten.

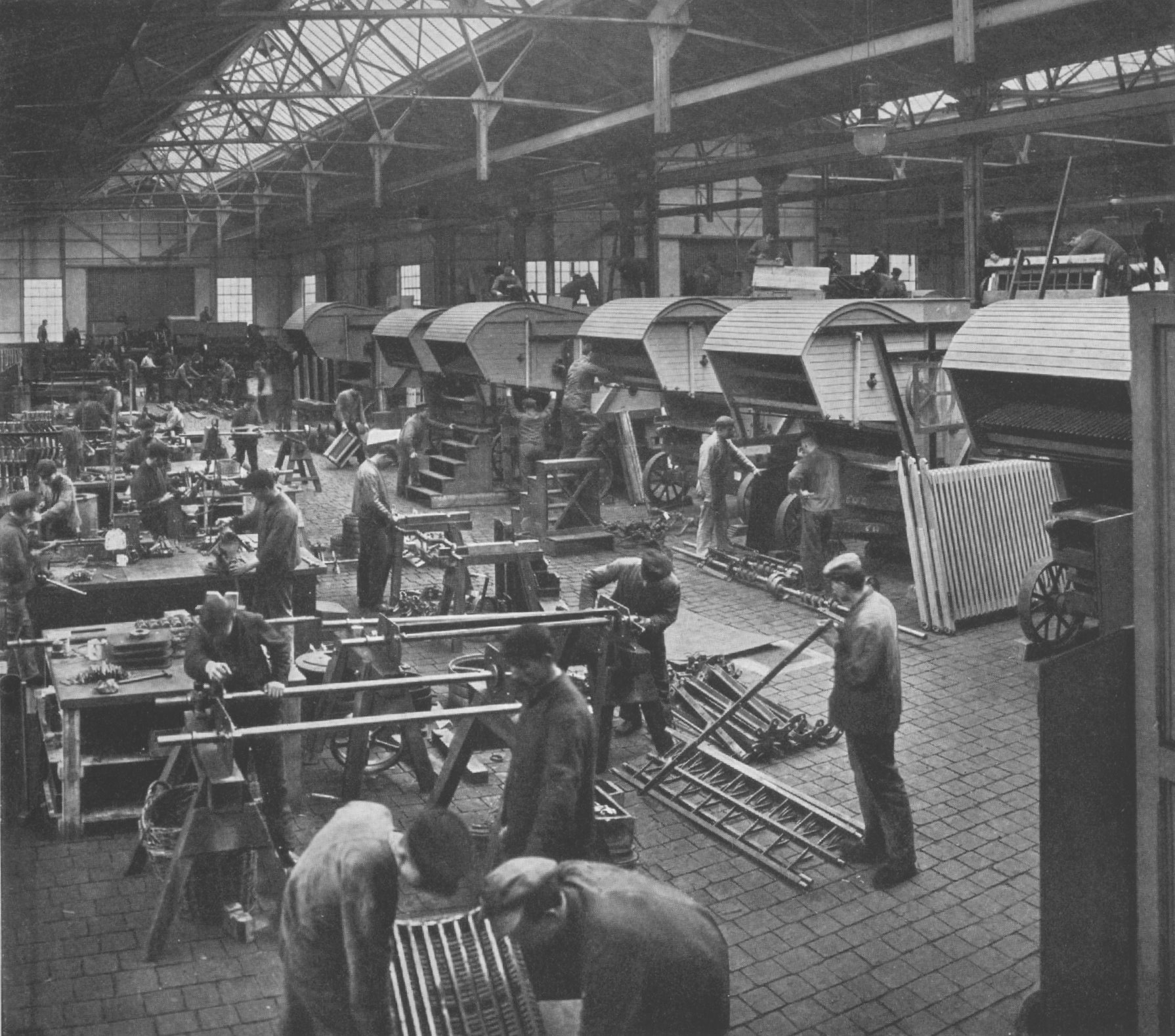
Montagehalle des Dreschmaschinenbaus

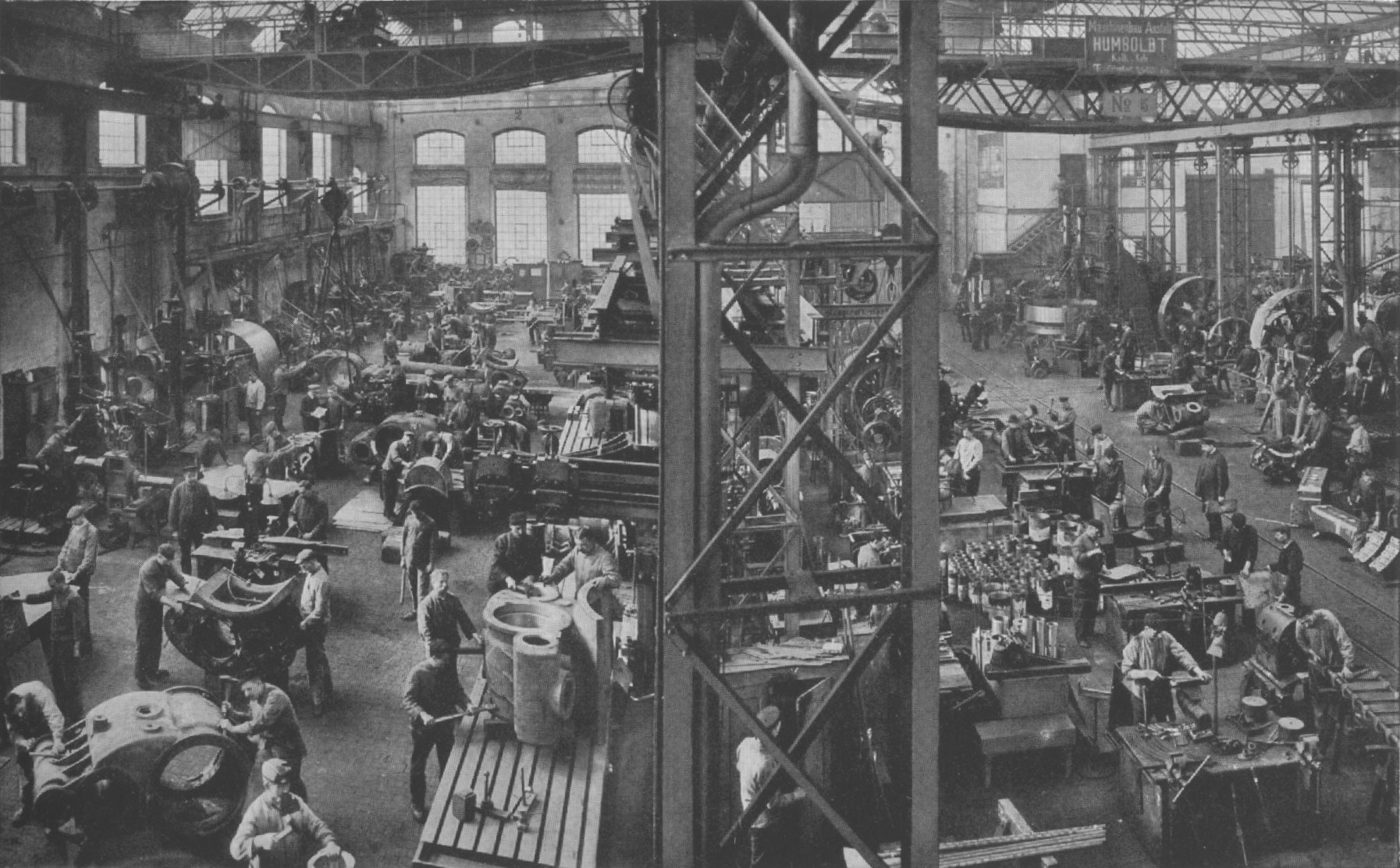
Bearbeitungswerkstatt für Maschinengussteile im Werk Salbke

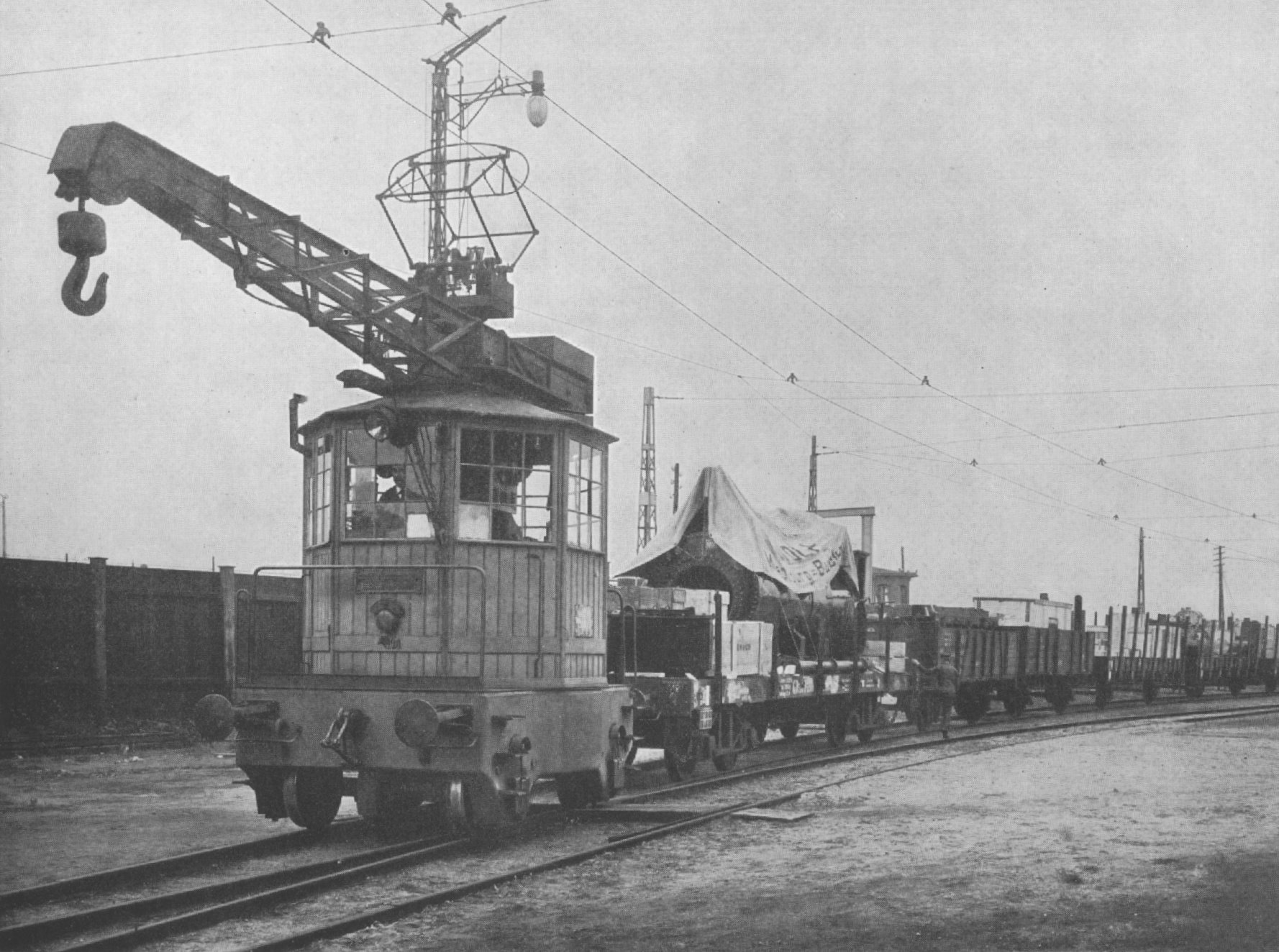
Im Werk Salbke für Verladung und Transport eingesetzte elektrische Kranlokomotive, um 1910

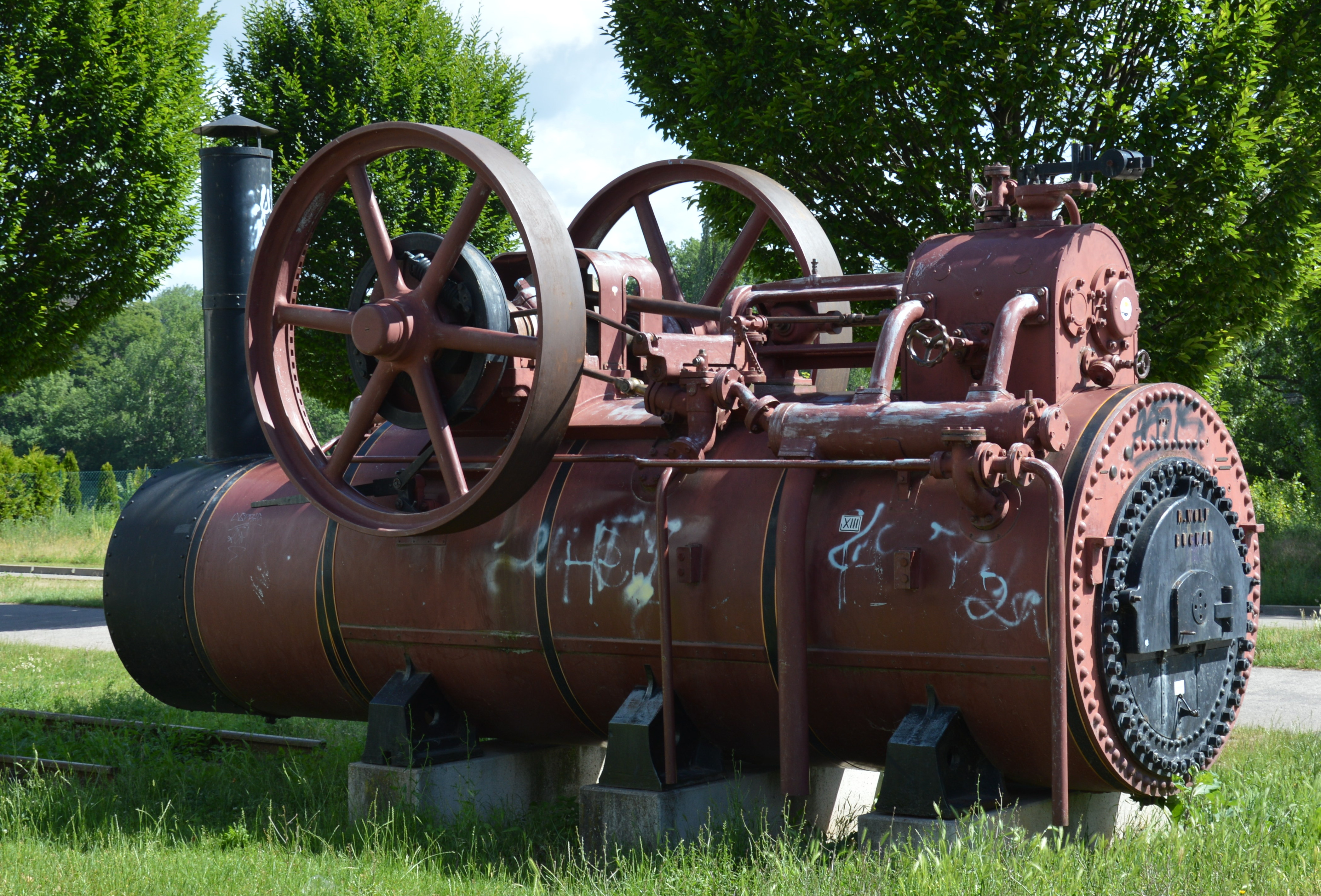
Dampfmaschine von 1911, aufgestellt in Buckau

In Salbke wurden zudem Dreschmaschinen und Strohpressen für die Landwirtschaft gefertigt. Ab Herbst 1908 entstanden für den Bau dieser Produkte eigene Werkstätten, die 1909 fertiggestellt waren. 1910 stellte R. Wolf auf der Weltausstellung in Brüssel eine 800 PS starke Heißdampf-Lokomobile (vermutlich in Compound-Ausführung) aus, die mit einem Generator gekoppelt nachts den Strom für die deutsche Abteilung der Ausstellung lieferte. Sie wechselte sich ab mit einer 1000 PS starken Maschine der Firma Lanz, Mannheim, die tagsüber arbeitete. Die Firma Wolf lieferte für den Bau des alten Elbtunnels in Hamburg neun Heißdampfkessel.
Am 20. November 1910 verstarb der Firmengründer Rudolf Wolf. Krankheitsbedingt hatte er sich schon zuvor aus der Leitung des Unternehmens weitgehend zurückziehen müssen. Eine besondere Leistung Wolfs bestand in seinem sozialen Engagement vor der Zeit der Sozialversicherungen. Er gründete für seine Mitarbeiter bereits 1881 eine Pensions-, Witwen- und Waisenkasse und 1895 ein Kur- und Erholungsheim in Braunlage (Harz). 1899 folgte eine Arbeiterunterstützungs- und 1904 eine Betriebsbeamtenunterstützungskasse, womit bei unverschuldeten Notlagen und längerer Erkrankung geholfen werden sollte. Das Unternehmen betrieb eine Mietesparkasse. Die Arbeitnehmer konnten hierbei regelmäßig vom Lohn Beträge automatisch abziehen lassen, die mit zehn Prozent Jahreszinsen verzinst und zum Zeitpunkt der vierteljährlichen Wohnmietzahlung ausgezahlt wurden. 1911 nahmen 1500 Sparer an dieser Sparkasse teil. Eine freiwillige Begräbniskasse war eingerichtet worden, in die die Arbeitnehmer 0,60 M im Jahr einzahlten, wobei die Firma einen Betrag in Höhe der Hälfte hinzu gab. Im Todesfall wurden davon Teile der Begräbniskosten getragen. Bei Krankheiten von länger als 20 Wochen erbrachte diese Kasse Leistungen. Entsprechend gesetzlicher Bestimmungen führte das Unternehmen eine Fabrikkrankenkasse, eine Invalidenversicherung und eine Unfallversicherung ein. Sowohl im Werk Buckau als auch im Werk Salbke waren Unfallstationen mit Verbands- und Krankenzimmer eingerichtet, die jeweils von einem als Heilgehilfen ausgebildeten Werksangestellten besetzt waren. In beiden Werken bestanden Betriebsfeuerwehren.
Bereits 1907 hatten Arbeiter des Unternehmens den Arbeiterverein der R. Wolfschen Werke gegründet, der sich insbesondere bei der Schaffung von Wohlfahrtseinrichtungen der Arbeitnehmer hervortun sollte. Der von der Werksführung unabhängige, von dieser jedoch unterstützte Verein, zählte 1912 bereits 1200 Mitglieder. Für die Vereinsmitglieder wurde eine Pensions- und Hinterbliebenenversicherung, eine Krankenunterstützungskasse, eine Sterbekasse und Kasse für Unterstützungen in außerordentlichen Notfällen betrieben. Besonders erwähnenswert ist der vom Verein in der Rechtsform einer GmbH gegründete Spar- und Bauverein Wolfsfelde, der westlich des Werks die Siedlung Wolfsfelde begründete. Die GmbH scheiterte jedoch finanziell, so dass die Siedlung später direkt vom Werk übernommen wurde.
Es wurden in großem Umfang Lehrlinge ausgebildet. Die Lehrzeit betrug dabei üblicherweise 4 Jahre, die tägliche Arbeitszeit 10 Stunden, inklusive Pausenzeiten.
Im Jahre 1911 beschäftigte das Unternehmen im Durchschnitt 3374 Mitarbeiter. Im Katalog der Firma fanden sich 88 Ausführungsformen von Lokomobilen. Bereits 1911 war die 15.000 Lokomobile ausgeliefert. Deutlich mehr als die Hälfte der produzierten Güter ging in den Export. Die Mitarbeiterzahl der Firma Wolf betrug 1912 fast 3400 Personen, der Umsatz 19,5 Millionen Mark. Die Firma Wolf engagierte sich stark in der Werbung für ihre Produkte. Allein im Jahr 1911 bestand Kontakt zu 1551 Publikationen, in denen Anzeigen aufgegeben wurden. So wurden in 841 Zeitungen Anzeigen geschaltet, darunter waren etwa 300 ausländische Blätter. Die Kataloge wurden in elf Sprachen herausgegeben. Plakate wurden im größeren Maßstab eingesetzt. 1911 waren 15510 Plakate ausgehängt, davon etwa zwei Drittel im Ausland. Für die Erschließung internationaler Märkte wurden Ausstellungen in den jeweiligen Regionen genutzt. So stellte das Unternehmen 1911 in Allahabad im damaligen Britisch-Indien und in Buenos Aires aus. Die internationale Ausrichtung des Unternehmens drückte sich darin aus, dass die Geschäftspost in sieben Sprachen geführt werden konnte. Neben Deutsch gab es Korrespondenten für Englisch, Französisch, Italienisch, Portugiesisch, Russisch und Spanisch. Durchschnittlich waren 200 bis 250 Monteure bei den Kunden unterwegs, um die Maschinen aufzubauen, zu warten oder zu reparieren.
Das Unternehmen verfügte 1911 über fünf Telefonanschlüsse, über die in diesem Jahr etwa 3900 Ferngespräche geführt worden waren. Innerhalb des Betriebes bestanden jedoch bereits 141 Telefonapparate. Eine größere Bedeutung hatten Telegramme, 1911 wurden 7500 versandt, 8600 gingen ein. Für die notwendigen Materialeinkäufe wurden bei 2200 Lieferanten Waren bezogen.
Im Jahre 1913 erfolgte die Umwandlung des Unternehmens in eine Aktiengesellschaft mit einem Kapital von zwölf Millionen Mark. Max Wolf blieb technischer Generaldirektor.

#### Erster Weltkrieg
Der Beginn des Ersten Weltkriegs stellte für die weitgehend vom Export abhängige Firma Wolf AG einen großen Einschnitt dar. Zeitweise waren 60 % der Produktion ins Ausland gegangen. Die Produktion ging in den ersten Wochen des Krieges zunächst deutlich zurück, da der normale Eisenbahnverkehr durch die Mobilmachung stark eingeschränkt war und Rohstoffe und Vorprodukte nicht rechtzeitig eintrafen. Darüber hinaus war etwa ein Viertel der Belegschaft zum Wehrdienst eingezogen. Auch die Exportmöglichkeiten brachen ein. Zwar wurden von der Rüstungsindustrie oder dem Militär selbst Lokomobile erworben, die Rückgänge durch das fehlende Exportgeschäft konnten so jedoch nicht wettgemacht werden. Letztlich musste Kurzarbeit eingeführt und die Produktion auf rüstungsrelevantere Güter umgestellt werden. Die Auslastung stieg dann stark an.
Die durch zum Wehrdienst eingezogene Mitarbeiter frei gewordenen Arbeitsplätze wurden ab etwa 1915 zu einem erheblichen Teil mit Frauen besetzt. 1916 arbeiteten so im Buckauer Werk 204 Frauen und in Salbke 510, wobei auch in Nachtschichten gearbeitet wurde. Ab Januar 1916 durfte das Unternehmen Maschinenschlosser aus den besetzten Gebieten in Polen und Russland anwerben. So kamen dann mehr als 100 Schlosser aus diesen Gebieten nach Magdeburg. Für 1917/18 wird ihre Anzahl mit 87 angegeben.
Am 13. August 1915 kam es gegen 18:00 Uhr während eines Gewitters zu einer großen Explosion. Drei Personen wurden verletzt. Granatsplitter flogen zischend und pfeifend durch die Luft und schlugen zum Teil in der auf der anderen Elbseite gelegenen Kreuzhorst ein. Häuser sowie Grabsteine eines angrenzenden Friedhofes wurden beschädigt.
Im Jahre 1915 wurde die Maschinenfabrik Christian Hagans in Erfurt übernommen und als Werkabteilung weitergeführt. Ebenfalls noch während des Ersten Weltkriegs kam die Aschersleber Maschinenbau AG hinzu. Das vormals als W. Schmidt & Co. firmierende von Wilhelm Schmidt gegründete Unternehmen war durch die Schmidtschen Heißdampfmaschinen und den Bau sehr großer Anlagen bekannt geworden. Erforderlich war der Ankauf durch die Aufnahme der Produktion von Dampfpflügen und Straßenzugmaschinen für die die Kapazität der bisherigen Werkstätten nicht ausreichte. Im Aschersleber Werk entstanden Dieselmotoren für Kraftzentralen und Zellenfilter. Die Leitung des Aschersleber Werks übernahm Heinrich Notz. Übernommen wurde die Magdeburger Dampfpflugfabrik John Fowler & Co. 1917 erfolgte die Übernahme der Dessauer Stahlgießerei R. Becker & Co.

#### Zeit ab 1918

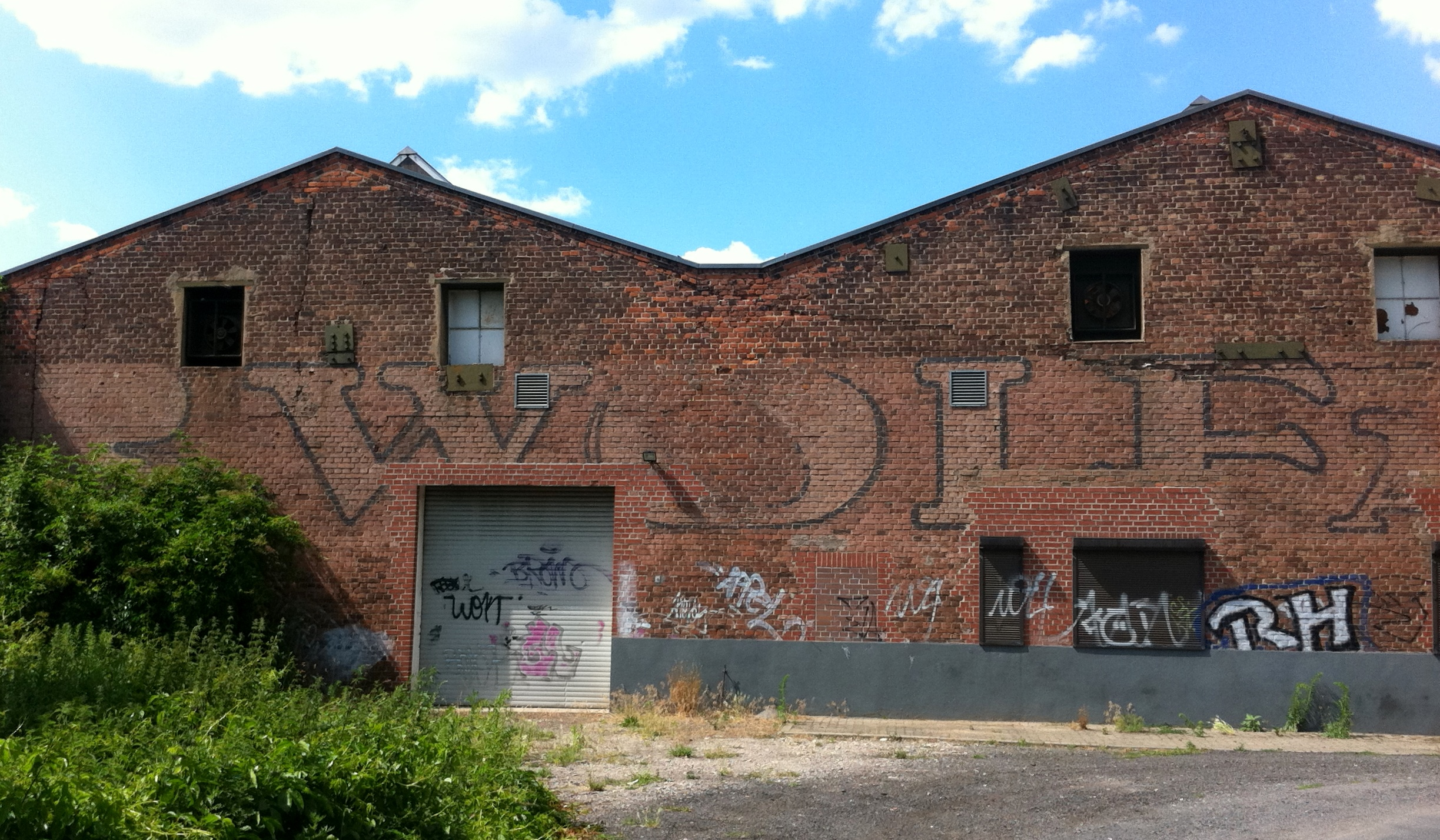
Reste eines alten Schriftzuges R. WOLF AG an einer Fassade zum Lüttgen-Salbker-Weg

Mit dem Ende des Krieges bemühte sich die Firma die Produktion wieder auf die Friedensfabrikation umzustellen. Die schwierige wirtschaftliche Lage Deutschlands führte jedoch zu erheblichen Einbrüchen der Produktionszahlen. Das Unternehmen war bemüht die abgerissenen Beziehungen zum Ausland wieder aufzubauen. Die Auftragslage verbesserte sich deutlich. Innerhalb kurzer Zeit verdreifachte sich der Produktionsumfang. Problematisch war jedoch die hohe Inflation Anfang der 1920er Jahre. Auch nach Ende der Inflationszeit blieb die Situation für die R. Wolf AG schwierig. Viele Kunden hatten Probleme bei der Finanzierung der Güter und nahmen Stornierungen vor, Rechnungen wurden nicht bezahlt. Der zuvor so wichtige Export kam nur langsam wieder in Fahrt. Zur Kostensenkung wurde mit Konkurrenten über die Zusammenlegung von Arbeitsbereichen verhandelt, was später insbesondere mit der Heinrich Lanz AG gelang. 1920/1921 verhandelte die Wolf AG mit der Hugo Stinnes AG Hamburg über eine Übernahme der Alleinvertretung der Stinnes AG für Wolfsche Produkte in Ostasien. Die Verhandlungen scheiterten jedoch.
Im Juli 1923 übernahm die R. Wolf AG die Grade Motorenwerke in Magdeburg-Wilhelmstadt, nach dem zunächst ab 1919 eine Interessengemeinschaft gebildet wurde. Das 1905 von Hans Grade gegründete Unternehmen baute Motorräder, Rohölmotoren und Bootsmotoren. Der nach Salbke verlegte Motorenbau des 1925 stillgelegten Grade Werkes bildete den Grundstein für den später in Salbke über viele Jahrzehnte betriebenen Bau von Dieselmotoren. Gleiches gilt für die zuvor im Aschersleber Werk gebauten Dieselmotoren, Zellenfilter und Pumpen. Aufbauend auf den Erfahrungen der beiden übernommenen Werke begann der Bau ab 1925 in Salbke von Zweitakt-Dieselmotoren.
Bereits 1921 wurde mit der Maschinenfabrik Buckau eine Interessengemeinschaft gebildet. Es wurden Aktien ausgetauscht und mehrere Posten in den Direktionen in Personalunion wahrgenommen. Mitglied im Aufsichtsrat war unter anderem neben Rudolf Wolf junior, dem Sohn des Unternehmensgründers, auch der Industrielle Otto Gruson. Beide Unternehmen nahmen nun Absprachen vor und teilten Märkte untereinander auf.

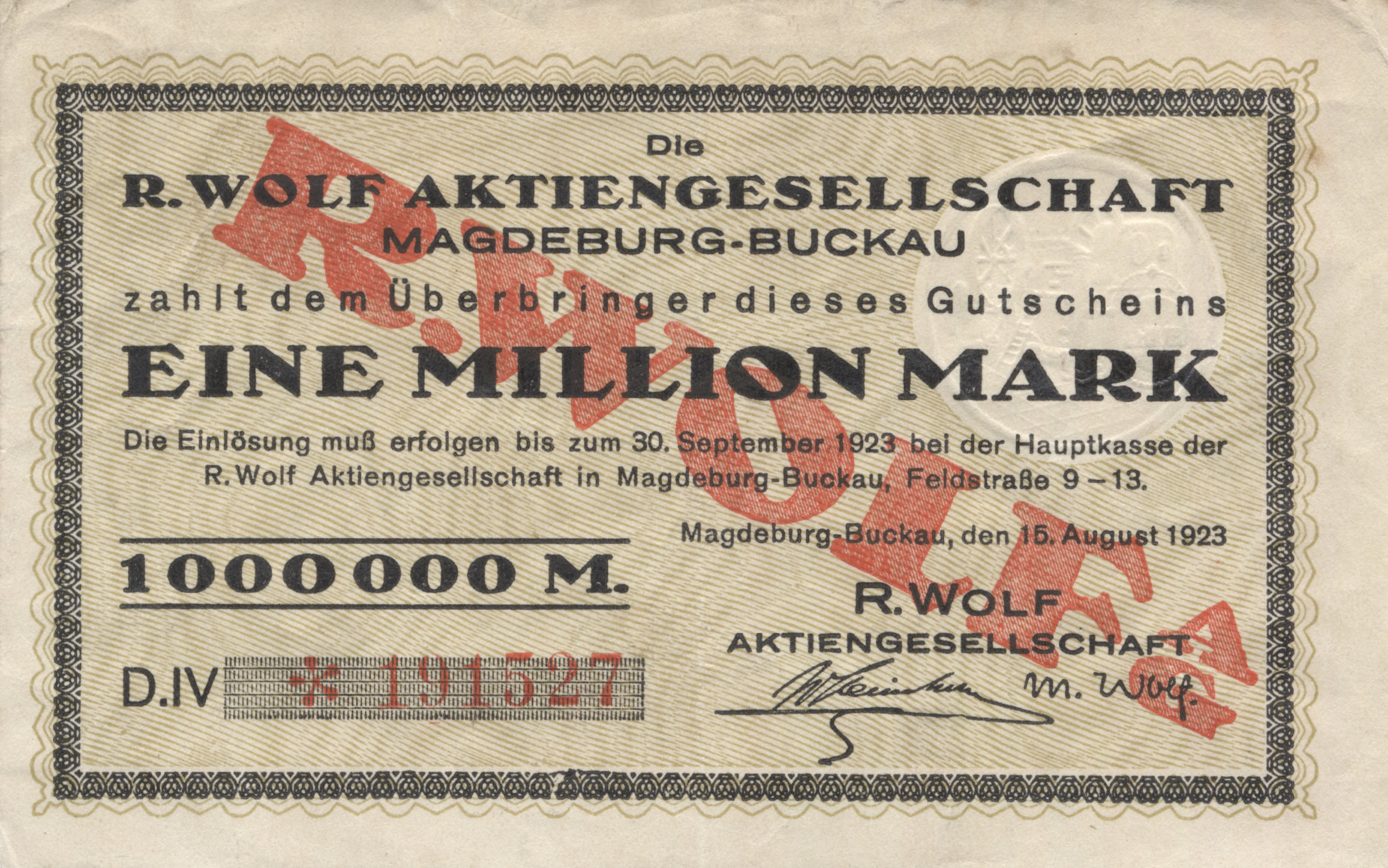
Notgeldschein über 1.000.000 Mark der R. Wolf AG von 1923

Probleme ergaben sich 1923 mit der Besetzung des Ruhrgebiets durch französische und belgische Truppen. Rohstoffe und Vorprodukte blieben aus. Die Wolf AG war gezwungen Kurzarbeit anzuordnen. Bereits nach drei Wochen wurde jedoch wieder voll gearbeitet. Die enorme Inflation bereitete Probleme. Das Unternehmen gab eigenes Notgeld heraus. 1924 war die offizielle Währung dann wieder stabil. Die Wolf AG erwirtschaftete einen Gewinn von 13,7 Millionen Goldmark, der zu einem erheblichen Teil in die Ausweitung und Modernisierung der Produktion investiert wurde.
Wolf schloss 1924 mit der finanziell angeschlagenen Firma Heinrich Lanz aus Mannheim eine Interessengemeinschaft. Die Wolf AG übernahm für Lanz eine Bankbürgschaft über 5,5 Millionen Mark und es gab Absprachen bei Abschluss von Lieferverträgen. Für die Wolf AG rentierte sich dieser Vertrag jedoch zunächst nicht. Die Bürgschaft wurde wegen auftretender Zahlungsrückstände tatsächlich in Anspruch genommen, so dass die Wolf AG 2 Millionen Mark zu zahlen hatte. Otto Gruson kritisierte das einseitige Profitieren der Firma Lanz. Durch die Inanspruchnahme der Bürgschaft konnte die Wolf AG die Firma Lanz jedoch zwingen ihre Rechtsform in eine Aktiengesellschaft umzuwandeln. Es wurden dann von Wolfscher Seite die Herren Wilhelm Kleinherne und Werhahn in den Aufsichtsrat der Lanz AG entsandt. Am 9. März 1926 wurde zwischen den beiden Unternehmen ein Vertrag über eine Teilung der Fabrikation geschlossen. Danach übernahm Lanz ab dem 1. April 1926 von Wolf die Produktion von Dreschmaschinen, Strohpressen, Höhenförderern und fahrbaren Motoren, während Wolf die Herstellung von stationären und fahrbaren Lokomobilen, stationären Motoren, Dampfkesseln, Dampfstraßenzugmaschinen, Dampf- und Motorenstraßenwalzen sowie Dampf- und Motorpflüge mit Seilsystem von der Lanz AG übernahm. Mit dem Vertrag ergab sich der Austausch entsprechender Mitarbeiter, Werkzeuge, Patente und die Vereinigung der Filialen beider Unternehmen im In- und Ausland.
Dieses Geschäft erwies sich jedoch für die Wolf AG als nachteilig. Während der abgegebene Landmaschinenbau sich positiv entwickelte, ging die Nachfrage nach Lokomobilen deutlich zurück. Die Lanz AG lehnte die von der Wolf AG eigentlich mit dem Vertragsschluss bereits vorbereitete Fusion beider Unternehmen ab.
Die Wolf AG geriet in finanzielle Schwierigkeiten. Die bisher wichtigen stationären Lokomobilen wurden von Dieselmotoren und mit der immer stärkeren Elektrifizierung durch Elektromotoren vom Markt verdrängt. In der Landwirtschaft überflügelten die universell einsetzbaren Traktoren, die auch von Lanz gebaut wurden, immer stärker die Lokomobile. Es war absehbar, dass Traktoren diesen Markt ganz übernehmen würden.
In den Jahren 1926/27 wurde die bis dahin in Aschersleben angesiedelten Produktionen unter Leitung von Heinrich Notz in das Salbker Werk verlegt. Notz wurde Direktor in Salbke. Die Dessauer Stahlgießerei wurde 1926 stillgelegt. 1928 wurde das Erfurter Werk geschlossen und somit der Lokomotivbau eingestellt. Hintergrund war eine Vereinbarung mit der Firma Henschel, die im Gegenzug ihren Lokomobilebau einstellte.
Die Wolf AG arbeitete jedoch mit Verlust, die Aktienwerte sanken. In dieser Situation wurden Verhandlungen zur Fusion mit der Maschinenfabrik Buckau geführt.

### Fusion zur Maschinenfabrik Buckau R. Wolf AG
Nach der Bildung der Interessengemeinschaft zwischen der Maschinenfabrik Buckau und der R. Wolf AG im Jahr 1921 entstand 1928 aus der Fusion der beiden Firmen die Maschinenfabrik Buckau R. Wolf AG. Die Maschinenfabrik Buckau hatte der Wolf AG angeboten, deren Vermögen im Wege der Fusion zu übernehmen. Die Vorsitzenden der Aufsichtsräte beider Firmen schlugen am 17. Dezember 1927 die Fusion vor. Die Aktionäre stimmten dem Fusionsvorschlag dann in außerordentlichen Generalversammlungen am 17. Januar 1928 zu. Die Wolf-Aktien wurden im Verhältnis 2,5 zu 1 in Aktien der Maschinenfabrik Buckau getauscht. Der neue Konzern trug den Namen Maschinenfabrik Buckau R. Wolf AG. Vorstand und Direktor war von 1922 bis 1928 Johannes Gottlob Paul Voigt.
Das Produktionsprogramm umfasste Ausrüstungen für die Braunkohlenindustrie, die chemische Industrie, Dampfmaschinen und Dieselmotoren, während des Krieges auch Rüstungsgüter. Im Buckauer Werk wurden neben Baggern und Brikettfabriken Drehöfen, Rüttelsiebe, Trommeln für industrielle Prozesse und Trockenapparate gefertigt. Steinpressen und Einrichtungen für Zuckerfabriken entstanden in Sudenburg, Lokomobile, Dieselmotoren, Dampfkessel, Dampfmaschinen, Pfluggeräte und Dampfpflüge, Zellenfilter, Drehmaschinen und Kreiselpumpen wurden in Salbke gebaut.
Zur ursprünglichen Interessengemeinschaft gehörte die Maschinenfabrik Grevenbroich die 1927 ganz übernommen wurde. Die in Grevenbroich bestehende Fabrikation von Einrichtungen der Zuckerindustrie wurde komplett nach Salbke überführt. Gleichfalls aus Grevenbroich nach Magdeburg verlegt wurde die Fertigung von Elektromotoren und Zentrifugen. Viele Mitarbeiter wechselten den Standort. In Grevenbroich wurde ein modernes Emaillierwerk weiter betrieben, welches vor allem die Nahrungsmittelindustrie belieferte. Ebenfalls 1928 wurde die Produktion im Sudenburger Werk aufgegeben und die Maschinen in Salbke wieder aufgestellt, wo die entsprechenden Umbauarbeiten etwa im Frühsommer 1929 abgeschlossen waren. Die Produktion des fusionierten Betriebes war damit im Wesentlichen auf die beiden Standorte in Buckau und Salbke konzentriert. Es bestand eine Exportquote von 40 %. Die Belegschaft war auf über 6.000 Personen angestiegen. Mit der Weltwirtschaftskrise ging für Buckau-Wolf ein deutlicher Umsatzrückgang einher. Bereits seit Ende 1928 war ein deutlicher Auftragsrückgang festzustellen. Zunächst sanken die Umsätze im Exportgeschäft, ab Anfang der 1930er Jahre ging auch die Inlandsnachfrage zurück. Bis September 1931 sank der Auftragseingang im Verhältnis zum Vorjahr um 51 % im Inlandsgeschäft und um 13 % im Auslandsgeschäft. 1932 verschlechterte sich die Auftragslage weiter. Das Aktienkapital wurde 1931 in Reaktion auf die schwierige Situation von 12 auf 10 Millionen Mark herabgesetzt. Mit verbesserter Zusammenarbeit mit anderen Unternehmen wurde der Krise zu begegnet. Gemeinsam mit der in Buckau ansässigen Fried. Krupp Grusonwerk AG entstand am 1. Juli 1931 ein Verkaufsbüro für Europa. Von beiden Unternehmen getragen eröffnete einen Monat später eine Agentur in Indien. Es sollte der Konkurrenz britischer Unternehmen in Südostasien besser begegnet werden. Die Zusammenarbeit mit dem Grusonwerk hatte bereits 1927 begonnen, als beide Unternehmen eine Arbeitsgemeinschaft für Rohrzuckerindustrie gegründet hatten. Gruson lieferte die Zuckerrohrwalzwerke, Buckau-Wolf dazu passende weitere Einrichtungen. Um im internationalen Konkurrenzkampf besser zu bestehen, verstärkte Buckau-Wolf seine Aktivitäten in Mittel- und Südamerika und baute dort sein Vertretungsnetz aus. 1932 entstand in Persien eine Generalvertretung.
Ebenfalls im Zusammenhang mit der Krise ist die 1930 erfolgte Übernahme der 1871 von Otto Gruson in Magdeburg-Buckau gegründeten Maschinenfabrik Otto Gruson & Co., bei der Rudolf Wolf früh als stiller Gesellschafter eingetreten war, zu sehen. Bereits 1871 hatte die Otto Gruson & Co. 7000 Tonnen Gussstücke in der eigenen Eisengießerei produziert. Die Fabrik von Otto Gruson wurde als selbständiges Unternehmen weiter geführt. 1932 wurde der Brackweder Betrieb für Kessel- und Feuerungsbau übernommen. Später, im Jahr 1942, übernahm Buckau-Wolf noch die Zeitzer Eisengießerei und Maschinenbau AG.
Die Produktionspalette umfasste nun den Baggerbau, den Bau von Anlagen für Brikett-, Zucker- und Kalksandsteinfabriken sowie Spiritusbrennerein, die Wassergas-Schweisserei, den Bau von Dampfkesseln, Kessel-Dampfmaschinen, Dampfmaschinen, Zellenfiltern, Dieselmotoren, Pumpen, Eimerketten-Trockenbagger, Absetzgeräte für das Verstürzen von Erdmassen, Schrägaufzüge, Förderanlagen und sonstige Transportanlagen, Becherwerke zur Schachtförderung, Gleisrückmaschinen, Trocknungsanlagen.
Das Unternehmen galt schon in der Zeit vor dem Ersten Weltkrieg als technisch und betriebsorganisatorisch fortschrittlich. Bedingt durch die Ausrichtung der Produktion auf große Objekte wurde Fließbandarbeit jedoch nur in geringem Umfang eingeführt. 1932 waren nur 3 % der 4000 im Salbker Werk beschäftigten Personen in Arbeiten am Fließband eingebunden.

#### Nationalsozialismus und Zweiter Weltkrieg
Nach der Machtergreifung der Nationalsozialisten wurden die bis dahin in den Industriebetrieben starken Gewerkschaften verboten und durch die nationalsozialistisch ausgerichtete Deutsche Arbeitsfront (DAF) ersetzt. Am 26. und 27. Mai 1933 führte die Deutsche Arbeitsfront einen großen Festaufmarsch auf dem Cracauer Anger durch. Buckau-Wolf stellte dafür eine Werkskapelle. Wilhelm Kleinherne selbst sagte seine Teilnahme aus gesundheitlichen Gründen ab. Ein weiterer großer Festaufmarsch der Deutschen Arbeitsfront in der Anfangszeit der nationalsozialistischen Gewaltherrschaft erfolgte am Freitag, dem 14. Juli 1933 auf dem Cricketer Sportplatz. Auch hierzu hatte Buckau-Wolf eine Abordnung zu entsenden. Die komplette Frühschicht hatte, unabhängig davon, ob der Einzelne der Arbeitsfront überhaupt angehörte, hieran teilzunehmen. Neben den Arbeitern betraf dies Angestellte und die Mitglieder der Direktion. Das Salbker Werk stellte um 15:25 Uhr seine Produktion ein, wobei jedoch die Arbeitszeit am nächsten Tag eingearbeitet werden musste. Alle Werksangehörigen hatten zu solchen Anlässen die von der DAF herausgegebenen Festplaketten für 0,25 Mark zu erwerben. Die offizielle Anbringung eines Bildes von Adolf Hitler samt feierlicher Enthüllung wurde kurz nach der Machtübernahme des NSDAP vom Angestelltenrat der Abteilung Wolf gefordert, die Kosten hierfür sollte der Betrieb übernehmen. In der nachfolgenden Zeit wurde es üblich, dass der Betrieb Kosten der NSDAP-Parteigliederungen trug. So wurde im August 1933 verlangt, dass das Werk die SA-Fahne des neugebildeten Sturmbanns I/26 übernahm, die während eines für September vorgesehenen NSDAP-Reichsparteitages benötigt wurde. Tatsächlich zahlte Buckau-Wolf hierfür 10 Reichsmark. In den Betrieben bestanden Nationalsozialistische Betriebszellenorganisationen (NSBO). Die NSBO der Maschinenfabrik Buckau forderte Ende August 1933, dass sich alle Angehörige des Betriebs sowohl innerhalb als auch außerhalb des Werks mit dem Hitlergruß grüßen.
Eine vollständige Mitgliedschaft aller Werksangehörigen in der Deutschen Arbeitsfront wurde angestrebt, war aber 1935 immer noch nicht erreicht. Es wurde daher aufgefordert die Eintrittserklärungen abzugeben. Neueinstellungen sollten nur noch erfolgen, soweit der Bewerber eine Mitgliedschaft in der DAF nachweisen konnte. Trotzdem gab es Weigerungen. Am 14. Januar 1936 sprach Generaldirektor Wilhelm Kleinherne mit 14 sich weigernden Arbeitern, um diese zum Eintritt in die DAF zu bringen. Drei blieben danach noch bei ihrer Weigerung und gaben finanzielle Gründe an.
Der Dieselmotorenbau hatte stetig an Bedeutung gewonnen. Bereits seit 1930 wurden verbesserte Modelle produziert. Seit 1935 wurden die Motoren auch in der Schifffahrt eingesetzt. 1936 wurde die Produktion von Viertakt-Dieselmotoren aufgenommen.
Vorsitzender des Aufsichtsrates war in der Zeit um 1938 der Berliner Bankdirektor Oswald Rösler. Ein bekanntes Mitglied des Aufsichtsrates war der Kölner Bankier Friedrich Carl von Oppenheim. Am 16. Juli 1938 wurde das 100-jährige Betriebsjubiläum gefeiert. Nach Betriebsappellen und Aufmärschen fanden ab 15 Uhr Betriebsfeiern statt. Die Belegschaft des Salbker Werks feierte wieder im Konzerthaus Bremer, die Buckauer im Schützenhaus im Rotehornpark. Unter anderem trat eine Werkskapelle auf. Die Werkleitung feierte in der Magdeburger Harmonie in der Otto-von-Guericke-Straße 64. Die Feierlichkeit der Belegschaft kostete das Unternehmen 30.000 Mark, für die Vorstandsfeier wurden 38.000 Mark aufgewandt.

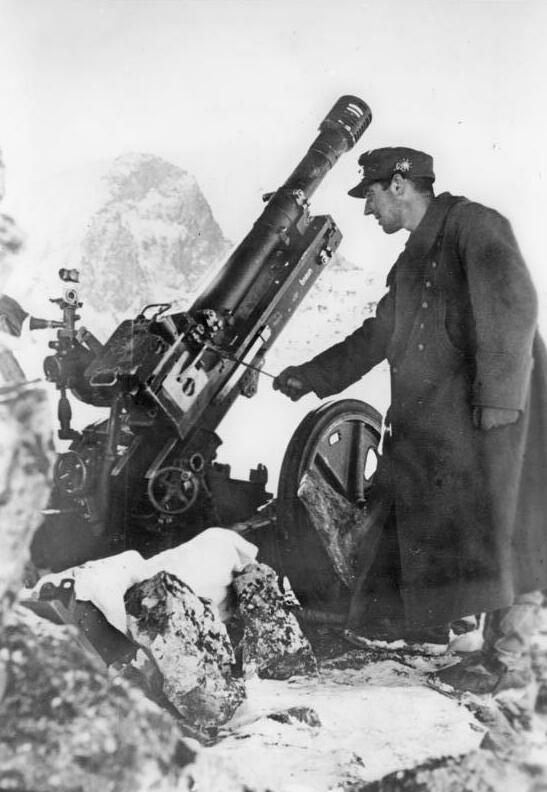
7,5-cm-Gebirgsgeschütz 36, Januar 1943 im Kaukasus

Im Vorfeld des Zweiten Weltkriegs wurden im Werk Rüstungsgüter produziert. Bereits seit 1937 stieg der Umsatz durch Rüstungsaufträge erheblich. Schwerpunkt war zunächst das Otto-Gruson-Werk in Buckau. Für die Kriegsmarine entstanden hier Anker, Zahnkupplungen, Zahnräder und Radsätze. Zwischen 1936 und 1944 wurde das 7,5-cm-Gebirgsgeschütz 36 gefertigt. Es entstanden Feldküchen, Teile für Torpedos und U-Boote. Nach Kriegsbeginn wurden Feldhaubitzen und die 8,8-cm-Kanone für den Tiger-Panzer gebaut. Von 1944 bis 1945 entstand für die Wehrmacht der 8-cm-Panzerabwehrwerfer 600, der aufgrund des nahen Kriegsendes nur in geringen Stückzahlen entstand. Durch die Rüstungsaufträge war der Bedarf an Arbeitskräften stark gestiegen, zugleich wurden jedoch viele Mitarbeiter zum Kriegsdienst eingezogen. Hierzu gehörte der 1944 eingezogene Eugen Keidel, der spätere Oberbürgermeister von Freiburg im Breisgau, der seit 1938 im Werk arbeitete und zu dieser Zeit eine leitende Funktion innehatte. In der Produktion arbeiteten daher verstärkt Frauen. In der Anfangszeit gelang es noch qualifizierte Facharbeiter aus anderen Teilen Deutschlands und dem zwangsangeschlossenen Österreich zu verpflichten. Dann wurden Fachkräfte aus den im Kriegsverlauf von Deutschland besetzten Ländern West- und Südosteuropas zwangsverpflichtet. Sie waren primitiv in Unterkünften in der Fermersleber Mertensstraße 16, im Saal des Gesellschaftshauses Stiller in Alt Fermersleben 32, der Blumenstraße in Salbke und der Feldstraße in Buckau untergebracht. Das Lager Mertensstraße 16 war für 400 Menschen vorgesehen. Baumaterial für dieses Lager wurde am 20. Dezember 1943 bereitgestellt. Zum Teil wurden die Lager von Lagerführern geführt. Als Lagerinspektor für Buckau ist der Nationalsozialist Blei überliefert. In den Jahren 1940 und 1941 stammten die meisten dieser Arbeiter aus Frankreich und den sogenannten Protektoraten. Später mussten Kriegsgefangene und Zwangsarbeiter bei Buckau-Wolf arbeiten, darunter Menschen aus dem Zwangsarbeiterlager Diana in Westerhüsen. An der Adresse Am Hopfengarten 8, der heutigen Friedrich-List-Straße, bestand ein Arbeitslager für russische Kriegsgefangene. Viele der Zwangsarbeiter kamen aufgrund der schlechten Arbeits- und Lebensbedingungen ums Leben. Die Gedenkstätte Feld der Vereinten Nationen in Westerhüsen erinnert an ihr Schicksal. Die Arbeitszeiten der ausländischen aber auch der deutschen Arbeiter umfassten wöchentlich 60 Arbeitsstunden. Es wurde für die sogenannten Gefolgschaftsmitglieder ein Strafkatalog erlassen, der Bestrafungen für Verstöße gegen die Arbeitsdisziplin festlegte. Im Juli 1944 arbeiteten 5827 Menschen in den Stammbetrieben des Unternehmens. Davon waren 1442 Kriegsgefangene und 967 ausländische Zwangsarbeiter. Die eigentliche Stammbelegschaft zählte nur noch 2329 Männer. Beschäftigt wurden 597 deutsche Frauen, 295 deutsche Dienstverpflichtete und 197 Lehrlinge.
Im Unternehmen kam es zu Denunziationen, mit denen vermeintliche oder tatsächliche Verstöße gegen Bestimmungen des NS-Staates angezeigt wurden. So wurden von Januar bis April 1943 14 Arbeiter angezeigt. Sie wurden 1944 zu mehrjährigen Zuchthausstrafen verurteilt, acht von ihnen starben in der Haft. Als Denunzianten wurden nach Ende der nationalsozialistischen Gewaltherrschaft zwei Männer beschuldigt. Zwischen 1947 und 1949 wurde in Gerichtsverfahren am Landgericht Magdeburg und Oberlandesgericht Halle einer der Angeklagten zu einer Haftstrafe von zwei Jahren verurteilt. Der andere Angeklagte wurde freigesprochen.
Für das Werk bestanden eigens Maßnahmen zur Flugabwehr. So befand sich westlich der Straße Alt-Fermersleben, etwa gegenüber der Einmündung der Sophienstraße, auf dem Betriebsgelände, zumindest ab 1941 und wohl nur bis 1943, der IV. leichte Flakzug 5/124. Trotzdem erlitt das Werk durch Luftangriffe großflächige Schäden. Zunächst verfügten die Betriebe nur in geringem Umfang über Schutzräume. 1944/1945 wurde ein großer Schutzbunker errichtet. Das Unternehmen konnte sich die durch die Luftangriffe entstandenen Schäden durch das Kriegssachschädenamt ersetzen lassen. Eine letzte Zahlung in Höhe von 3 Millionen Reichsmark erfolgte am 21. Februar 1945. Insgesamt hatte Buckau-Wolf Zahlungen von 8 Millionen Reichsmark erhalten. Umfangreiche Schäden traten bei dem schweren Luftangriff auf Magdeburg am 16. Januar 1945 auf. Die in Buckau ansässige Großdreherei musste ihre Arbeit einstellen.
In Vorbereitung auf das Heranrücken US-amerikanischer Truppen auf Magdeburg wurde vor dem Buckauer Werk aus umgestürzten Straßenbahnen und Stacheldraht eine Panzersperre errichtet. Vor der damaligen Salzstraße und dem Straßenbahndepot hatte der Reichsarbeitsdienst in Buckau zwei 8,8 Flakgeschütze aufgestellt. Am 12. April 1945 erreichten US-amerikanische Truppen von Westen kommend Salbke und besetzten das Salbker Werk. Die Kriegsgefangenen wurden befreit, ihre Bewacher, soweit sie noch nicht geflohen waren, gefangen genommen. Die im Werk noch anwesenden Betriebsangehörigen wurden nach Hause geschickt. Im Zuge der Kampfhandlungen kam es durch US-amerikanischen Artilleriebeschuss zu größeren Schäden an den Anlagen der Werke. Am frühen Morgen des 14. April erfolgte ein Bombenangriff der deutschen Luftwaffe. Der Angriff traf insbesondere das Otto-Gruson-Werk in Buckau sowie das Salbker Werk und verursachte ernste Schäden. Am Abend des gleichen Tages sprengten deutsche Truppen einen auf dem Rangierbahnhof stehenden Munitionszug mit 17 Waggons. Es kam zu heftigen Explosionen, die ebenfalls zu Schäden führten. Im Ergebnis der verschiedenen Kriegseinwirkungen war das Salbker Werk etwa zu 70 % zerstört. Es fanden weiterhin Kampfhandlungen statt. Auch auf deutscher Seite wurden Panzer eingesetzt. Die US-Panzer mussten Salbke am 17. April wieder räumen und zogen sich bis zum Bahnhof Magdeburg Südost nach Westerhüsen zurück. Es erfolgten von 10:30 bis 17:00 Uhr schwere Luftangriffe auf Magdeburg sowie Artilleriebeschuss. Dabei traf eine Bombe den Eingang zum Luftschutzbunker des Buckauer Werks, wodurch drei Werksangehörige ums Leben kamen. Am Abend des 17. April rückten die US-Truppen wieder vor und erreichten das Buckauer Werk. Die sich noch im Buckauer Werksbunker aufhaltenden Personen durften diesen dann am 18. April verlassen.

#### Arbeiterbewegung und Widerstand
Buckau-Wolf mit den in dem Unternehmen aufgegangenen Firmen gehörte zu den größten industriellen Arbeitgebern der Region. Dementsprechend waren die Werke ein wichtiges Tätigkeitsfeld der Arbeiterbewegung. Diverse bekannte Protagonisten der Bewegung gehörten zur Belegschaft. Karl Artelt, später einer der Anführer des Kieler Matrosenaufstandes, verbrachte hier von 1904 bis 1908 seine Lehrzeit. Zu seinen Kollegen gehörte der später als Dichter bekannt gewordene Erich Weinert. Der spätere SPD-Politiker und Minister Ernst Thape lernte den Beruf des Maschinenschlossers in der Maschinenfabrik Buckau. Etwas später lernte der nachfolgend als Politiker tätige Otto Schumann den Beruf des Drehers. Er war nach 1945 dann zeitweise Betriebsratsvorsitzender. In den 1920er/1930er Jahren arbeitete der Kommunist Georg Heidler als Monteur für das Unternehmen. Nach dem Ersten Weltkrieg arbeitete Ernst Brandt, der spätere SED-Landwirtschaftsminister Sachsen-Anhalts bei der Rudolf Wolf AG und wurde Mitglied des Betriebsrats.
In der Zeit des Nationalsozialismus gab es Aktivitäten des Widerstandes im Werk. Um Otto Schumann bestand eine größere Widerstandsgruppe. Zu nennen ist der im Buckauer Werk tätige Heinz Sommer sowie Franz Rekowski, der von 1935 bis etwa 1943 in der Hobelei beschäftigt war und im Werk gegen die nationalsozialistische Diktatur agierte. Der gelernte Schlosser und 1940 im KZ Oranienburg ermordete Sozialdemokrat Ludwig Wellhausen war als Monteur für Buckau-Wolf tätig. Der Dreher Adolf Jentzen bezahlte sein Engagement mit dem Leben und verstarb 1943.

### Fortführung nach 1945

#### Standort Magdeburg

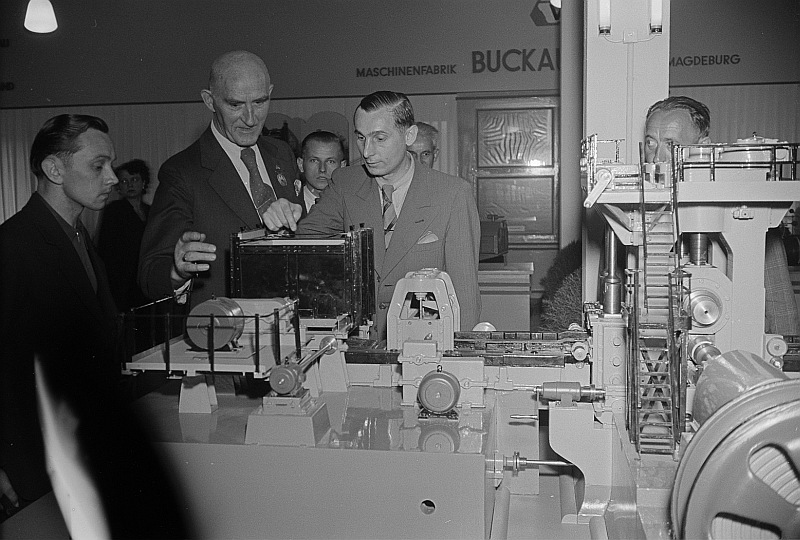
Buckau-Wolf auf der Leipziger Herbstmesse 1951

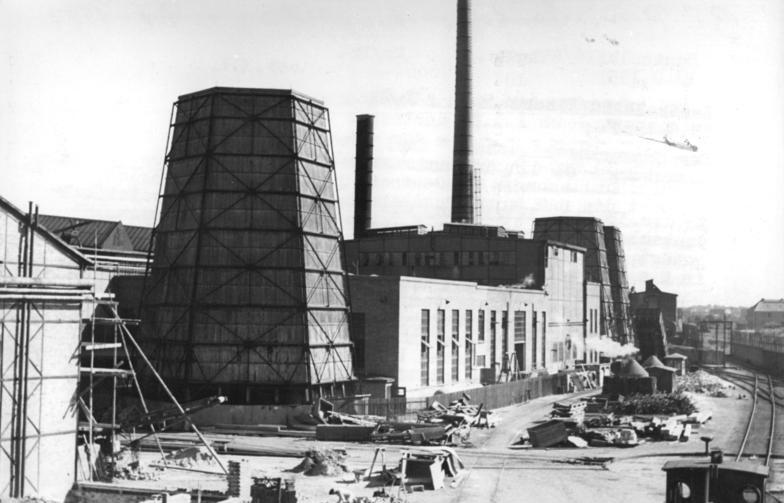
Werk Salbke („Karl Liebknecht“)

Eine erste Betriebsversammlung nach dem Ende der Kampfhandlungen erfolgte am 22. April 1945 im Buckauer Werk mit 250 Teilnehmern. Bereits im April/Mai 1945 wurden in den Werken Buckau und Salbke, gegen den Widerstand der Unternehmensleitung, Betriebsräte gebildet. Dem siebenköpfigen Buckauer Betriebsrat stand der Dreher Franz Bühnemann vor. Stellvertreter war der Dreher Otto Schumann, der später für die SED dem Landtag von Sachsen-Anhalt angehörte. Vorsitzender des zwölfköpfigen Salbker Betriebsrates war der Dreher Otto Kolditz. Ein bekanntes Betriebsratsmitglied war der spätere CDU-Landtagsabgeordnete Franz Weichsel. Im Otto-Gruson-Werk fand die Wahl einer Betriebsvertretung statt. Später erfolgte eine Genehmigung der Betriebsratsbildung durch die US-amerikanische Besatzungsmacht. Wilhelm Kleinherne blieb zunächst Leiter des Unternehmens. Im Vorfeld des geplanten Abzugs der westlichen Alliierten im Zuge des Wechsels der Besatzungsmacht hin zu den sowjetischen Streitkräften erfassten die Besatzungsbehörden in Zusammenarbeit mit der Unternehmensleitung die vorhandenen Kapazitäten und werthaltigen Positionen. Vor dem Abzug der inzwischen eingerückten britischen Truppen am 30. Juni 1945 wurden wichtige Unterlagen und 18 Spezialmaschinen in die westlichen Besatzungszonen Deutschlands abtransportiert. Darüber hinaus wurden Fachkräfte abgeworben. Der als stellvertretender Konzernleiter tätige Johannes Rödel und Mitglieder des Direktoriums verließen ebenfalls Magdeburg und gingen in die westlichen Besatzungszone. Kleinherne und andere Mitarbeiter der Leitungsebene blieben jedoch vor Ort. Die Aufräumarbeiten sollen vor allem durch die Betriebsräte und die Belegschaft organisiert worden sein. Nach und nach wurde die Produktion wieder aufgenommen. In der noch zur Hälfte zerstörten Gießerei des Werkes Salbke wurde am 14. September 1945 der erste Zahnkranz gegossen. Das Unternehmen beschäftigte sich vor allem mit Instandsetzungsarbeiten für Elektrizitäts-, Wasser- und Gaswerke und den entsprechenden Leitungsnetzen. Auch wird bei der Instandsetzung von Eisenbahn- und Elbbrücken mitgearbeitet.
Wilhelm Kleinherne versuchte die bisherige Leitungsstruktur des Unternehmens zu erhalten und Bestrebungen die Führungsebene im Sinne der neuen Machthaber zu verändern, zu umgehen. Die Betriebsräte von Buckau und Salbke setzten dann jedoch Mitte September 1945 gegen den Widerstand der Konzernleitung eine deutliche Verkleinerung der Geschäftsführung durch. 414 Personen wurden in diesem Zusammenhang entlassen. Häufig betraf dies ehemalige Mitglieder der NSDAP. Neu in die Geschäftsleitung wurden der Ingenieur Kurt Riese und der Abteilungsleiter Gustav Schulze berufen. Der Betrieb wurde von der Sowjetischen Militäradministration in Deutschland beschlagnahmt. Am 29. Dezember 1945 wurde dann auf einer Versammlung der Vertrauensleute, Betriebsräte und einiger leitender Angestellten, in Anwesenheit des Magdeburger Oberbürgermeisters Otto Baer, im Kasino des Buckauer Werkes die Entlassung Kleinhernes beschlossen. Zugleich mussten die Direktoren Philipp Capitaine, Otto Wirmer, Josef Schöbl und Heinrich Notz das Unternehmen verlassen. Der Aufsichtsrat wurde aufgelöst und der Betrieb zunächst der Stadtverwaltung Magdeburg und am 20. März 1946 der Provinz Sachsen unterstellt. Ein halbes Jahr nach dem Einrücken der sowjetischen Truppen nach Magdeburg war der gesamte bisherige Vorstand inhaftiert worden. Kleinherne und weitere Vorstandsmitglieder gingen dann zum Zweigwerk nach Grevenbroich, dass in den westlichen Besatzungszonen lag und dem Zugriff der sowjetischen Stellen entzogen war.
Ende 1945 arbeiteten in Buckau 1077 und in Salbke 1756 Mitarbeiter. Die Produktion des 2. Halbjahrs 1945 umfasste einen Wert von 4,5 Millionen Mark. In den Betrieben bildeten sich Betriebsgruppen von KPD und SPD. Die KPD verfügte im Buckauer Betrieb über 110 und in Salbke 130 Mitglieder. Die Mitgliedschaft der SPD war etwas schwächer und zählte 100 Menschen in Buckau und 110 in Salbke. In Buckau stellte die KPD 5 von 6 Betriebsräten, die SPD nur einen. In Salbke stellte sich die Verteilung ähnlich dar. 5 der 7 Betriebsräte waren Mitglieder der KPD, 2 gehörten zur SPD.
Noch 1946 wurde die ehemalige Maschinenfabrik Otto Gruson aus dem Unternehmen ausgegliedert und als Sowjetische Aktiengesellschaft (SAG) gesondert geführt. Am 1. März 1947 wurde das restliche Unternehmen in eine SAG überführt und unter der Firmierung Maschinenfabrik Buckau Wolf der Sowjetischen Maschinenbau AG (AMO) Magdeburg weiter betrieben. Generaldirektor war der sowjetische Generalmajor Jelissejew. Weitere Mitglieder der Direktion waren die Hauptingenieure Shukow und Jewitschkin sowie der Oberingenieur Mamajew. Von deutscher Seite waren Kurt Riese als Leiter des gesamten Unternehmens, Karl Riefenstahl als Direktor des Werkes Buckau und Max Bohne als Direktor für Salbke eingesetzt.
Im März 1948 verhängten die USA und die anderen westlichen Alliierten eine Wirtschaftsblockade, so dass der Sowjetunion die für den Aufbau einer Fischereiflotte benötigten Schiffsdieselmotoren nicht aus Großbritannien geliefert wurden. Die Sowjetische Militäradministration in Deutschland wies in Reaktion hierauf an, dass bei Buckau-Wolf die zum Bau der erforderlichen Motoren benötigten Kapazitäten errichtet werden. Unter Leitung des Konstrukteurs Hans Günter Rost wurden die für die Anforderungen benötigten Varianten aus einer bereits bestehenden Motorenreihe entwickelt, gebaut und geliefert. Ihren Höhepunkt fand diese Entwicklung mit der noch leistungsstärkeren Baureihe 6DV148, deren erster Probelauf am 21. Dezember 1950 erfolgte. Bis 1965 wurden auf dieser Entwicklung basierende Motoren mit einer Stückzahl von 40.000 gebaut und vor allem im Bereich der Mitgliedsländer des Rats für gegenseitige Wirtschaftshilfe (RGW) eingesetzt.
Die Werke wurden in das planwirtschaftliche System der 1949 gegründeten DDR eingefügt. Die 1946 aus der Zwangsvereinigung von SPD und KPD hervorgegangene SED spielte im weiteren Leben des Unternehmens nun eine dominierende Rolle. Im Vorfeld der am 8. September 1946 durchgeführten Kommunalwahlen in der Provinz Sachsen sprach Anton Ackermann, Mitglied des Zentralvorstandes der SED, in einer Belegschaftsversammlung. Die stalinistischen Säuberungswellen innerhalb der SED hatten Auswirkungen auf betriebliche Belange des Unternehmens. Im April 1950 wurde der Kulturdirektor von Buckau-Wolf, Albert Wildt (SED), von der Staatssicherheit auf dem Betriebsgelände verhaftet. Ein Fluchtversuch Wildts misslang. Dem dann aus der SED ausgeschlossenen Wildt wurde vorgeworfen, Kopf einer trotzkistischen Gruppe mit Verbindungen zu westlichen Trotzkisten zu sein. Darüber hinaus habe er in der Betriebsparteischule sowjetfeindliche Literatur eingesetzt. Erscheinungen des Stalinismus wie Personenkult und aufwendige Propaganda waren üblich. So meldete das Neue Deutschland am 18. Dezember 1949, dass im Werk Salbke von Buckau-Wolf der 38 Meter hohe Schornstein in Vorbereitung der Feiern zum Geburtstag Stalins so umkleidet werden sollte, dass er die Form des Turms des Kremls habe.
1948 wurde eine Betriebssportgemeinschaft (BSG) gegründet und zunächst als BSG Diesel Magdeburg geführt. Teil dieser Betriebssportgemeinschaft waren die Wassersportler vom früheren Wassersportverein Buckau-Fermersleben, die zeitweise als Buckau-Wolf antraten. Der Betriebsangehörige Wilfried Bust gewann für die BSG mehrfach DDR-Meistertitel im Kanusport. 1950 besuchten die Darsteller des DEFA-Films Bürgermeister Anna Eva Rimski, Klaus Becker und Edith Hancke das Werk und anschließend das benachbarte Reichsbahnausbesserungswerk Salbke.
1950 entstand der erste nach dem Zweiten Weltkrieg bei Buckau Wolf gebaute Schreitbagger. Bemerkenswert ist, dass der in Westerhüsen ansässige Spielzeughersteller Rolf Funke 1952 das Modell eines vom Betrieb hergestellten Schreitbaggers produzierte.

##### VEB Schwermaschinenbau „Karl Liebknecht“ (Salbke)

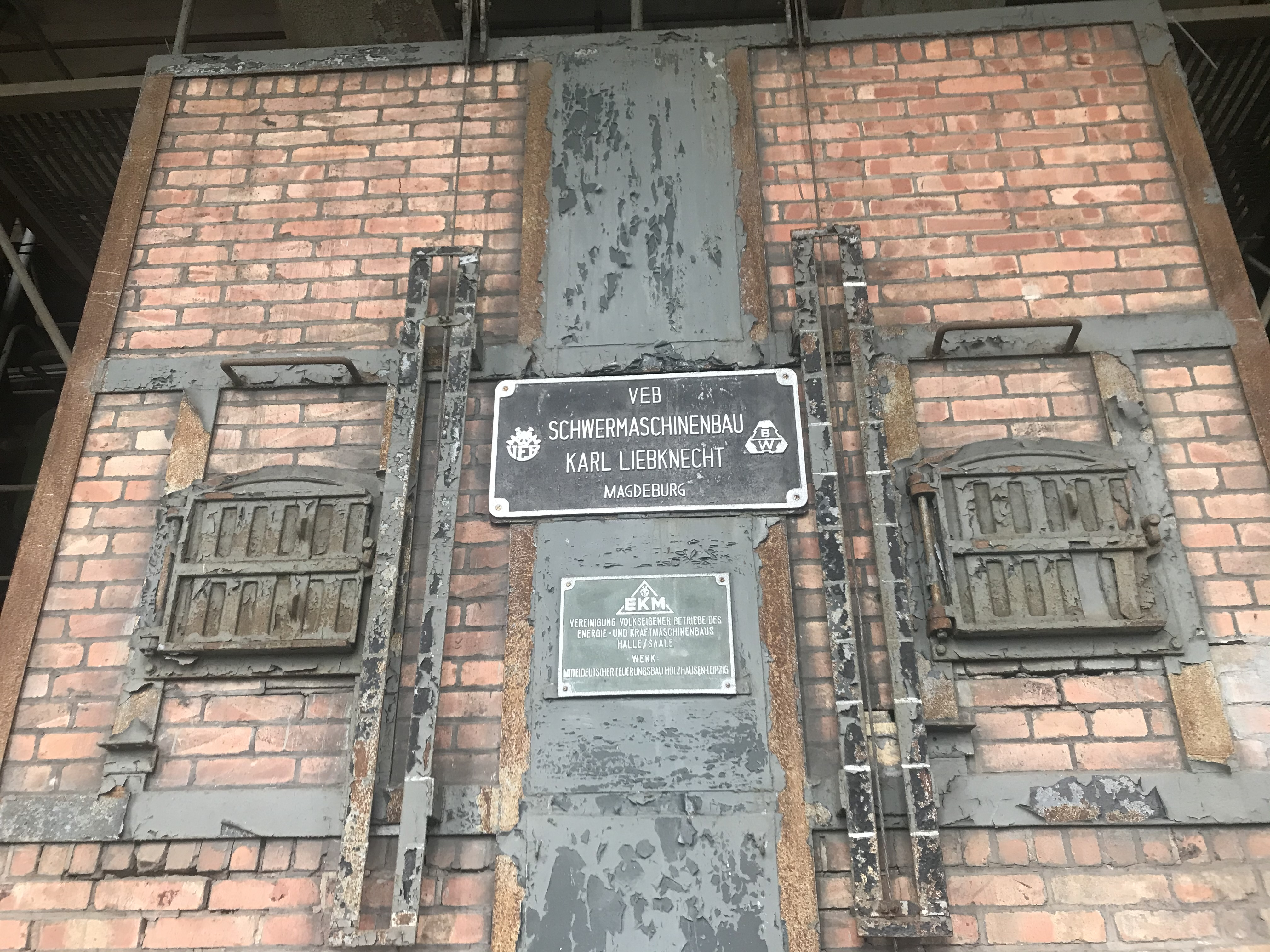
Historisches Firmenschild im Kraftwerk Peenemünde

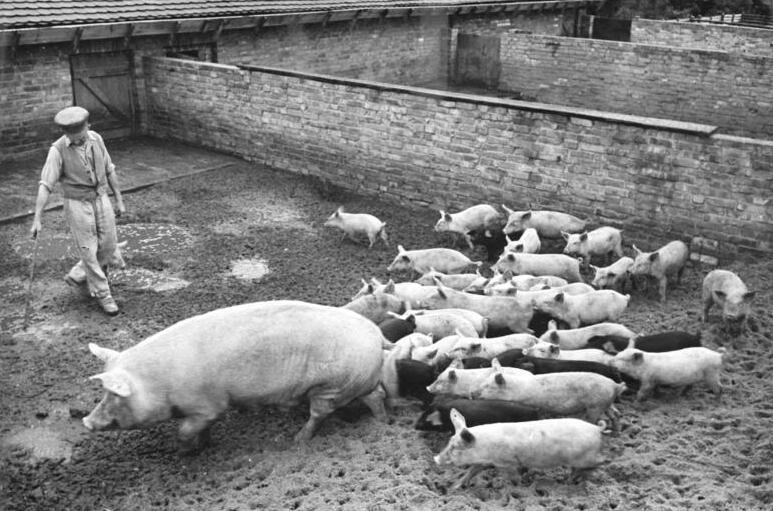
Schweinemästerei im Werk Salbke, 1951

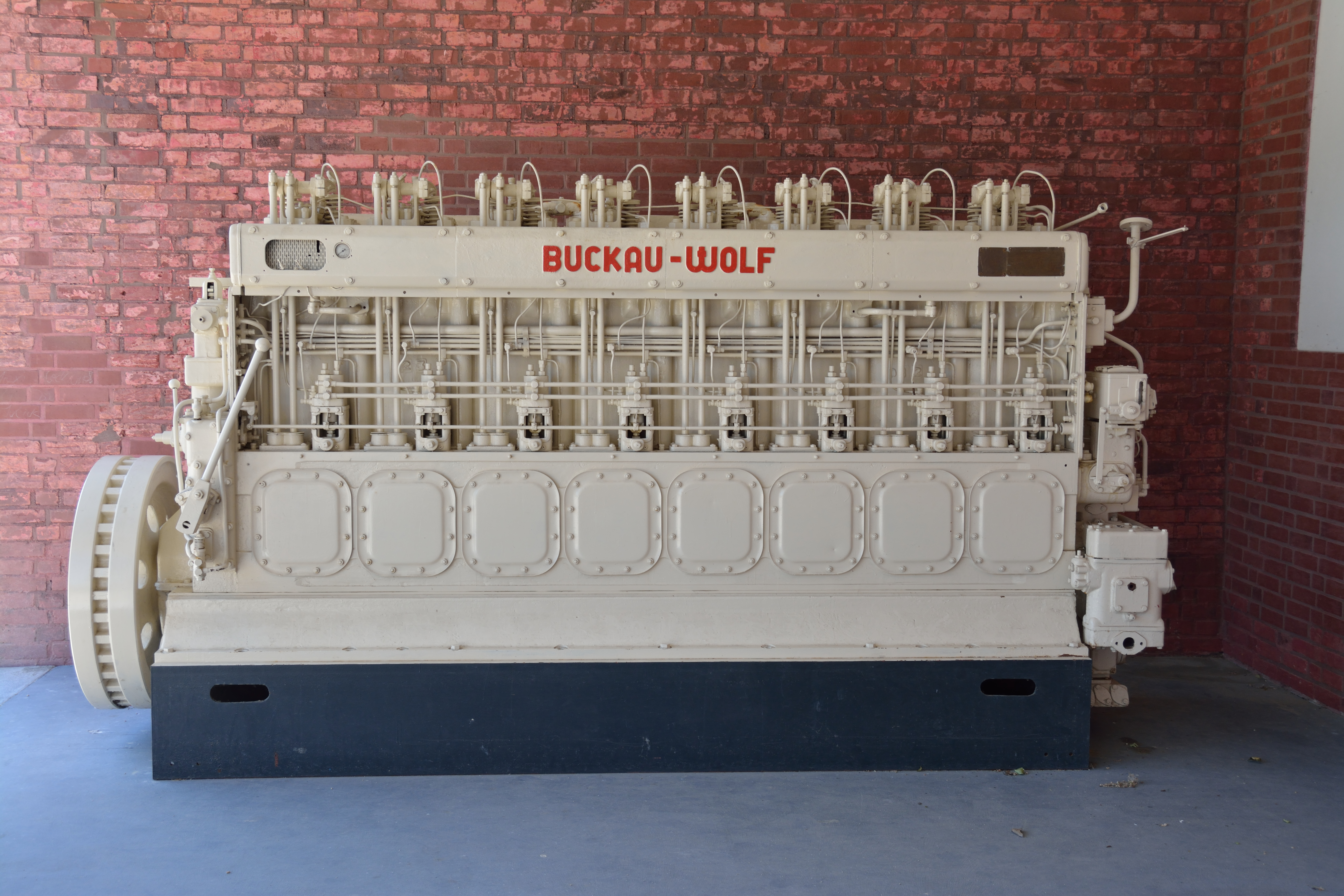
Reihen-Achtzylinder-Dieselmotor Typ R8DV136 vom Schwermaschinenbau Karl Liebknecht (vorm. Buckau-Wolf) Magdeburg aus dem Jahr 1953 im Technischen Landesmuseum Mecklenburg-Vorpommern

Am 7. Oktober 1951, dem 2. Jahrestag der Gründung der DDR, erhielt das Unternehmen durch Hermann Matern vom Zentralkomitee der SED den Namen Schwermaschinenbau „Karl Liebknecht“ und firmierte ab 1954 nach der am 31. Dezember 1953 erfolgten Unterzeichnung der Übergabe der SAG Betriebe in das Volkseigentum der DDR als VEB Schwermaschinenbau „Karl Liebknecht“ (SKL). Die Belegschaft umfasste 3972 Personen. Hugo Baumgart, SED-Parteisekretär der Großen Schmiede des SKL in Salbke, war von 1954 bis 1967 Mitglied des Zentralkomitees der SED.
Am 4. Dezember 1952 wurde durch einen Beschluss der Regierung der DDR das bis dahin gezahlte Weihnachtsgeld durch eine Jahresendprämie abgelöst, die von der Leistung, insbesondere jedoch von der Erfüllung des Jahresplanes abhängig war. Die Änderung ging vielfach mit finanziellen Nachteilen einher und traf bei den Mitarbeitern auf erhebliche Kritik. Das SKL war einer der Magdeburger Schwerpunkte dieser Diskussionen und Proteste. Am 13. Dezember 1952 nahmen vier Abteilungen der Frühschicht die Arbeit nicht auf. Die Nachtschicht der Motorendreherei war, trotz Drängens der Betriebsleitung, nicht bereit zu arbeiten. Im Salbker Betriebsteil befanden sich 60 % der Nachtschicht im Ausstand, worüber die Tagschicht informiert wurde. In der Tagschicht befanden sich 2000 Mitarbeiter von Blechschmiede, Verwaltung und anderen Abteilungen im Streik. Es fanden Diskussionen mit der Betriebs- und SED-Parteileitung über Stromsperren, Versorgung und schlechte soziale Bedingungen im Betrieb statt. Versuche der Betriebsparteileitung zur Beschwichtigung wurden von Johl- und Pfeifkonzerten sowie der Stellung provokanter Forderungen behindert. Es gelang zunächst nicht einmal, die SED-Mitglieder der Belegschaft zur Arbeitsaufnahme zu bewegen. In den Vormittagsstunden des 15. und 16. Dezembers kam es noch zu Arbeitsniederlegungen.
Der Volksaufstand vom 17. Juni 1953 erfasste in besonderem Umfang das SKL. Mit schweren Lastkraftwagen wurden am Vormittag des 17. Juni die Eingangstore aufgebrochen. Die von der Polizei gestellten Betriebswachen wurden verprügelt. 4000 Beschäftigte des SKL schlossen sich den Demonstrationen an. Trotz der Niederschlagung des Aufstandes am Nachmittag des 17. Juni befanden sich am 18. Juni noch Teile der Frühschicht im Ausstand. Die Arbeit wurde dann jedoch in den Vormittagsstunden wieder aufgenommen.
Zum 1. Januar 1956 wurde das Buckauer Werk aus dem SKL herausgelöst und an das Georgij-Dimitroff-Werk, der ehemaligen Maschinenfabrik Otto-Gruson, angegliedert. Der Sitz des verbleibenden Werks befand sich nun in Salbke. Die Arbeitsorganisation sollte durch die Beendigung der Verteilung des Unternehmens auf zwei Standorte verbessert werden. Das Salbker Werk beschäftigte im Jahr 1956 8024 Menschen, darunter 400 Lehrlinge. Die alten Produktionsstätten Wolfs in der Buckauer Karl-Schmidt-Straße dienten als Betriebsberufsschule. Um die schwierige Lage mit der Versorgung mit Lebensmitteln zu entschärfen, betrieb das Unternehmen in der Nachkriegszeit eine eigene Schweinemästerei.

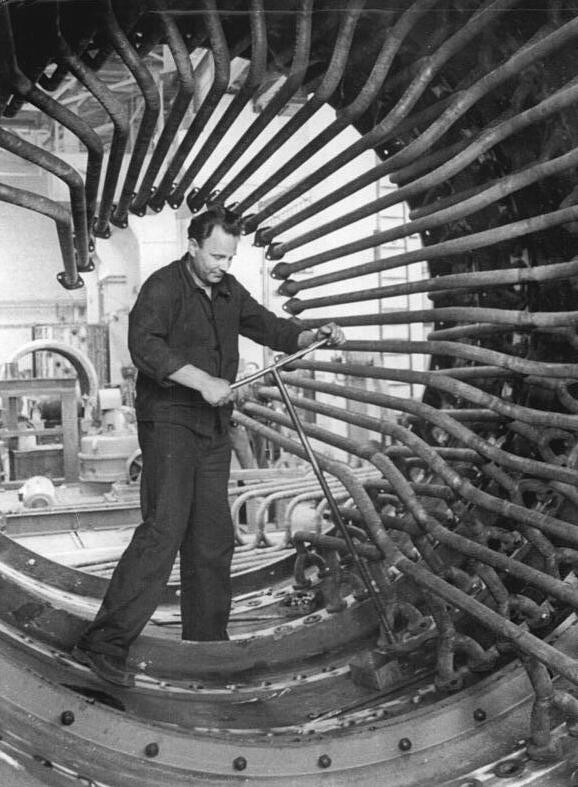
Filterbau für die Zuckerindustrie, 1959

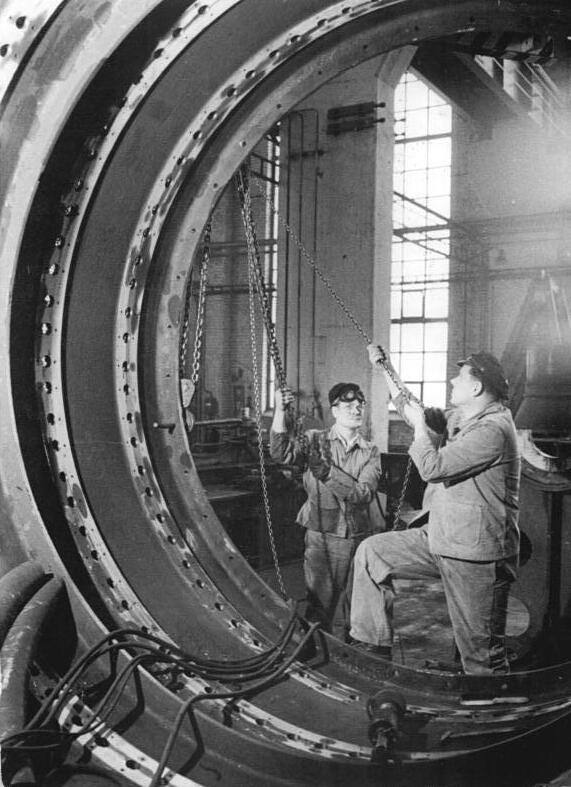
Filter für die chemische Industrie, 1959

Das zunächst sehr umfangreiche Produktionssortiment wurde umprofiliert und bereinigt. Neben Viertakt-Dieselmotoren im Leistungsbereich zwischen 75 und 540 PS für den Einsatz auf Schiffen entstanden Dampfmaschinen, Lokomobile mit Leistungen zwischen 120 und 320 PS sowie Anlagen für die chemische Industrie. Es wurden Maschinen für die Zuckerindustrie und die Pflanzenölgewinnung produziert. Bald zeigte sich jedoch, dass die Zeit von Lokomobilen und Dampfmaschinen vorbei war. Auf der Leipziger Frühjahrsmesse 1957 wurden nur noch 35 Lokomobile des Typs V 32 bestellt. Ende 1957 wurde die Produktion von Lokomobilen eingestellt, die Lokomobilenhalle wurde zum Dieselmotorenprüffeld umgerüstet. Die von Wolf begründete Lokomobilebautradition endete damit. Nachdem die Neptun-Werft in Rostock eine dort gebaute Frachtschiffserie von Dampfmaschinenantrieb auf Dieselmotorenbestückung umstellte, endete im 3. Quartal 1958 der Dampfmaschinenbau für Schiffsantriebe. Die bisherige Dampfmaschinenhalle wurde zur Mechanischen Werkstatt V umgebaut. Noch 1958 konnten so zusätzlich 100 Großdiesel hergestellt werden. Insgesamt wurden von 1950 bis 1959 18.687 Dieselmotoren gebaut. Das leistungsstärkste Modell erreichte eine Leistung von 1.000 PS. Die produzierten Dieselelektrostationen hatte der VEB Starkstrom-Anlagenbau Magdeburg (VEM) konzipiert. Die Stationen wurden zur Stromerzeugung auf Schiffen und im militärischen Sektor eingesetzt.

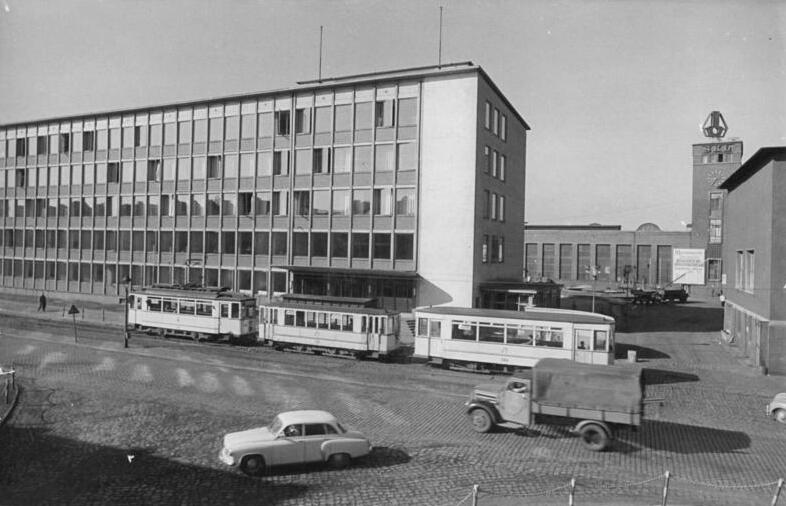
SKL-Haupteingang, 1963

Das SKL lieferte seine Waren in 40 Länder und beschäftigte 9500 Personen. Zwischen 1950 und 1968 war Waldemar Vinz technischer Direktor des Unternehmens. Ab 1952 war der deutsche Konstrukteur Heinz Ullrich Leiter des SKL-Kesselbaus. Nach 1959 war der Bildhauer Hans Helmbrecht zeitweise als Leiter der Werbeabteilung des Unternehmens beschäftigt. Von 1965 bis 1970 arbeitete der spätere Hochschulprofessor Siegfried Rudert im SKL. Die Dieselmotorenfertigung gewann fortlaufend an Bedeutung. 1963 hatte sie einen Anteil von 83,4 % der Gesamtproduktion des Werks. Bis 1970 war eine Steigerung auf 92,7 % geplant. Etwa 1964 wurde der im SKL durchgeführte Filterbau nach Staßfurt verlegt. Etwa zur gleichen Zeit wurde im Rahmen eines von der DDR-Regierung ausgerufenen Chemieprogramms der Chemieanlagenbau forciert. Die im Filterbau freigewordenen Arbeitskräfte wurden zum Teil zum als Direktionsbereich Industrieanlagenbau bezeichneten Chemieanlagenbau des SKL versetzt. Studenten des Instituts für Chemischen Apparatebau der Technischen Hochschule Magdeburg und Personal aus Böhlen und Leuna stießen zum Chemieanlagenbau. Der neu gegründete Chemieanlagenbau umfasste dann 50 Mitarbeiter und war in den Räumen der Konstruktionsabteilung über der Kesselschmiede II in Salbke untergebracht. Noch im Sommer 1964 zog die Projektierungsabteilung in Räume der Kunstgewerbe- und Handwerkerschule Magdeburg in der Brandenburger Straße in der Magdeburger Altstadt. Die von F. Trojosky geführte Abteilung bezog dann am 23. August 1967 ein neues Bürogebäude in der Magdeburger Otto-von-Guericke-Straße 107. Insgesamt arbeiteten beim Industrieanlagenbau letztlich etwa 600 Menschen. Die Produktion erfolgte im SKL und insbesondere in den Kesselschmieden des Werks. Geplant, hergestellt und geliefert wurden Anlagen für Raffinerien, Parex-Anlagen, die zur Gewinnung von Paraffinen aus Erdöl dienten, Autoklaven zur Erzeugung von Gasbeton, Einrichtungen zum Kochen von Zellstoff für die Papierindustrie und eine Vielzahl von Apparaturen für die Chemieindustrie wie Absorber, Separatoren, Öfen, Kondensatoren, Waschtürme, Wärmetauscher und Reaktoren. Viele der Produkte wurden dabei in die Sowjetunion oder die anderen Länder des Rats für gegenseitige Wirtschaftshilfe im sogenannten Ostblock geliefert. Am 15. Mai 1971 begann der Probebetrieb der ersten Parex-Anlage im Petrochemischen Kombinat Schwedt/Oder. Im Dezember 1971 folgte der Dauerbetrieb. Eine Erdölraffinationsanlage wurde in Zusammenarbeit mit der österreichischen Firma Voestalpine in Mauretanien errichtet. Als stellvertretender Direktor für Industrieanlagen war zeitweise der SED-Politiker Werner Guse tätig.
1970 wurde das Werk zum Stammwerk des 1969 gebildeten Kombinats für Dieselmotoren und Industrieanlagen. Neben dem SKL gehörten 10 weitere Betriebe zum Kombinat, wobei das SKL zwei Drittel der Gesamtproduktion des Kombinats erbrachte.
Ab 1975 gehörte das SKL als zentralgeleitetes Kombinat zum Verantwortungsbereich des Ministeriums für Schwermaschinen- und Anlagenbau.
Am 24. März 1975 besuchte Egon Krenz als erster Sekretär des Zentralrates der FDJ das SKL. Er besuchte mehrere Abteilungen. Zum Abschluss gab es eine als Blauer Treff bezeichnete Zusammenkunft mit Mitgliedern der FDJ in der Kesselschmiede I. Das SKL war häufiger Gastgeber offizieller Delegationen. So besuchte am 21. Juni 1978 Nicolas Chaoui, Generalsekretär der Libanesischen Kommunistischen Partei, gemeinsam mit Alois Pisnik, 1. Sekretär der SED-Bezirksleitung Magdeburg, das Werk. Beide wandten sich in Ansprachen in der Halle der Kesselschmiede 3 insbesondere gegen den zuvor erfolgten Einmarsch Israels in den südlichen Libanon im Zuge der Operation Litani.
Im November 1976 schloss das SKL unter Werkdirektor Otto Gennrich eine Vereinbarung über wissenschaftlich-technische Zusammenarbeit mit der Technischen Hochschule Magdeburg.
Das SKL betrieb in der näheren Umgebung Mülldeponien, die noch als von Altlasten betroffene Flächen Probleme bereiten. Neben Gebieten am Salbker See I ist die SKL-Deponie Westerhüsen zu nennen.
Etwa 1980 wurde ein Großrechner des Typs ES 1055 in Betrieb genommen, 1986 nahm eine neu errichtete Anlage zum Elektro-Schmelzen beim SKL die Arbeit auf. 1988 erfolgte mit diversen Festveranstaltungen das 150-jährige Bestehen des Unternehmens. Im Oktober 1985 löste Lutz Modes Lothar Schiffel als Generaldirektor des Kombinats ab. Er hatte diese Funktion bis 1990 inne. Zugleich war er Betriebsdirektor des Salbker Werks.
In der Zeit der DDR kamen SKL-Motoren auf mehr als 4000 Schiffen als Antriebsmaschinen zum Einsatz. 50.000 Motoren wurden in den Binnen- und Hochseeschiffen der Sowjetunion verwendet. Die Bordaggregate wurden auch in das westliche Ausland exportiert. In einer Bilanz zur 150-Jahr-Feier wurde herausgehoben, dass ein erster Motor des Typs 8 VD 24/24 AL-1 der neuen Baureihe VD 24/24 auf dem in den Niederlanden und der Bundesrepublik beheimateten Binnentanker Elise eingesetzt war.
Ein weiteres wichtiges Einsatzgebiet der SKL-Motoren war die Verwendung als Dieselgenerator an Land. Mehr als 750 dieser Anlagen wurden nach Indien, 400 nach Indonesien und 1000 nach China geliefert. Die Lieferungen für Indien umfassten bereits etwa 40 des neuen Motors 8 VD 24/24 AL-1. Weitere größere Absatzgebiete waren Ägypten mit 200 Motoren für Geflügelfarmen, Baumwollspinnereien und Wasserwerke, sowie der Iran, wo das Anwendungsgebiet sich vor allem auf Kühlhäuser, Zement- und Keramikfabriken bezog.
Konstruktiv verantwortlich für viele Motoren in dieser Zeit war Hans Standhardt. Er war von 1954 bis 1992 im SKL tätig, von 1959 bis 1970 als Abteilungsleiter im Bereich Dieselmotoren. Ab 1970 bis 1992 war er als Chefkonstrukteur für die Forschung und Entwicklung von Großdieselmotoren verantwortlich. In seiner Zeit erfolgten 138 Patentanmeldungen, davon 45 Auslandsanmeldungen auf den Gebieten konstruktive Gestaltung, Wartung, Technologie und funktionelle Abläufe. Darunter waren Grundlagenpatente, die im Laufe der Jahre zum Allgemeingut des nationalen und internationalen Motorenbaues geworden sind und noch genutzt werden.
Trotzdem stellte sich die Lage des Unternehmens als schwierig dar. In den 1980er Jahren bestand unter anderem in der Dieselmotorenfertigung ein erheblicher Investitionsstau. Hinzu kamen Lieferschwierigkeiten bei Zulieferern. Es gelang daher nicht, den für Dieselmotoren, Stromaggregate und Ersatzteile bestehenden Bedarf zu decken. Etwas besser war die Lage beim Bau von Industrieanlagen für die erdölverarbeitende Industrie. Wichtiger Abnehmer war hier das Gaskombinat Schwarze Pumpe. Da von dieser Produktion die Sicherheit der DDR-Energieversorgung abhing, hatte die Zulieferung hierfür Vorrang, so dass die Produktion störungsfreier lief. Zur Verbesserung der Situation erfolgten sowohl im Stammwerk als auch bei den Zulieferern in Zusammenarbeit mit der Technischen Hochschule Magdeburg Erneuerungen. So wurde ein flexibles System zur Fertigung von Zylinderköpfen geschaffen. Weitere Investitionen, darunter bei Zulieferern betrafen die Einspritztechnik sowie die Metallurgie in Gießereien des Kombinats. Insgesamt wurden in einem Zeitraum von etwa vier Jahren ein Betrag in Höhe von einer Milliarde Mark der DDR investiert.
Ab 1988 bestanden Pläne, gemeinsam mit der in der Bundesrepublik ansässigen MaK in Kiel Motoren zu entwickeln. Beide Seiten erhofften sich davon verbesserte Marktzugänge in Ost- und Westeuropa.
Von 1985 bis 1989 war die spätere SPD-Politikerin Silke Schindler als Projektierungsingenieurin im SKL beschäftigt. Katrin Budde, später Vorsitzende der SPD-Landtagsfraktion, absolvierte 1983 ein Praktikum im Werk.
Unter dem Decknamen Eva Schnell zog Inge Viett, Terroristin der Rote Armee Fraktion, mit Unterstützung der Staatssicherheit 1987 nach Magdeburg und arbeitete im SKL. Sie war für die Organisation der Kinderferienlager des Betriebs verantwortlich. Das SKL betrieb zu diesem Zeitpunkt das Kinderferienlager Mönchemühle Blankenburg im Harz und ein weiteres in der Altmark. Hinzu kam ein Austauschobjekt an der Ostsee und Austauschplätze in Polen und der CSSR. Insgesamt standen im Sommer etwa 1000 Ferienplätze zur Verfügung. Im Zuge der politischen Wende des Jahres 1989 wurde Inge Viett am 12. Juni 1990 verhaftet und später wegen versuchten Totschlags zu einer langjährigen Haftstrafe verurteilt, die sie jedoch nur zu rund der Hälfte absitzen musste.
Im unmittelbaren Vorfeld der Wende ergaben sich Probleme, da Mitarbeiter des SKL die DDR verließen und sie plötzlich an ihren Arbeitsplätzen fehlten. In der Wendezeit gründeten sich im Betrieb diverse politische Gruppen. Größte Gruppierung war das Neue Forum. Jedoch waren auch Demokratie Jetzt, der Demokratische Aufbruch, die Vereinigte Linke und die Sozialdemokratische Partei in der DDR vertreten. Insbesondere das Neue Forum forderte die Absetzung von Direktoren und Funktionären und setzte sich für eine Entpolitisierung des Unternehmens in dem Sinne ein, dass die beherrschende Stellung der SED enden sollte. Es kam zu einer Demonstration vor dem Hauptgebäude. Die Betriebszeitung Motor, bis dahin Organ der SED-Betriebsorganisation, wurde zum Diskussionsmedium. So erschienen dort Artikel der oppositionellen Strömungen, aber auch ein Artikel Nach vorn denken ist gefragt Inge Vietts, die unter ihrem Namen Eva Schnell auf Positionierungen Anderer reagierte, vor dem nahenden Kapitalismus warnte und die Bedeutung der Gewerkschaft betonte.

Logo der SKL Motor GmbH

Im Jahre 1990 übernahm die Treuhandanstalt das volkseigene Vermögen der DDR und so auch das SKL. Am 19. Juni 1990 erfolgte die Umwandlung des Kombinats in die SKL Motoren- und Systemtechnik AG i. G. Neben dem Stammwerk gehörten weitere elf Betriebe zur Gesellschaft. Die ersten Betriebsratswahlen erfolgten vom 10. bis 12. Juli 1990. Betriebsratsvorsitzender wurde der Motorenschlosser Peter Wand. Am 27. September 1990 besuchte der DDR-Ministerpräsident Lothar de Maizière (CDU) das Werk.
Die schon in der DDR-Zeit begonnene Zusammenarbeit mit Krupp MaK Kiel wurde fortgesetzt. Im September 1990 wurde eine Kooperation zur Entwicklung des Motors M20 vorgestellt. Zu gleich wurde unter Beteiligung der Mitarbeiter von Krupp MaK die betriebswirtschaftliche Situation des SKL vor dem Hintergrund der nun herrschenden Marktwirtschaft geprüft. Es ergab sich, dass die Produktkosten erheblich zu hoch waren und die weit überwiegende Zahl der Lieferverträge keinen Gewinn erbrachten. Ziel war eine Steigerung der Arbeitsproduktivität und eine Bereinigung des Sortiments. Problematisch waren die nachfolgend zur Einführung der D-Mark zum 1. Juli 1990 stark zurückgehenden Aufträge aus Osteuropa und die steigenden Kosten insbesondere aus den neu einsetzenden Lohntarifen. Im Zeitraum Juli bis Oktober 1990 wurde die 40-Stunden-Woche eingeführt.
Es gab Massenentlassungen. Am 24. Oktober 1990 wurde angekündigt, dass im Bereich des Dieselmotorenbaus bis zum 31. Dezember ein Personalabbau um 2.491 Stellen erfolgen würde. Erste betriebsbedingte Kündigungen erfolgten zum 30. Juni 1991, es bestand ein Sozialplan. Für das Unternehmen wurde ein Aufsichtsrat gebildet. Als erster Aufsichtsratsvorsitzender wurde am 20. November 1990 Peter Adams gewählt. Stellvertretender Vorsitzender wurde Hasso Düvel. Weitere Mitglieder waren Hans Vieregge, Günther Radtke, Walter Hirche, Manfred Link und Jürgen Begemann. Darüber hinaus gehörte der stellvertretende Minister für Fischereiwirtschaft der Sowjetunion, Wladimir Michailowitsch Sosno und der Vorsitzende der sowjetischen Binnenflotte Leonid Wassiljewitsch Bagrow zum Aufsichtsrat. Zu den fünf Arbeitnehmervertretern gehörten Peter Wand und Karl Pilz.
Ende 1990 wurde die noch in der DDR-Zeit veranlasste, von der Berliner Firma Fritz Werner erstellte, moderne Fertigungsanlage IF Prisma 100 übergeben. Die 23 Millionen DM umfassende Investition diente zur Ermöglichung einer Steigerung der Produktivität von 500 %. Die Entwicklung war gemeinsam mit der Technischen Universität Magdeburg erfolgt. Leiter des SKL-Entwicklungsteams war Lothar Niederhoff.
Um die Kosten des Unternehmens deutlich zu senken, wurden verschiedene Bereiche jetzt als Profit-Center zwecks späterer Privatisierung geführt. Das Werk sollte in die Struktur eines Industrieparks überführt werden. Zur Umsetzung des Sanierungsprogramms wurde 1991 eine umfangreiche Arbeitsbeschaffungsmaßnahme für etwa 700 Arbeitskräfte bewilligt. Der Arbeits- und Sozialminister Sachsen-Anhalts, Werner Schreiber überreichte am 13. Dezember 1991 einen Förderscheck über 64,2 Millionen DM an Lutz Modes.
Das SKL wurde letztlich in mehrere Unternehmen aufgeteilt und diverse Gebäude des Werksgeländes abgerissen. Eine der neuen Gesellschaften war die SKL Industriepark GmbH. Aus einem weiteren Teil des SKL wurde die SKL Motoren- und Systemtechnik GmbH. Ende der 1990er-Jahre entwickelte diese gemeinsam mit ihrer Mutter, der MTU Friedrichshafen, Diesel- und Gasmotoren. Im Jahr 2000 kam es zur Insolvenz, weil sich die Europäische Union bzw. Treuhandanstalt und die MTU nicht über die Altlasten einigen konnten. Im Jahr 2001 kauften Joachim Laempe und Reinhold Gies die Firma und führten sie als SKL Motor GmbH. Im Juni 2005 trennten sich die beiden gleichberechtigten Gesellschafter, und Gies führte das Unternehmen bis Ende 2007 allein.
Seit Januar 2008 ist die SKL Motor GmbH ein Mitglied der Tognum-Gruppe, zu der unter anderem die MTU Friedrichshafen gehört. Die SKL Motor GmbH stellt noch Schweröl- und Dieselmotoren her, seit 2012 als MTU Reman Technologies GmbH. Auch der Maschinen- und Anlagenbau sowie die Durchführung von Reparaturen gehören zur Geschäftstätigkeit des Unternehmens. Im Juli 2011 wurden 225 Mitarbeiter beschäftigt. Das von der SKL Motor genutzte Werksgelände umfasst 45.000 m².
Weitere Ausgründungen aus dem DDR-Betrieb waren die SKL Spezialapparatebau GmbH und die Magdeburger Eisengießerei GmbH. 1996 wurde die Stork Comprimo SKL GmbH gegründet.

##### VEB Schwermaschinenbau „Georgi Dimitroff“ (Buckau)

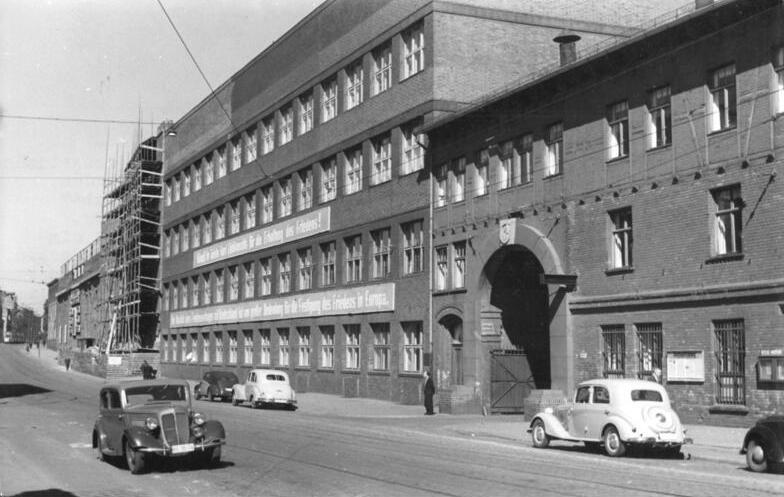
Werk Buckau im Jahr 1953, ab 1956 Georgi-Dimitroff-Werk

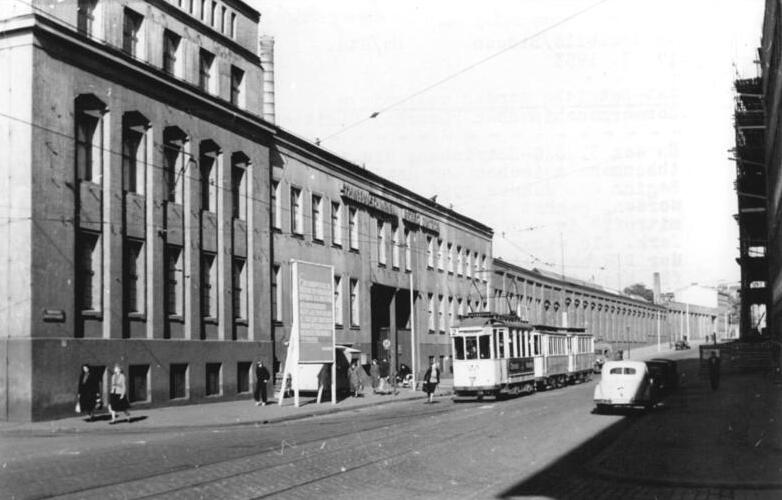
Fassade des ehemaligen Otto-Gruson-Werks im Jahr 1953, Dieser Betrieb hieß ab 1952 Georgi-Dimitroff-Werk und gehörte ab 1963 zum SKET.

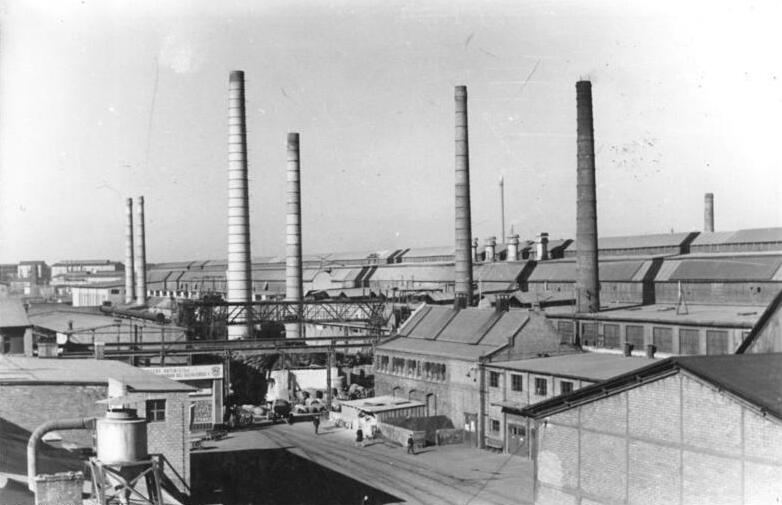
Blick über das ehemalige Otto-Gruson-Werk, 1953

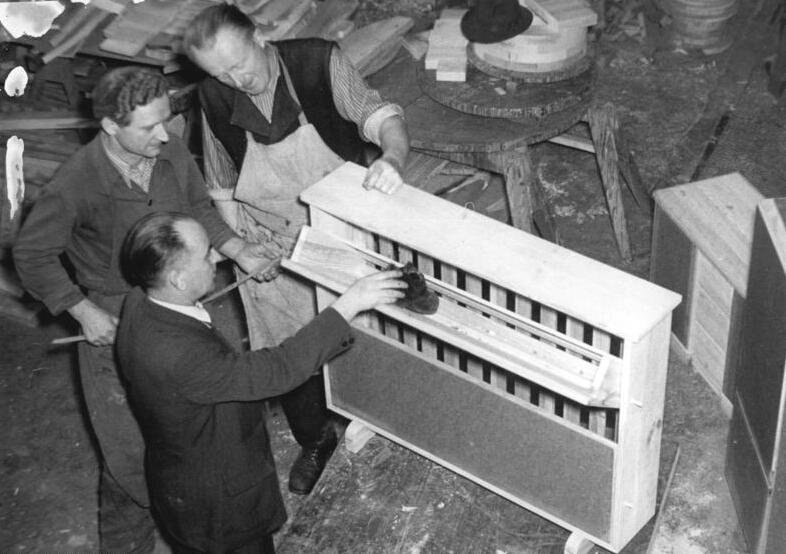
Konsumgüterproduktion, 1957

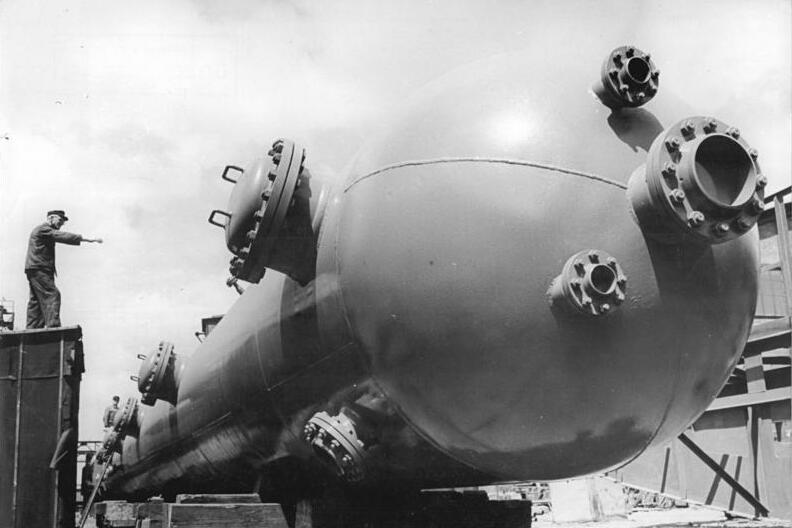
Im Werk gebaute Rektifikationskolonne, 1959

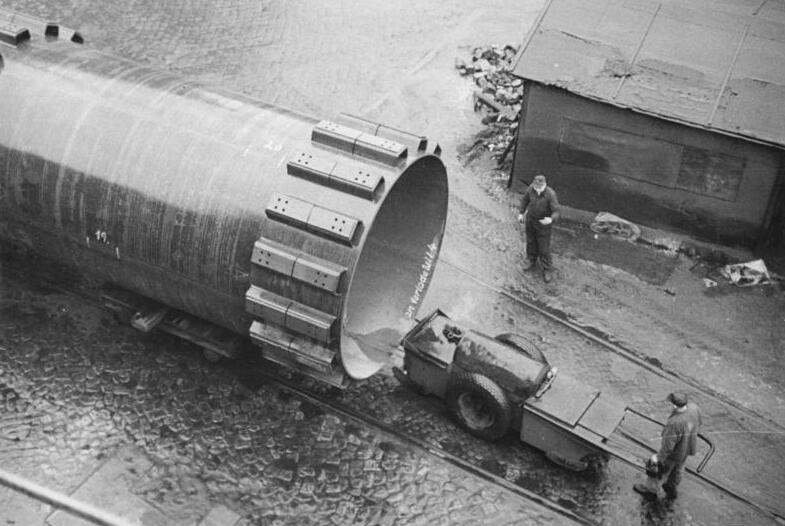
Karbidtrockentrommel, 1959

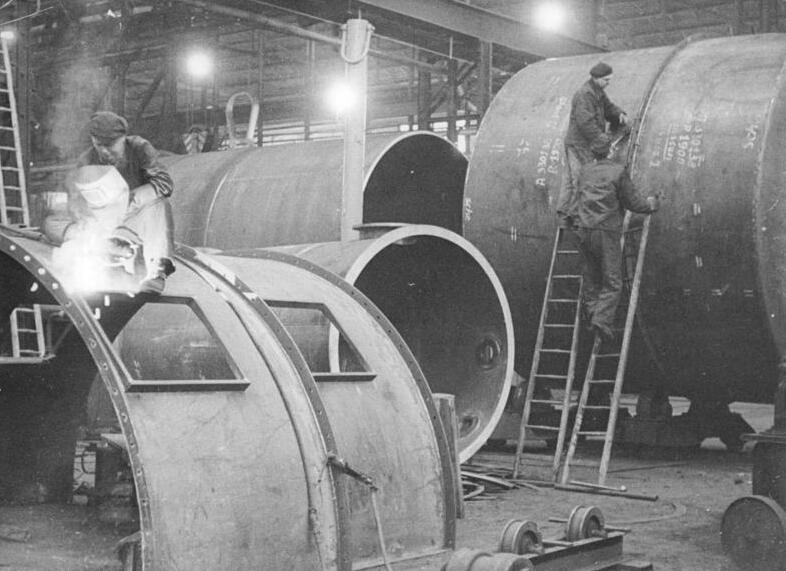
Behälterbau, 1960

Die 1871 von Otto Gruson gegründete und 1930 durch die Maschinenfabrik Buckau R. Wolf AG übernommene Maschinenfabrik Otto Gruson Magdeburg-Buckau, wurde nach der Enteignung 1945 Bestandteil der Sowjetischen Aktiengesellschaft (SAG) AMO.
Während des Volksaufstandes vom 17. Juni 1953 versuchten bereits in den Ausstand getretene Arbeiter des benachbarten Ernst-Thälmann-Werkes (SKET) auf das Gelände des Dimitroff-Werkes zu gelangen. Das Werkstor war durch die Polizei blockiert. Etwa 300 Arbeiter verschafften sich daher über Nebeneingänge Zugang zum Werksgelände. Es kam zu gewalttätigen Auseinandersetzungen mit der Polizei, die später gerichtlich geahndet wurden. Zu diesem Zeitpunkt fanden im Betrieb gerade Parteiversammlungen statt, in welchen die Aufhebung der für Proteste sorgenden Normerhöhungen bekannt gegeben wurden.
Zum 1. Januar 1954 wurde der Betrieb aus der Rechtsform der sowjetischen Aktiengesellschaft in einen volkseigenen Betrieb der DDR überführt. Die Firmierung lautete nun VEB Schwermaschinenbau „Georgi Dimitroff“ Magdeburg-Buckau (GDW). Am 1. Januar 1956 wurde dann der Betriebsteil Buckau der ehemaligen Maschinenfabrik Buckau R. Wolf AG, die als Volkseigener Betrieb inzwischen den Namen Schwermaschinenbau „Karl Liebknecht“ erhalten hatte, herausgelöst und mit dem VEB Schwermaschinenbau „Georgi Dimitroff“ (vormals Otto Gruson) vereinigt. Das Produktionsprogramm umfasste Ausrüstungen für die Braunkohle- und die Chemieindustrie sowie Großgetriebe und Gusserzeugnisse. Es entstanden Bagger, Brikettfabriken, Großgetriebe, Förderanlagen und Einrichtungen für Zementfabriken. Die Bagger wurden im DDR-Braunkohletagebau sowie in den Ländern des RGW, so in Polen und der Sowjetunion eingesetzt. Herausragender Konstrukteur im Baggerbau war der bereits seit 1938 im Unternehmen als Ingenieur tätige Johannes Goedecke. Er war nach 1945 als Leiter des Baggerbau-Konstruktionsbüros eingesetzt worden.
Im Unternehmen wurden Sozialeinrichtungen gegründet. So bestand ein Kindergarten, Frauenruheräume, eine Nähstube sowie eine Textilverkaufsstelle. Am 25. März 1958 besuchte Magdalena Baranova, die Schwester Georgii Dimitroffs, das Werk. Im November des gleichen Jahres führte der Betriebsdirektor Wolfgang Oehlwein den Vizepräsidenten der Volkskammer Hermann Matern durch das Unternehmen. Am 9. Juni 1959 fand die Grundsteinlegung für den Bau der sogenannten Chemiehalle statt. Der 7,13 Millionen Mark teure Bau wurde am 30. Juni 1961 in Betrieb genommen und diente zur Herstellung von Druckgasgeneratoren, die an das Gaskombinat Schwarze Pumpe geliefert und nach Jugoslawien exportiert wurden. In den Druckgasgeneratoren wurde Braunkohle bei hohen Temperaturen unter Druck vergast.
Als problematisch erwies sich auch für das Dimitroffwerk der Wegzug von Fachkräften aus der DDR nach Westdeutschland. Fast jede Woche fehlten Mitarbeiter.
Wie in anderen Industriebetrieben der DDR wurde im Dimitroff-Werk eine Betriebskampfgruppe gebildet. Während des Baues der Berliner Mauer entlang der innerdeutschen Grenze am 13. August 1961 wurde die Einheit des Werks zeitweise an der Grenze eingesetzt. Bereits Anfang August 1961 hatte das Werk einen geheimen Sonderauftrag zum Bau von Panzersperren erhalten, deren Zweck den Mitarbeitern unklar war. Die Sperren wurden dann im Rahmen des Mauerbaues in Berlin eingesetzt. Im Nachgang zum Mauerbau wurde versucht entsprechend der Regierungsforderung nach Störfreimachung Importe aus dem nichtsozialistischen Wirtschaftsgebiet zu vermeiden und den jeweiligen Bedarf auf inländische Produkte oder Importe aus sozialistischen Ländern umzustellen. Dies gelang nur teilweise.
Als Betriebszeitung erschien regelmäßig der Antrieb als Organ der Leitung der Betriebsparteiorganisation der SED.
Die wirtschaftliche Situation des Betriebes war in diesen Jahren schwierig. Der vorgegebene Plan wurde häufig nicht erfüllt, es wurde produziert mit Verlust. Der spätere Direktor des Werkes Edgar Freistedt schätzte den Ruf des Unternehmens zu dieser Zeit innerhalb Magdeburgs als „sehr schlecht“ ein. 1962 wurde durch die übergeordnete Vereinigung Volkseigener Betriebe (VVB) eine Arbeitsgruppe mit dem Ziel eingesetzt, die Lage des Werkes zu stabilisieren.
Kurzzeitig bestanden Pläne im Rahmen des DDR-Chemieprogramms die Produktion von Chemieausrüstungen im Dimitroffwerk deutlich auszubauen, das Vorhaben wurde jedoch dann nicht wirksam.
1963 wurde der Betrieb wieder geteilt. Das ehemalige Dimitroff-Werk, vormals Maschinenfabrik Otto Gruson, wurde mit seiner Gießerei und dem Getriebebau an den VEB Schwermaschinenbau „Ernst Thälmann“ (SKET) angeschlossen und der andere Teil, ehemals Maschinenfabrik Buckau, unter Beibehaltung des Namens VEB Schwermaschinenbau „Georgi Dimitroff“, mit etwa 3000 Beschäftigten weitergeführt. Gleichzeitig erfolgte die Unterstellung unter die damalige VVB BAUFA Leipzig. Nach Wolfgang Oehlwein wurde Ludwig Schwarzbauer als Werkdirektor berufen. Die Produktion von Tagebauausrüstungen, Ausrüstungen für Torfbrikettfabriken und im geringeren Umfang für die chemische Industrie wurde fortgeführt. Im Mai 1963 kam auf dem als Elbwiese bezeichneten Teil des Werksgeländes eine große neue Kranbahn hinzu. Ein Auftrag in dieser Zeit war die ab November 1965 erfolgte Auslieferung von Druckgasgeneratoren für ein beim jugoslawischen Priština errichtetes Gaswerk. Von Bedeutung war auch die Inbetriebnahme des neu entwickelten Tagebaubaggers Es 3150 im Tagebau Welzow-Süd am 23. Dezember 1966. Im Sommer 1966 wurde Kurt Schoenefeld neuer Werkdirektor. Die Lage des Unternehmens hatte sich zwischenzeitlich verbessert. 1967 verlieh Walter Ulbricht dem Betrieb die Leninplakette.
1968 kam es infolge der veränderten Energiepolitik zu einem drastischen Rückgang des Bedarfes an Tagebauausrüstungen. In der Energieversorgung wurde verstärkt auf Erdöl gesetzt, so dass der Bedarf an Kohle und damit auch an Tagebaufördertechnik sank. Es kam zur Annullierung von Aufträgen. Es bestand die Gefahr, dass die Produktionskapazitäten nicht mehr ausgelastet würden. Die Aufträge in diesem Bereich gingen um 70 % zurück. Es wurde nötig, auf neue Produktgruppen zu setzen. Es gab Ideen, Müllverbrennungsanlagen oder Schiffsentladeanlagen zu bauen, die jedoch nicht zur Umsetzung kamen. Konkretere Pläne gab es zur Übernahme der Herstellung des Schaufelradbaggers SRs 1200 und zur Herstellung von Baugruppen des noch in der Entwicklung befindlichen SRs 2000 aus dem Lauchhammerwerk. Dabei kam es teilweise zu Auseinandersetzungen zwischen den beteiligten Mitarbeitern der beiden Betriebe. Es gab zwischen den Betrieben bereits aus früheren Zeiten Konkurrenzdenken, das auch nun unter zwei volkseigenen Betrieben fortwirkte. Tatsächlich erwies sich die Entwicklung der Baugruppen des SRs 2000 als ausgesprochen problematisch.

###### Produktion von Autodrehkranen

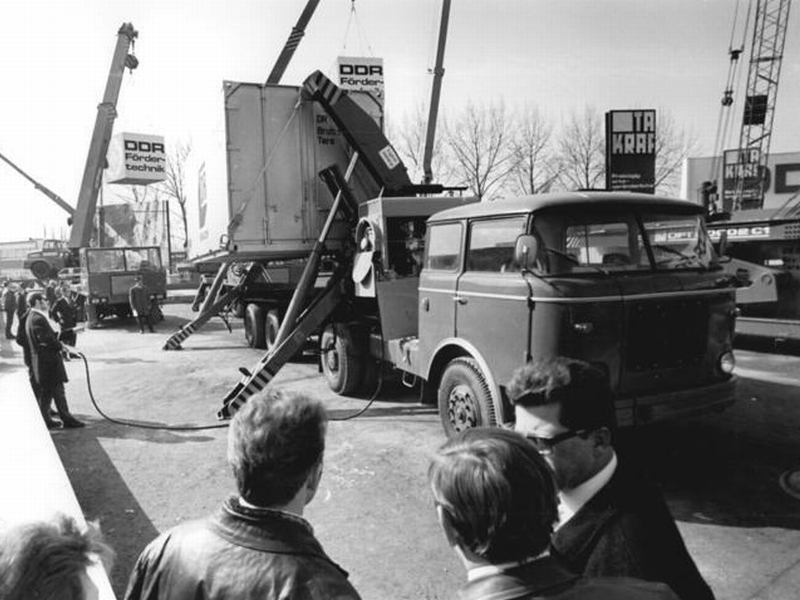
Der ADK 125 auf der Leipziger Frühjahrsmesse 1971 (links)

Da mit der Übernahme von Schaufelradbaggern eine volle Auslastung nicht erreicht wurde, fiel durch die zuständigen Staatsorgane die Entscheidung, die Serienproduktion von Autodrehkranen, die bisher vom VEB Hebezeugwerk Sebnitz produziert wurden, bereits ab 1969 aufzunehmen. Diese Entscheidung war insofern überraschend, als dass das Dimitroffwerk mit langfristigen Einzelfertigungen im schweren Maschinenbau beschäftigt und nicht für solche Serienfertigung ausgelegt war. Ein Teil der Produktion des ADK 63 wurde mit 240 Stück im Jahr 1969 übernommen. Anfang April reiste eine Delegation nach Sebnitz, um sich mit der Fertigung vertraut zu machen.
Darüber hinaus wurde aus einem Funktionsmuster, das in Sebnitz hergestellt worden war, die Entwicklung eines Kranes des Typs ADK 100 aufgenommen, der als ADK 125 auf der Leipziger Frühjahrsmesse 1970 ausgestellt wurde. Längerfristig war die Entwicklung von Autokranen mit Tragkräften von 6,3 bis 160 t geplant, die auch international vermarktet werden sollten. Die Herstellung der Autodrehkrane in Serienfertigung, bei Weiterführung der eingeschränkten Produktion von Eimerkettenbaggern und Schaufelradbaggern bereitete große Schwierigkeiten, da Erfahrungen fehlten und die notwendigen Voraussetzungen nur schrittweise geschaffen werden konnten. Für die neuen Erzeugnisse fehlte es in der DDR-Fahrzeugproduktion an geeigneten Achsen, Fahrerkabinen, Getrieben und Motoren, so dass sich viele Improvisationen und Eigenlösungen erforderlich machten. Für das Jahr 1970 war bereits die Produktion von 350 Stück des ADK 125 vorgesehen, was angesichts der vielfältigen Probleme eine völlig unrealistische Vorgabe darstellte. Widerspruch konnte jedoch nicht sinnvoll vorgetragen werden. Die bisher für den Bau der Druckgasgeneratoren genutzte große Halle wurde im Zuge der Vorbereitung auf die ADK-Produktion umgerüstet, mit der Folge, dass die Montage der Druckgasgeneratoren im Betrieb zukünftig nicht mehr möglich war. Auch die Produktion von Ausrüstungen für Torfbrikettfabriken wurde eingestellt.
Im März 1969 wurde dem Betrieb mitgeteilt, dass ab 1971 die gesamte Produktion des ADK 63 zu übernehmen ist. Sämtliche Lagerbestände, Dokumentationen und Werkzeuge sowie einige Mitarbeiter wurden daher aus Sebnitz übernommen.
Sowohl die ADK-63-Produktion, als auch die Vorbereitung der ADK-125-Produktion liefen völlig unbefriedigend an. Im ersten Quartal hatte das Werk bei der Planerfüllung bereits einen Rückstand von einem Monat. Auch qualitativ gab es Probleme. Statt des erwarteten Gütezeichen 1 erhielt der ADK 63 nur das Gütezeichen 2. Trotzdem wurde von der VVB mitgeteilt, dass die komplette ADK-63-Produktion doch schon 1970 zu übernehmen und die Serienfertigung des ADK 125 ab September 1970 aufzunehmen sei. Die Stimmung im Betrieb war ausgesprochen schlecht. Heftige Auseinandersetzungen in den Leitungsgremien des Betriebes über Ursachen und Verantwortung waren die Folge. Innerhalb der aus Magdeburg stammenden Leitungskräfte des Unternehmens bildete sich eine Front gegen den ursprünglich aus Leipzig gekommenen Direktor des Werks, dessen autoritärer Führungsstil kritisiert wurde.
Pünktlich zur Leipziger Frühjahrsmesse 1970 war es gelungen, zwei Muster des ADK 125 fertigzustellen, die jedoch noch keine Straßenverkehrszulassung hatten. Deshalb musste der Transport eines Kranes nach Leipzig auf einem Tieflader vorgenommen werden. Beim Verladen für den Transport rutschte der Kran vom Tieflader, wurde jedoch nur leicht beschädigt, sodass die Fahrt nach Leipzig und die Ausstellung auf der Messe erfolgen konnte, was vom Dimitroffwerk als Erfolg eingeschätzt wurde. Vor ernste Probleme wurde das Vorhaben der Aufnahme der Serienfertigung des ADK 125 gestellt, als ein Zulieferbetrieb aus Rochlitz mitteilte, die vorgesehene Lieferung von Hydraulikzylindern sei nicht möglich. Auch die bei der ZEMAG in Zeitz vorgesehene Produktion von Achsen bereitete erhebliche Schwierigkeiten.
Bei den laufenden Schwierigkeiten wurde im Perspektivplan für die Jahre 1971 bis 1975 die Entwicklung und Aufnahme der Produktion von Autodrehkranen mit Tragkräften von 40, 63 und 100 t vorgesehen.
Im harten Winter 1969/1970 hatte das Unternehmen, wie dies auch in anderen Jahren und auch bei anderen Betrieben der Fall war, trotz der eigenen großen Probleme, Mitarbeiter für den städtischen Winterdienst und die Bewältigung von Transportproblem zu stellen.
Überraschend wurde der Werkdirektor Kurt Schoenefeld im Juli 1970 als Nachfolger von Rudolf Schuhmacher zum Generaldirektor der VVB berufen. Der technische Direktor Edgar Freistedt übernahm zunächst vertretungsweise die Leitung des Betriebes und wurde zum 1. September als Werkdirektor berufen. Auf Anregung des Bezirks Magdeburg nahm das Dimitroffwerk eine Freundschaftsbeziehung zu einer Maschinenfabrik in Novo Gorlovka bei Donezk in der Sowjetunion auf. Mehrfach wurden Delegationen ausgetauscht, auch wurden Mitarbeiter im jeweiligen Partnerbetrieb tätig.
Das Dimitroffwerk verfügte in Bad Suderode im Harz über ein Ferienheim, in dem auch regelmäßig Lehrgänge für leitende Mitarbeiter durchgeführt wurden.
Von offizieller Seite bestand die Forderung, dass die DDR-Betriebe verstärkt Konsumgüter produzieren. Es gab eine Zusammenkunft mit der SED-Stadtleitung, bei der dem Dimitroffwerk eine Liste von Erzeugnissen vorgelegt wurde, bei denen Engpässe bei der Versorgung der Bevölkerung bestanden. Die Forderung nach einer Konsumgüterproduktion an einen im Schwermaschinenbau tätigen Betrieb erschien der Betriebsleitung skurril, wurde jedoch umgesetzt. Von der Stadt Magdeburg erhielt das Werk auch einige Grundstücke für den Bau von Einfamilienhäusern und sanierungsbedürftige Wohnungen für Angehörige des Werkes. Die dafür ausgewählten Mitarbeiter sollten die notwendigen Bauarbeiten, in Eigenleistung mit Unterstützung des Betriebes, erbringen. In nicht wenigen Fällen wurden dazu Mitarbeiter des Betriebes abgestellt.
Neben der Produktion der ADK ergab sich wieder ein steigender Bedarf an großen Tagebaugeräten. So wurde für den Zeitraum 1972 bis 1978 ein Bedarf von 11 Baggern des Typs Es 3150 angemeldet. Statt fehlender Auslastung deuteten sich nun nicht ausreichende Kapazitäten an.
Nach bereits erfolgter Auslieferung stellte sich bei den ADK 125 heraus, dass die Bremssysteme an den Achsen fehlerhaft waren. Es mussten sämtliche Achsen ausgetauscht werden. Die Rückrufaktion betraf auch nach Jugoslawien exportierte Fahrzeuge. Die Fertigung der Achsen erfolgte später durch den im ungarischen Győr ansässigen Betrieb Rába. Probleme ergaben sich auch durch zeitweise ausbleibende Getriebelieferungen. In größerer Zahl standen bis auf die Getriebe fertiggestellte ADKs im Betrieb und konnten nicht ausgeliefert werden. Die Probleme bei der ADK-Fertigung führten zu Kritik von vorgesetzter Stelle, die die Hinweise auf die schwierige Situation im Zuge der Profilumstellung und der objektiven, vom Betrieb nur bedingt beeinflussbaren Probleme, nicht akzeptierte. Es folgte eine Kontrolle durch die Arbeiter-und-Bauern-Inspektion, die mit scharfer Kritik endete. Bemängelt wurde die Arbeit des kaufmännischen Bereichs, da die Bestände an Material und Fertigerzeugnissen als überhöht angesehen wurden. Seitens des VVB-Generaldirektors wurde eine Arbeitsgruppe zur Untersuchung der Leitungstätigkeit eingesetzt, die die Lage jedoch sachlich beurteilte, allerdings die Planerfüllung bei der Produktion des ADK 125 als nicht gesichert betrachtete. Als besonders problematisch wurde im Betrieb eine Kritik von Seiten des DDR-Verteidigungsministeriums wegen schlechter Reklamationsbearbeitung und fehlender Lieferung von ADK-Ersatzteilen gewertet. Eine Kontrolle durch die Technische Überwachung endete mit der Kritik, dass die ADK 125-Serienproduktion ohne abgeschlossene Erprobung aufgenommen worden war. Das ASMW untersagte dann die Auslieferung von ADK 125 bis zur Abstellung vorhandener Mängel. Anfang November 1972 bestand damit ein Planrückstand von 18 Millionen Mark.

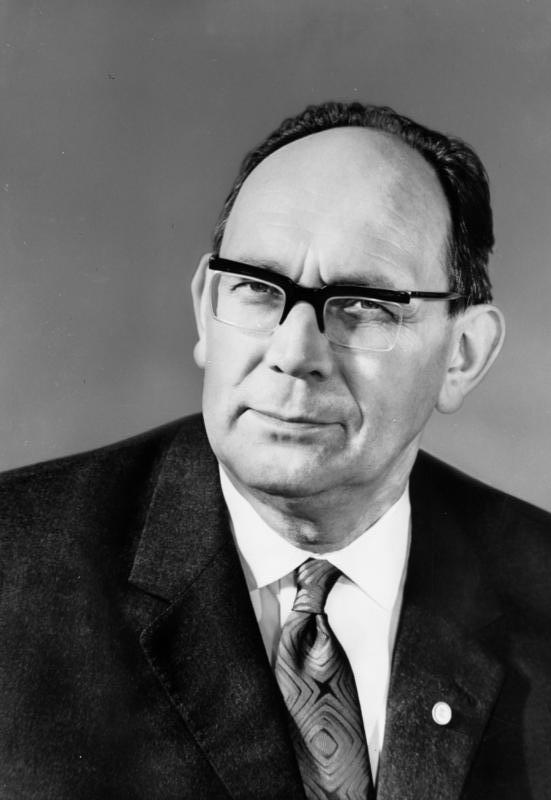
Alfred Neumann, 1972

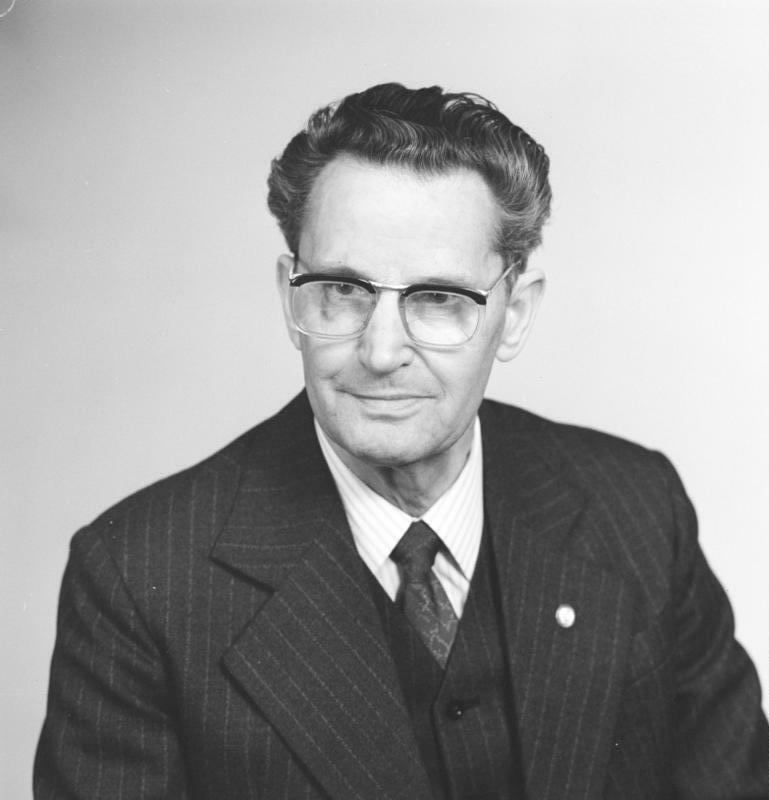
Alois Pisnik, 1986

Am 9. November 1972 besuchte der stellvertretende Vorsitzende des Ministerrats der DDR Alfred Neumann das Werk. Er räumte ein, dass die Probleme durch die kurzfristige Umstellung der Produktion verursacht seien, forderte jedoch zugleich eine Lösung vor Ort. Letztlich gelang die Erfüllung der Planvorgaben. Mittels Überstunden, auch während der Weihnachtsfeiertage und an Silvester, wurde ein Drittel der Jahresproduktion in den Monaten November und Dezember ausgeliefert.
Anlässlich einer Stadtparteiaktivtagung in der Stadthalle Magdeburg kritisierte der 1. Sekretär der SED-Bezirksleitung, Alois Pisnik, das Dimitroffwerk scharf wegen hoher finanzieller Verluste, im Zusammenhang mit der vorschnellen Aufnahme der Serienproduktion ohne ausreichende Erprobung des ADK 125. Pisnik zitierte aus kritischen Briefen von Kundendienstmitarbeitern aus China und Ägypten, die diese an Abteilungen des Dimitroffwerks gesandt hatten und in denen sie festgestellte Mängel mitteilten.
Die technischen Probleme bei der ADK-Produktion hielten an. Durch fehlerhafte Dichtungen der Hydraulikzylinder machten sich umfangreiche Reparaturarbeiten an fertiggestellten ADK erforderlich. Wieder waren auch bereits ausgelieferte Produkte, so in Griechenland und der ČSSR betroffen. Darüber hinaus blieben Getriebelieferungen von Praga in der ČSSR aus.
Die SED-Bezirksleitung, der Generaldirektor und der Parteiorganisator der VVB kritisierten Freistedt und den Betriebsparteisekretär schwer und deuteten eine Ablösung Freistedts an, die jedoch nicht erfolgte. In einer gemeinsamen Sitzung von Werks- und Betriebsparteileitung kritisierte die Parteiseite den Werkdirektor und die Fachdirektoren. Ein Bericht der Bezirksinspektion der Arbeiter-und-Bauerininspektion kam jedoch zu einem differenzierteren Ergebnis. Im Bericht wurden hohe volkswirtschaftliche Verluste und eine Beschädigung des Ansehens beklagt. Die Serienfreigabe durch die VVB und das ASMW seien ungerechtfertigt gewesen. Allerdings hätten die Staatliche Plankommission und das Ministerium für Schwermaschinenbau die Verstöße zugelassen. Generell sei die Übertragung der ADK-Produktion an das Dimitroffwerk, das über keinerlei Erfahrung auf dem Gebiet und kein entsprechend qualifiziertes Entwicklungspersonal verfügte, unüberlegt gewesen.
Ein weiteres Problem ergab sich, als die Staatliche Finanzrevision zeitweise eine Bestätigung der Bilanz verweigerte, da Mängel in der Durchführung der Inventur, bei der Material- und Lagerwirtschaft und Fehler in der Leistungsabrechnung festgestellt worden waren.
Die gebäudetechnischen Bedingungen für die Berufsausbildung wurden 1972 durch die Übergabe neuer Ausbildungsstätten verbessert.

###### Erneute Produktionsumstellung
Als die Umstellungsschwierigkeiten überwunden waren, wurde im November 1973 durch die Zentralen Staatsorgane die Entscheidung getroffen, dass die Fertigung der Autodrehkrane an den VEB Maschinenbau „Karl Marx“ Babelsberg abgegeben wird und stattdessen neben der wieder zunehmenden Produktion der Eimerkettenbagger auch die Fertigung von Schaufelradbaggern aus Lauchhammer nach Buckau verlagert wird. Es wurde die Neuentwicklung des Eimerkettenbaggers ERs 1120 festgelegt. Gemäß einem Beschluss des Ministerrates der DDR sollte die Verlagerung der ADK-Produktion 1974 beginnen. Die erneute Produktionsumstellung wurde dann jedoch erst 1975 wirksam. Nach nur sechs Jahren wurde somit die Autodrehkran-Produktion zugunsten des durch die erneute Veränderung der Energiepolitik gewachsenen Bedarfes von Tagebauausrüstungen ausgegliedert. Insgesamt hatte das Dimitroffwerk 3158 ADK 63 und 650 ADK 125 gefertigt. In der Anfangszeit nach Abgabe der ADK-Produktion wurden im Werk jedoch noch die Rahmen für Autodrehkrane hergestellt.
Nun erfolgte die Spezialisierung auf Tagebauausrüstungen, die bis etwa 1990 beibehalten wurde. Es wurde der Es 3150 gebaut und zum Es 3750 weiterentwickelt. Die Produktion des ERs 710 wurde von Köthen rückgeführt. Das Dimitroffwerk baute Schaufelradbagger der Klasse 0 sowie den Schaufelradbagger SRs 1300. Hinzu kamen Eimerkettenaustauschgeräte, Grabenschöpfgeräte und Verladegeräte zum SRs 6300. Es machten sich erneute Umbauten im Werksgelände erforderlich, die sich zum Teil erheblich verzögerten. Darüber hinaus wurden neue Werkzeugmaschinen benötigt.
Eine Havarie im betriebseigenen Kraftwerk ereignete sich Ende 1973. Eine Verpuffung führte zu einem 10 Meter langen Riss im Schornstein, dessen Reparatur mehrere Wochen benötigte. Ursache waren Kohlenstaub-Ablagerungen, die noch aus der Zeit vor der Umstellung der Anlage auf Erdgas stammten. Die Stromversorgung war eingeschränkt, die Heizung ausgefallen. Durch einen zuvor bereits eingerichteten Energieverbund mit benachbarten Unternehmen, konnte die Versorgung mit Einschränkungen wiederhergestellt werden.
Aufgrund einer Eingabe des ehemaligen kaufmännischen Direktors erfolgte Anfang Januar 1974 eine weitere Kontrolle durch die Arbeiter-und-Bauerninspektion. Es kam zur Einsetzung einer Arbeitsgruppe und sogar polizeilicher Vernehmungen des Planungsleiters und des ökonomischen Direktors. Der Bericht der Arbeitsgruppe stellte für den Zeitraum 1972/1973 grundlegende Mängel in der Tätigkeit des Werkes fest, wobei die Verantwortung für die Mängel in der Bestandswirtschaft dem kaufmännischen Direktor zugewiesen wurden. Darüber hinaus empfahl der Bericht dem Generaldirektor jedoch auch disziplinarische Maßnahmen gegen Werkdirektor Freistedt einzuleiten, was jedoch nicht erfolgte. Lob für das Dimitroffwerk gab es seitens des ZK-Sekretärs Kurt Hager für die Leistungen bei der Inbetriebnahme des Tagebaus Welzow-Süd.
Problematisch war das Fehlen von Arbeitskräften. Das Dimitroffwerk beschäftigte 100 Mitarbeiter weniger als im Stellenplan vorgesehen. Der Plan sah 1975 2850 Beschäftigte vor. Im Zuge der geplanten Produktionssteigerungen war im Plan bis 1980 eine Steigerung auf 3260 Mitarbeiter vorgesehen. Die Planzahl wurde allerdings trotz erheblicher Bemühungen bei der Gewinnung von Arbeitskräften nicht vollständig erreicht. Seit längerem waren auch polnische Mitarbeiter im Betrieb tätig. Unter anderem schuf das Werk in Neubaublöcken Lehrlingswohnheime. Darüber hinaus wurden Arbeiterunterkünfte in Leichtbauweise errichtet. 1979 war die Zahl der Arbeitskräfte jedoch trotzdem auf 2600 abgesunken. Wie auch im übrigen Maschinenbau der DDR stellte darüber hinaus der Mangel an Stahlblech ein Problem dar.
In der Tagebaugerätefertigung gab es darüber hinaus Schwierigkeiten, da der Förderanlagenbau Köthen benötigte Zulieferungen nicht wie geplant lieferte. In der eigenen Produktion fiel es dem Dimitroffwerk schwer, die Fertigung und Lieferung von Ersatzteilen für die eigenen Produkte sicherzustellen. Auch bei der Auslieferung der Tagebaugeräte ergaben sich durch die Vielzahl der Probleme zum Teil erhebliche Rückstände. Der Bedarf an Tagebauausrüstungen stieg im In- und Ausland Ende der 1970er, Anfang der 1980er Jahre so an, dass sich für das Werk die Situation ergab Aufträge abzuwehren.
Wichtige Ereignisse in der Produktion waren die Inbetriebnahme des Baggers Es 3150 im Tagebau Greifenhain am 1. November 1976 sowie die Durchführung des Probebetriebes des ERs 710 bis zum 31. Dezember 1976 in Jänschwalde. Exporte gingen nach Rumänien, Ungarn und die Sowjetunion. Durch Verschiebungen im DDR-Tagebaugeräteprogramm machte sich zur Auslastung des Dimitroffwerks die Produktion von Baugruppen für andere Betriebe erforderlich. Nach anderthalb Jahren Bauzeit und Baukosten von 2,4 Millionen Mark wurde die Produktionshalle 12 im Jahr 1977 in Betrieb genommen. Auf 2000 m² wurden hier Zuschnittarbeiten durchgeführt. Als weitere neue Halle entstand die Halle 14/15, die vorzeitig per Teilinbetriebnahme genutzt wurde. Zur Produktionsaufnahme besuchte das SED-Politbüro-Mitglied Hermann Axen das Dimitroffwerk. Am 17. September 1979 wurde eine neue Spitzendrehmaschine der Firma Škoda in der neuen Halle in Betrieb genommen. Der Es 3150 erhielt 1979, als erstes Tagebaugroßgerät, nach einer Prüfung durch das ASMW das Gütezeichen 1, 1980 dann sogar das Gütezeichen Q. Der SRs 1300 erhielt auf der Leipziger Frühjahrsmesse 1980 eine Goldmedaille.
Weiterhin wurde das Dimitroffwerk auf Bitten der Stadt Magdeburg bei der Bewältigung öffentlicher Aufgaben tätig, so bei der Neugestaltung des Domplatzes, der Elbuferpromenade und bei der Wiederherstellung der Magdeburger Stadthalle. Weitere Bitten bezogen sich auf die Sanierung von Altbauwohnungen und des städtischen Theaters.
Zum 1. Januar 1979 wurde die bisherige VVB Bergbauausrüstungen, Krane und Förderanlagen aufgelöst und das neue Kombinat TAKRAF gebildet, zu welchem auch das Dimitroffwerk gehörte. 1979 gelang die planmäßige Übergabe von Tagebaugeräten.
Das Dimitroffwerk erhielt die Auszeichnung Betrieb der vorbildlichen Ordnung und Sicherheit. Zum 30. Jahrestag der DDR erhielt das Werk die Ehrenschleife der Magdeburger SED-Bezirksleitung.
Anfang der 1980er Jahre begann der Einsatz elektronischer Elemente in der Tagebautechnik. Zunächst wurde eine elektronische Programmsteuerung im SRs 1301 eingesetzt. Ab 1987 wurden alle Baggertypen mit entsprechender Mikroelektronik ausgeliefert. Auch die Ausrüstung des Werkes wurde in dieser Hinsicht in Teilen modernisiert.
Zur Verbesserung der Versorgung der Bevölkerung mit Konsumgütern wurden die Industriebetriebe nach wie vor angehalten, auch Produkte für den Konsumbereich zu produzieren. Das Dimitroffwerk stellte in diesem Zusammenhang ab Dezember 1981 im ehemaligen Behälterbau des Betriebes den PKW-Anhänger HP 500 her. Am 8. Oktober 1986 wurde die Fertigung des 10.000. PKW-Anhängers gefeiert. Bereits Anfang der 1980er Jahre hatte das Werk 40.000 Heckenscheren produziert.
Am 31. Dezember 1981 schied Edgar Freistedt infolge der Übernahme einer Funktion im Magdeburger Armaturenkombinat aus dem Betrieb aus. Im Januar 1982 wurde Karl-Heinz Richtetzki neuer Betriebsdirektor des Werkes.
Von 1981 bis 1985 entstanden 62 Tagebaugeräte. In der Entwicklung befand sich der Mini-Eimerkettenschwenkbagger Ers 100, der nach nur einjähriger Entwicklungszeit ab etwa 1986 produziert wurde und als Grundlage für eine neue Typenreihe diente. 1987 wurde der 100. Eimerkettenschwenkbagger vom Typ ERs 710 fertiggestellt. Für 8,4 Millionen Mark entstand 1987 eine neue Großküche. Am 4. Januar 1988 besuchte Hans-Joachim Lauck, DDR-Minister für Schwermaschinen- und Anlagenbau, das Dimitroffwerk. In diesem Jahr wurde das 150-jährige Betriebsjubiläum begangen. Aus diesem Anlass erhielten diverse Mitarbeiter des Unternehmens Auszeichnungen. Der Werksangehörige Siegfried Fricke erhielt den Karl-Marx-Orden, die höchste Auszeichnung der DDR.
Nach der politischen Wende des Jahres 1989 blieb das Werk zunächst als Zweigwerk der dann privatisierten Takraf Schwermaschinenbau AG bestehen. Es firmierte nun wieder unter dem alten traditionellen Namen Maschinenfabrik Buckau (MFB). Die Maschinenfabrik Magdeburg-Buckau GmbH wurde dann jedoch ab dem 1. Januar 1995 liquidiert. Der Betrieb war zuletzt eine Tochter der 3B TEC Aufbereitungssysteme GmbH und firmierte als 3B Maschinenfabrik Buckau GmbH. Die Gesellschaft wurde am 16. August 1996 aus dem Handelsregister gelöscht.
Auf Teilen Werksgeländes bestanden dann andere gewerbliche Nutzungen. So arbeitete hier die Firma Pape Entsorgung GmbH und die Funke Industrie-Transporte GmbH.

#### Standort Grevenbroich, Westdeutschland
Die ursprüngliche Maschinenfabrik Grevenbroich wurde 1878 unter der Firma Langen & Hundhausen von Eugen Langen, Carl Jacob Langen und Hermann Hundhausen gegründet. 1890 erfolgte die Umwandlung in eine Aktiengesellschaft unter der Firma Maschinenfabrik Grevenbroich AG. Das innovativ tätige Unternehmen beschäftigte bald 1400 Menschen und war im Bereich der Herstellung von Anlagen für Rüben- und Rohrzuckerfabriken tätig. 1927 wurde die Produktion für die Zuckerindustrie nach Magdeburg-Salbke verlagert. Ein Emaillierwerk blieb in Grevenbroich als Werk der Buckau-Wolf AG.
Nach dem Zweiten Weltkrieg und der Beschlagnahme der dortigen Werke des Unternehmens Buckau-Wolf kam Direktor Wilhelm Kleinherne aus Magdeburg zum verbliebenen Zweigwerk in Grevenbroich. Der Sitz der Gesellschaft wurde 1947 offiziell nach Grevenbroich verlegt, die Verwaltung siedelte sich in Neuss an. Die Produktion war zunächst insbesondere auf die Herstellung von Ersatzteilen für in der Vergangenheit gelieferte Maschinen ausgerichtet. Mit der Währungsreform im Juni 1948 verbesserte sich die Geschäftssituation erheblich. Es gingen in erheblichem Umfang Aufträge aus dem In- und Ausland ein. Fast alle ehemaligen Abteilungen wurden nun auch in Grevenbroich eingerichtet. Das Kapital des Unternehmens betrug jetzt 10 Millionen DM, nachdem es zuvor 20 Millionen Reichsmark betragen hatte. Von 1949 bis 1951 leitete Heinrich Notz, der langjährige Leiter der Werke in Aschersleben und Salbke das Werk Grevenbroich. Hergestellt wurden Spezialmaschinen für die Zuckerindustrie. Ein großer Auftrag betraf die Lieferung mehrerer Brikettfabriken nach Australien. Der weitere Ausbau des Werks erfolgte nach einem General-Ausbauplan. Es entstanden so in Etappen neue Werkhallen. Darüber hinaus wurde der Bestand an Werkzeugmaschinen erweitert. Besonders stark wuchs die Produktion der Abteilung Hochdruckkesselbau, die 1953 erstmals den größten Teil der neuen Aufträge ausmachte. Von 1948 bis 1953 hatte das Unternehmen bereits 12 Millionen DM in den Ausbau der Werkanlagen in Grevenbroich investiert. 1954 wurde erstmals seit 10 Jahren an die Aktionäre wieder eine Dividende ausgeschüttet werden. Auch die Abteilung Baggerbau verzeichnete eine Wiederbelebung. Es wurden weitere neue Werkhallen und eine Versuchsanstalt eingeweiht. In den Jahren 1956/1957 kam der Bau von Dieselmotoren auf. Buckau-Wolf übernahm die in Kiel ansässige Bohn & Kähler Maschinen- und Motorenfabrik AG, dass nun als Zweigwerk betrieben wurde. Ein Grundstück von 100.000 m² der ehemaligen Kieler Germaniawerft wurde zur Ausweitung der Produktionsanlagen übernommen. Der Ausbau des Kieler Werks war etwa 1961/1962 abgeschlossen. Bohn & Kähler waren im Bereich des Verkaufs von Rüttelverdichtern tätig. Dieses Spezialprogramm wurde fortgeführt. Im Übrigen wurde das Zweigwerk vor allem im Bau von Dieselmotoren tätig. Von der Sulzer AG aus Winterthur kam eine Lizenz zum Bau von Großdieselmotoren für den Einsatz auf Schiffen.
Um das Produktionsprofil abzurunden, wurde in Grevenbroich 1958 die Herstellung von Getrieben, Kupplungen und Zahnrädern aufgenommen. In Grevenbroich erfolgte auch die Konstruktion großer Förderbandanlagen zum Einsatz in Kraftwerken und der Braunkohlenindustrie. Für den indischen Rohrzuckerfabrikmarkt wurde als Tochterunternehmen die Buckau-Wolf New India Engineering Works Ltd. gegründet. Das Unternehmen verfügte über Produktionsstätten in Pimpri bei Poona, wo bald 500 indische Mitarbeiter beschäftigt wurden.
In den Jahren 1959/1960 wurden verschiedene Konstruktionen für zu errichtende Kalksandsteinfabriken gefertigt. Nach dem Abschluss des Ausbaus des Kieler Werks wurden in Grevenbroich weitere Investitionen vorgenommen. Es entstand eine Rohrlagerhalle und ein Belegschafts- und Sozialgebäude. Darüber hinaus erfolgte ein Anbau an der Montagehalle I. Insgesamt waren seit der Sitzverlagerung bis 1962 Investitionen in Höhe von 60 Millionen DM erfolgt. Die Gesellschaft verfügte zu diesem Zeitpunkt über Grundstücke mit einer Fläche von 400.000 m². Zur Maschinenfabrik Buckau R. Wolf AG gehörten 1963, neben der indischen Tochter, die Tochtergesellschaften Maschinenfabrik Grevenbroich AG, die Bohn & Kähler Motoren und Maschinenfabrik AG Kiel, die Stahlwerk Augustfehn AG Augustfehn und die Zeitzer Eisengießerei und Maschinenbau AG.
Seit 1998 firmiert das Unternehmen als BWS Technologie GmbH. BWS steht dabei für Buckau-Wolf Supraton. Seit 2021 firmiert das Unternehmen als Buckau-Wolf GmbH.

## Bauwerke
Einige der Gebäude der ehemaligen Buckau-Wolf AG wurden später unter Denkmalschutz gestellt. Als technisches Denkmal ist die 1910 entstandene Kümpelpresse des Werks bemerkenswert, die Ende 2010/Anfang 2011 abgebaut wurde und im Technikmuseum Magdeburg wieder aufgebaut werden soll.

### Werk Salbke
Im Salbker Werk sind folgende Bauten unter historischen oder architektonischen Aspekten interessant:

#### Kesselschmiede

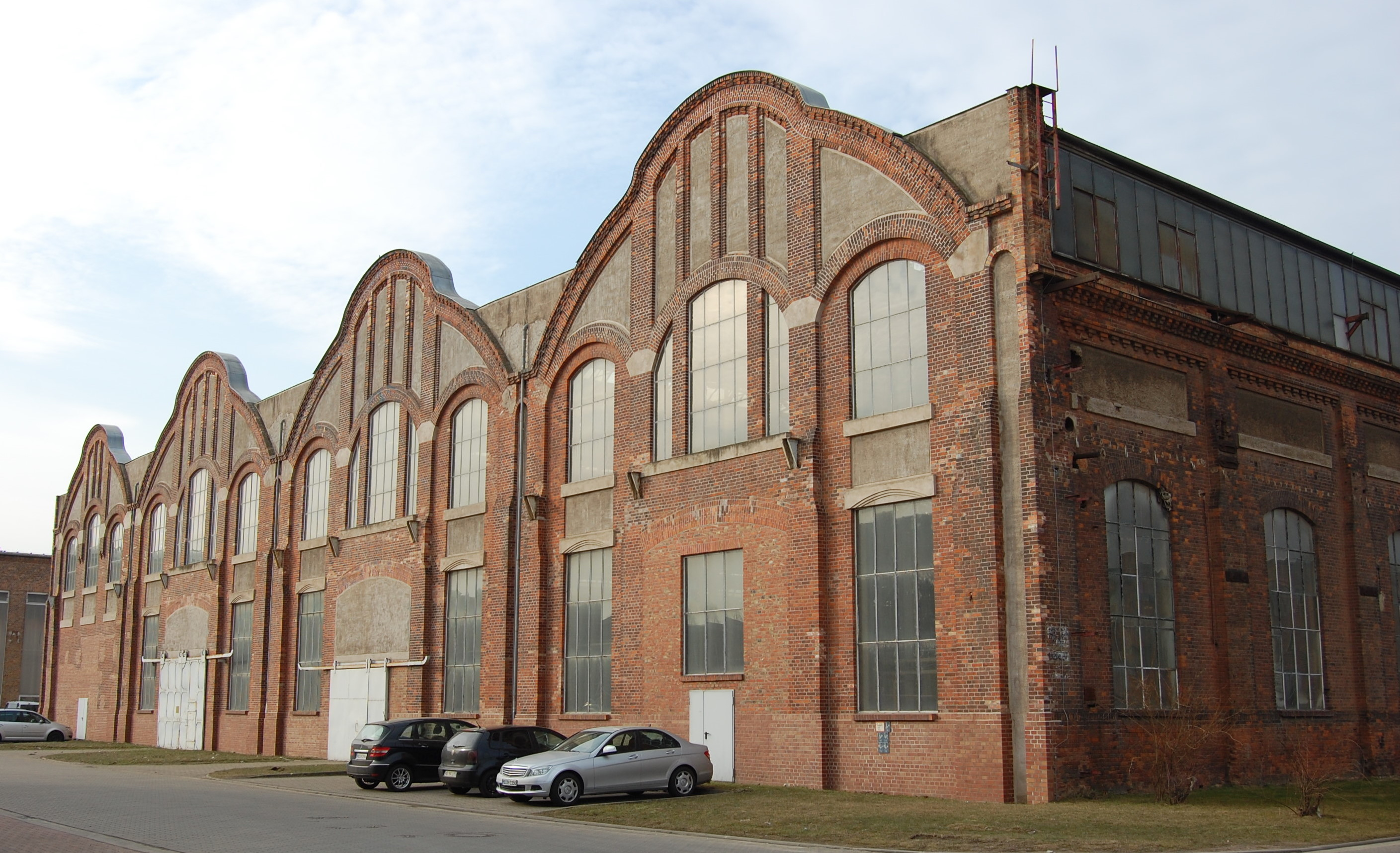
Kesselschmiede, Ostfassade

Nach der Gründung als Werk der R. Wolf AG entstand 1906, nach anderer Angabe bereits 1905, die Kesselschmiede. Der langgezogene Bau erstreckt sich in ost-westlicher Richtung auf einer Länge von 121 Metern. Die Breite beträgt circa 65 Meter und umfasst vier Schiffe, wobei das südlichste etwas schmaler ist. Die Halle nimmt eine Fläche von 8140 m² ein. Als Baumaterial kam roter Backstein zum Einsatz. Auffallend ist vor allem die Ostfassade im Jugendstil, die aus den vier jeweils geschwungenen Giebeln der einzelnen Schiffe besteht und durch die großen Fenster und den Wechsel von Sichtmauerwerk und verputzten Flächen gegliedert wird. Ursprünglich hatten die drei nördlicheren Schiffe jeweils ein großes eisernes Schiebetor auf dieser Seite.
In späterer Zeit wurde die Halle etwas erhöht und erhielt an den Längsseiten horizontal durchlaufende Fensterbänder. An der Westseite wurden 1928 und später Anbauten vorgenommen. Auch an der Südseite entstanden später Anbauten, die jedoch in den 1990er Jahren wieder entfernt wurden.

#### Gießereihalle

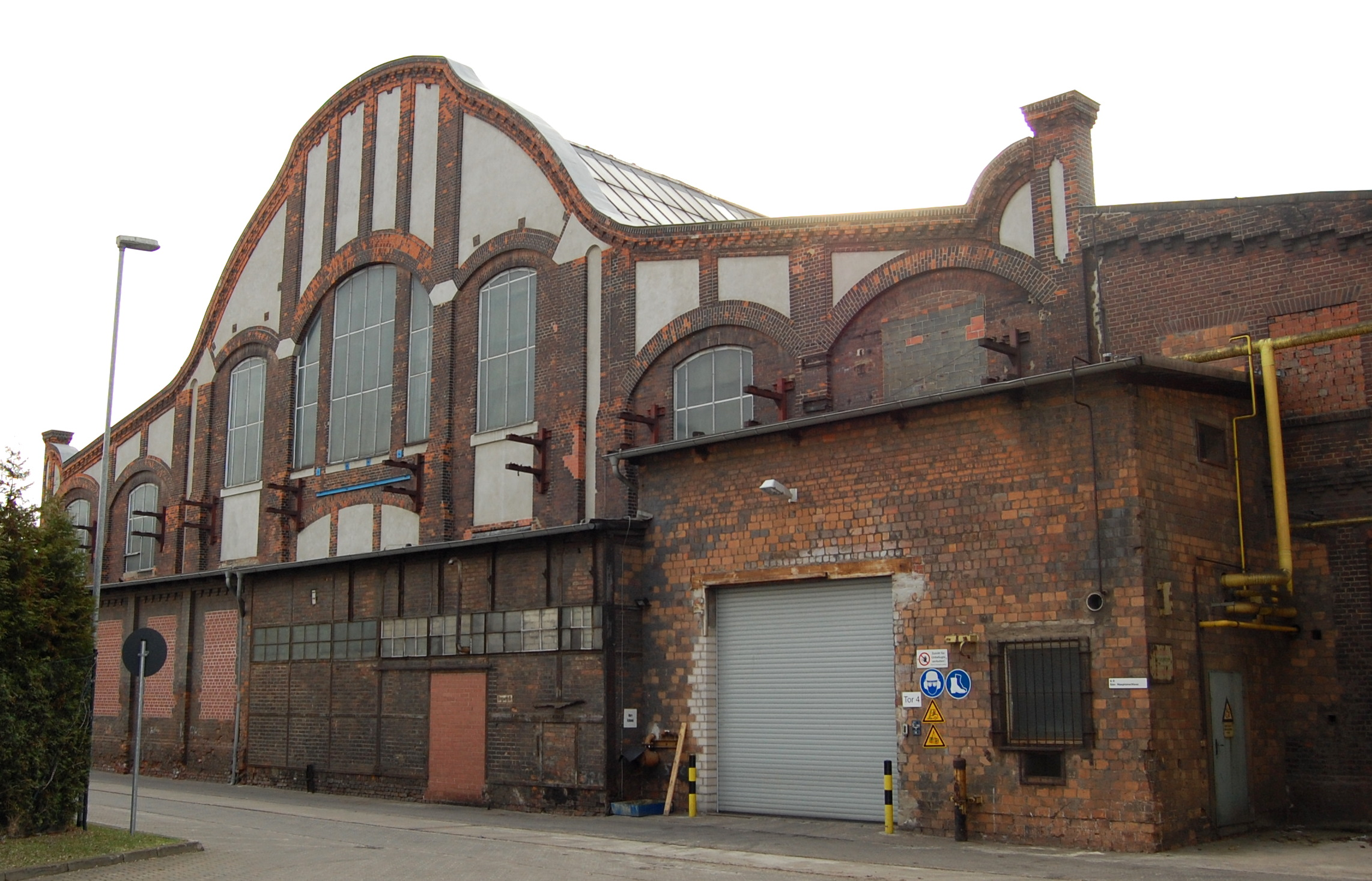
Gießereihalle, Nordfassade

In den Jahren 1907/1908, nach einer anderen wohl aber unzutreffenden Angabe 1909, wurde parallel zur Hauptstraße die monumentale dreischiffige Halle der Eisengießerei aus Backstein gebaut. Bemerkenswert sind die nördliche durch Lisenen gegliederte Jugendstilfassade und das geschwungene Dach. Die architektonische Ausgestaltung harmoniert dabei mit der Kesselschmiede. Das mittlere Hallenschiff wird durch ein Oberlicht-Band im First des Hallendaches mit Tageslicht versorgt, dessen einzelne Glasflächen von Sprossen aus gewalzten Profileisen gefasst werden. Die Südfassade des Gebäudes wurde lediglich in einfachem Eisenfachwerk mit Backstein-Ausmauerung der Gefache errichtet, um eine bedarfsweise Erweiterung der Halle in südlicher Richtung leichter möglich zu machen.
Die Halle erreicht eine Länge von etwa 120 Metern bei einer Breite von beinah 50 Metern. Das Mittelschiff weist eine Breite von 17,15 Metern, die seitlichen Schiffe von je 12,3 Metern auf. Für die Hauptstützen wurden genietete Walzprofile eingesetzt. Die Binder der Seitenschiffe sind als genietete Fachwerkträger mit gewölbtem Untergurt ausgeführt. Die Halle umfasst eine bebaute Fläche von 6339 m² und war 1912 der Arbeitsplatz von 350 Personen.

#### Rohrschlangenbau

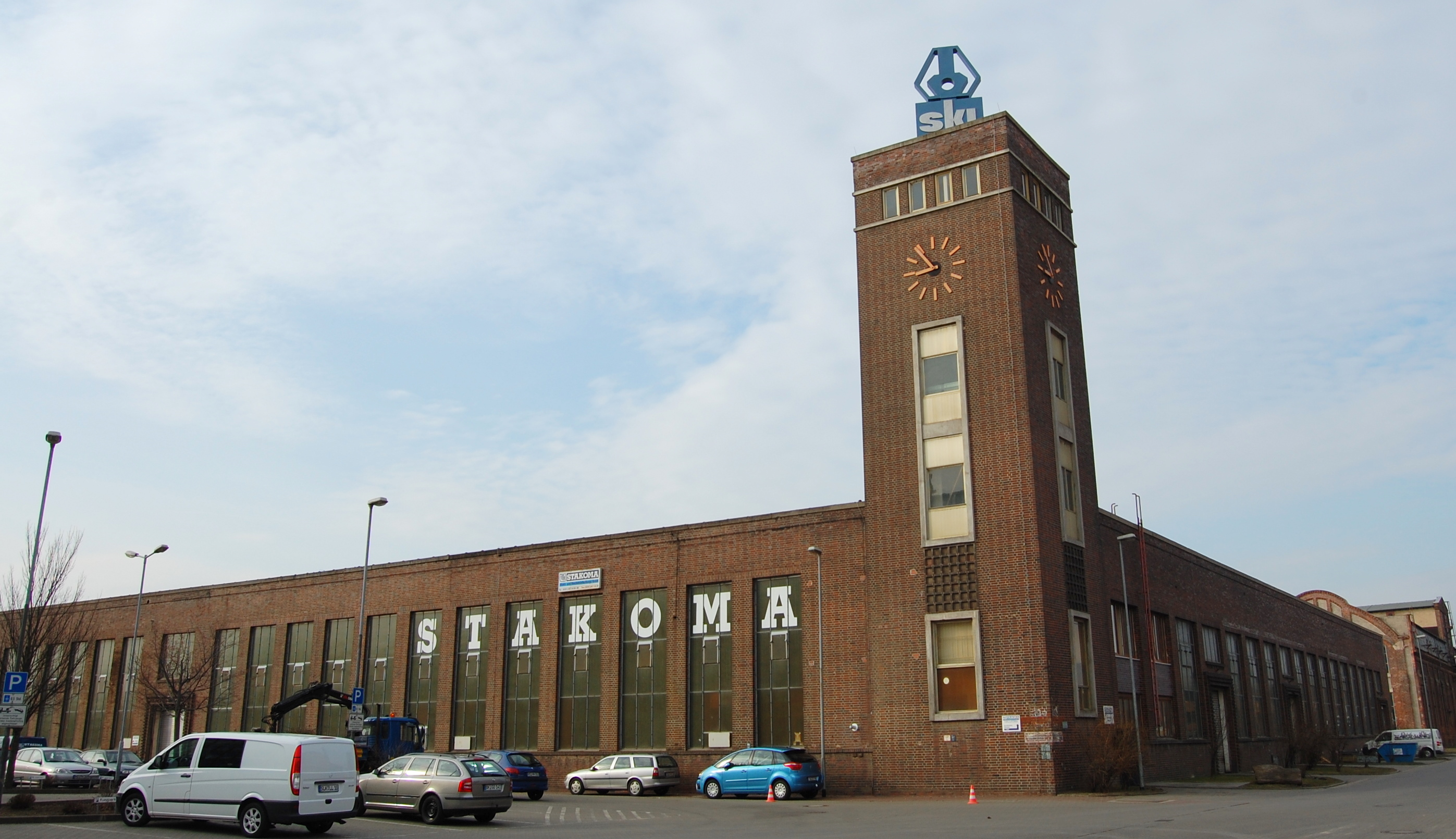
Rohrschlangenbau mit Uhrenturm

Der unmittelbar am Haupttor gelegene Rohrschlangenbau dominiert mit seinem an der Nordostseite des Gebäudes befindlichen fünfstöckigen Uhrenturm das Erscheinungsbild der Werksanlage. Auf dem Turm befindet sich weithin sichtbar das SKL-Logo. Neben seiner eher repräsentativen Funktion beherbergte der Turm zugleich eine sich über mehrere Ebene erstreckende Anlagen, die dazu diente Rohre mit Sand zu füllen, um diese so beim Biegegang zu stabilisieren.
Das monumental wirkende Gebäude entstand 1938 auf L-förmigem Grundriss als Erweiterungsbau für ein bereits 1911 errichtetes Gebäude. Es wurden so fünf Hallen nach Osten erweitert und eine weitere Längshalle an der Nordseite geschaffen. Die aus Klinkern in unterschiedlichen Rottönen bestehende Fassade nimmt die Gestaltung der Backsteinfassaden der älteren benachbarten Gebäude in modernerer Form auf. Der schlichte Baukörper verzichtet weitgehend auf schmückende Elemente. Es bestehen lediglich sehr schmale Gesimse. Das Dach ist als Flachdach ausgeführt. Die Ostseite des Gebäudes ist 84,8 Meter lang und verfügt über 24 jeweils durch ein hohes schmales Fenster gebildete Achsen. Die 17-achsige Nordfassade ist 80 Meter lang und wird durch breite rechteckige Fenster sowie drei Tore gegliedert. Die Tore werden von Bändern über Eck gestellter Klinker gerahmt. Gleiches gilt für die Fenster des Turms. Die Tiefe des Anbaus beträgt 14,75 Meter. Der Dachverband besteht aus eisernen Pfetten auf eisernen Bindern.
Der Bau des Gebäudes erfolgte, um Rüstungsaufträge – wohl der Luftwaffe – sowie Vorgaben des Vierjahresplanes erfüllen zu können.

#### Glasbild im Kantinen- und Kulturgebäude
Als Denkmal ausgewiesen ist das im nördlich des Haupteingangs befindlichen Kantinen- und Kulturgebäude eingebaute Glasbild Die sieben Künste. Das Bild wurde um 1951 vom Künstler Walter Bischof geschaffen und befindet sich im Vestibül über dem Haupteingang.
Das den sehr hohen und steilen Vestibül dominierende und gestaltende Glasbild wird als kunsthistorisch herausragendes Zeugnis für den Versuch der Fortführung der Moderne in der Nachkriegszeit eingeschätzt.

### Werk Buckau (ehemalige Maschinenfabrik Buckau)

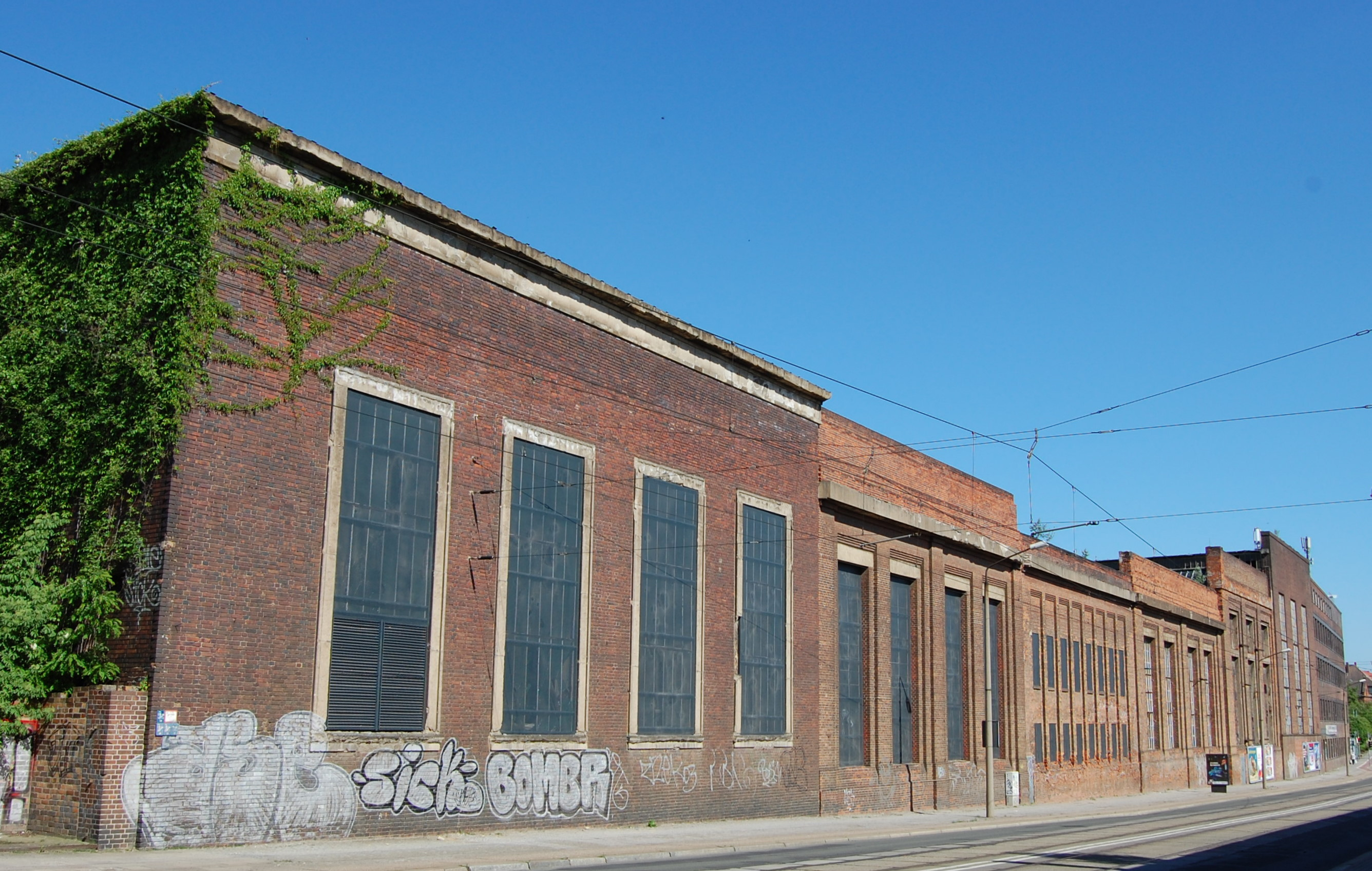
Straßenfront an der Schönebecker Straße, Blick von Norden, 2010

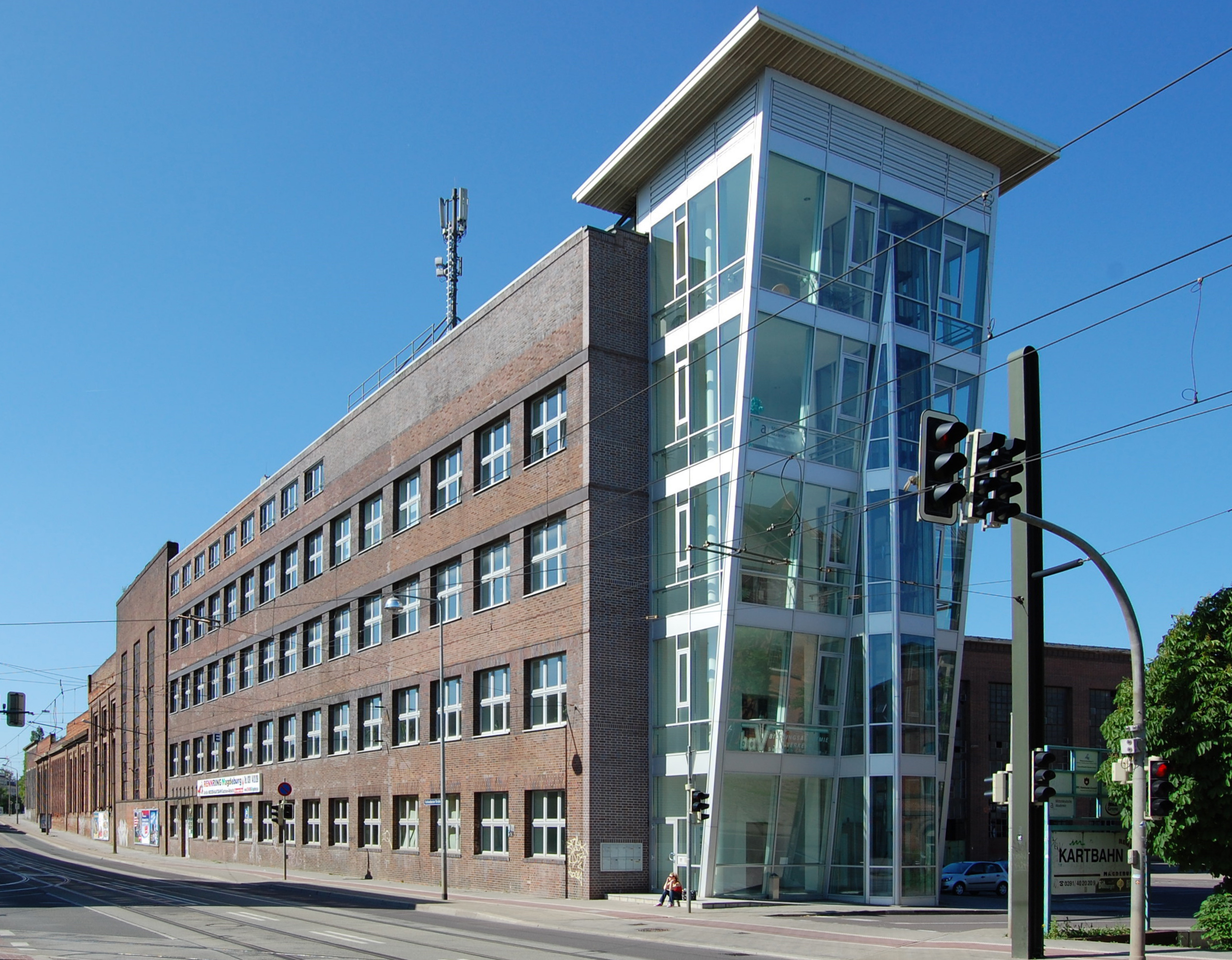
Blick aus südlicher Richtung, 2010

Von den Gebäuden des Werkes Buckau ist die Bebauung entlang der Schönebecker Straße denkmalgeschützt. Hierbei handelt es sich um mehrere in den 1920er bis 1940er Jahren entstandene Hallen, die ihre westliche Giebelseite jeweils der Straße zu wenden. Die Fassaden sind recht einheitlich gestaltet. Die Ziegelsteinfassaden werden durch große Eisenfenster gegliedert. Die Hallen umfassten ursprünglich die Blechschmiede, die Baggermontage, die Großbaggerhalle, die Konstruktionswerkstatt und das Werkzeugmagazin. Darüber hinaus schließt sich südlich ein fünfgeschossiger Verwaltungstrakt an, der 1935 nach Plänen von Paul Schaeffer-Heyrothsberge entstand und ebenfalls über eine Ziegelsteinfassade verfügt, die hier aus roten und braunen Steinen gebildet wird.

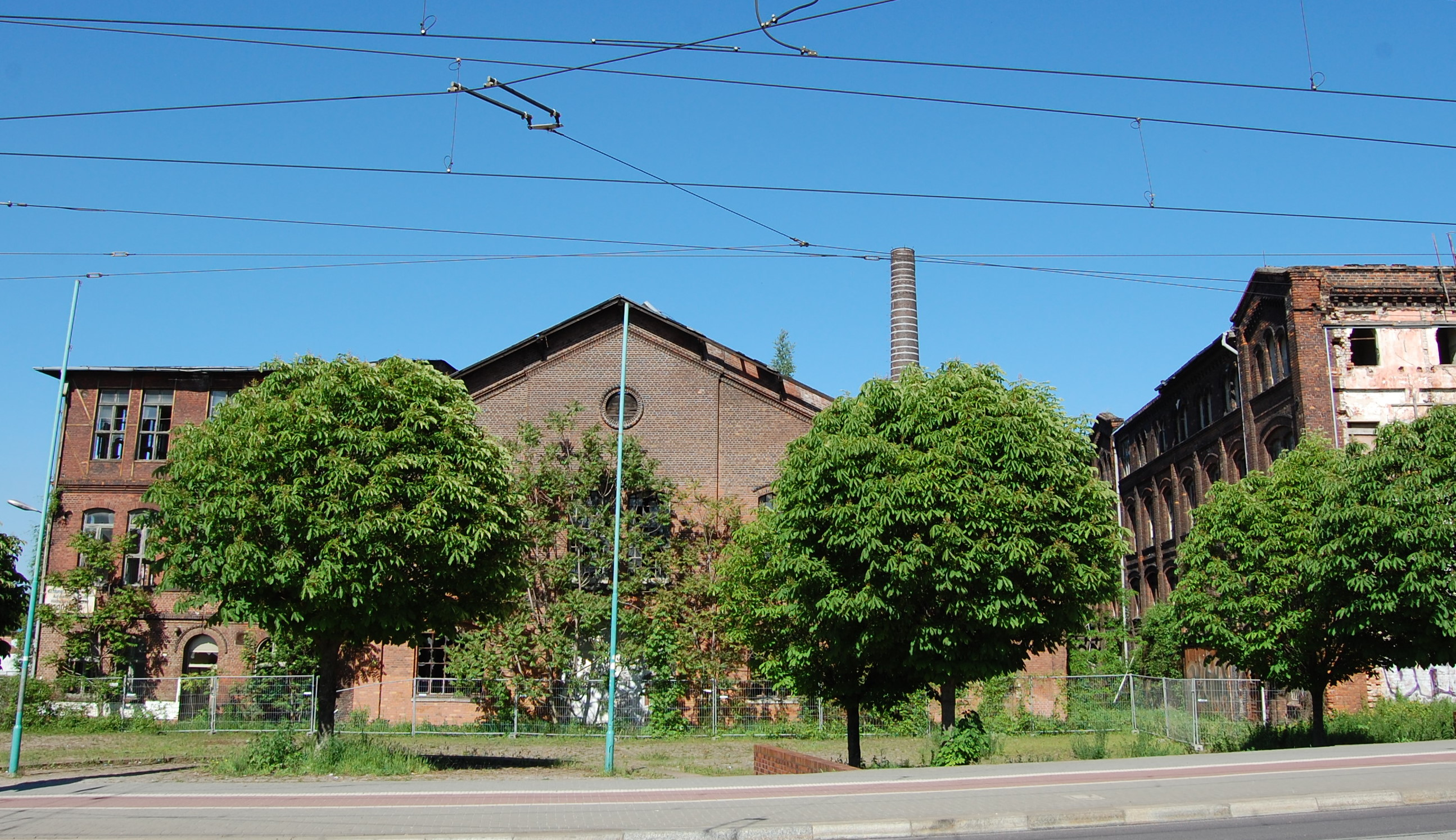
Alte Montagehalle, 2010

Noch weiter südlich befindet sich eine deutlich ältere Montagehalle. Diese 1896 unter Aufstockung einer bereits vorhandenen Eisengießerei entstandene Halle liegt etwas zurückgesetzt und grenzt nicht unmittelbar an die Straße. Die Planung der Halle erfolgte durch den Buckauer Architekten und Kommunalpolitiker Christian Andreas Schmidt. Die Halle befindet sich in einem baulich sehr schlechten Erhaltungszustand. Markant ist das an der Giebelseite befindliche sogenannte Ochsenauge. Bedeckt wird die Halle von einem Satteldach, welches über eine durchgehende Laterne verfügt.
Südlich an die Halle schließt sich ein 1883/1884 errichtetes langgestrecktes Fabrikgebäude an. In diesem ebenfalls von Christian Andreas Schmidt gebautem viergeschossigen Gebäude waren die Putzerei und das Modellhaus untergebracht. Auch dieses Gebäude verfügt über Fassaden aus roten Ziegeln, die durch Lisenen gegliedert sind. Weitere bemerkenswerte Gebäude sind ein klassizistisches Wohnhaus aus der Zeit um 1805 und ein nachklassizistisches Wohnhaus, welches etwa 1870 gebaut und zuletzt als Karl-Liebknecht-Haus bezeichnet wurde.

### Werk Buckau (ehemalige Maschinenfabrik Rudolf Wolf)

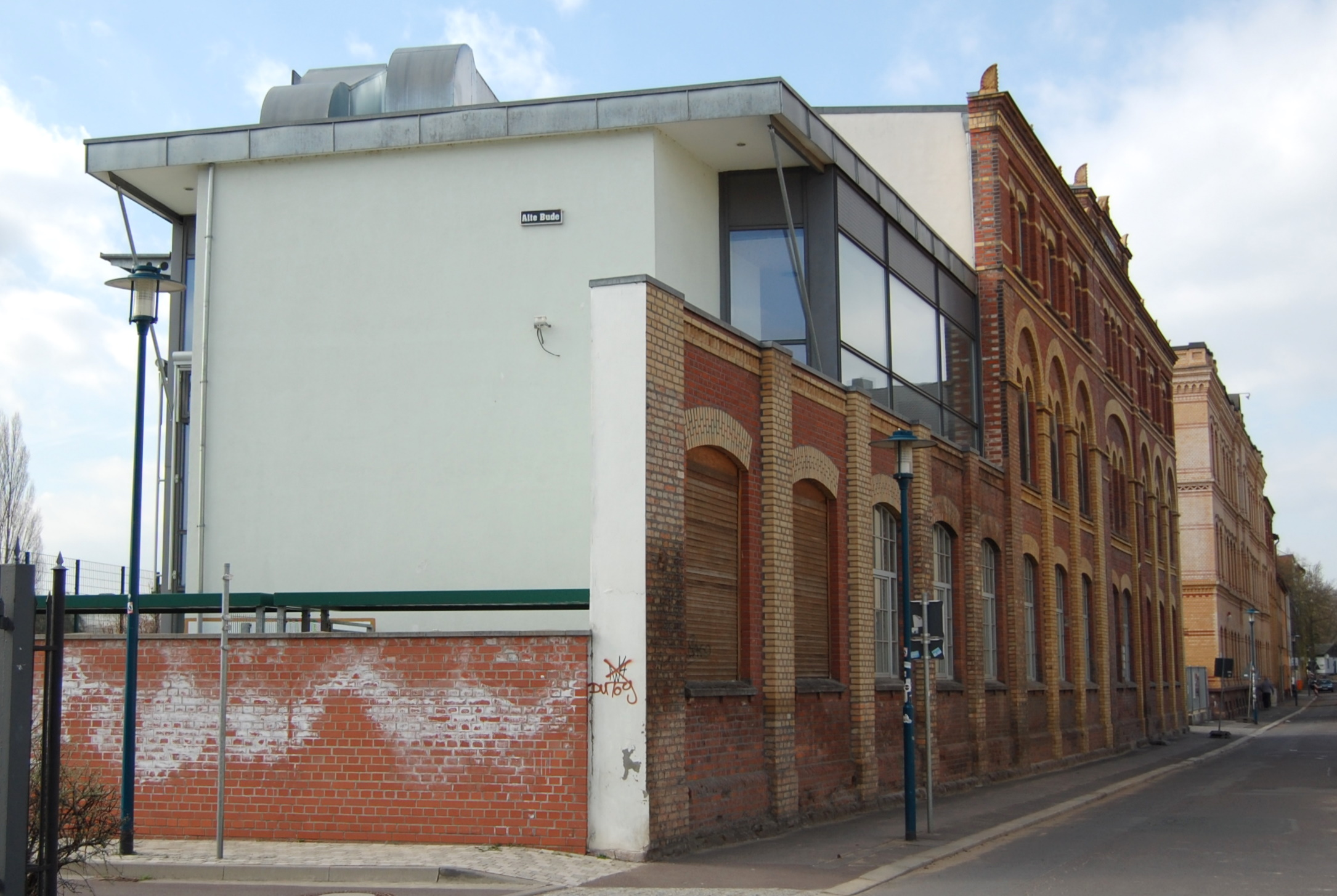
Ehemaliges dreigeschossiges Werkstattgebäude, 2011

In der heutigen Karl-Schmidt-Straße, der ehemaligen Feldstraße, sind auch Teile der Buckauer Fabrik des Rudolf Wolf erhalten. Entlang der Straße ziehen sich mehrere Gebäude aus gelben und roten Ziegelsteinen entlang, die alle durch Christian Andreas Schmidt errichtet wurden. Die Fassadengliederung entspricht dem Stil der Neorenaissance. 1891 entstand das 15-achsige Verwaltungsgebäude. Es verfügt über eine gelbe Backsteinfassade, Attika und drei flache Risalite. Der Mittelteil ist besonders betont, da sich vor dem Mittelrisalit noch ein flacher Erker befindet. Die Dachbalustrade trägt eine Uhr.
Südlich hiervon befindet sich ein 1881 als zweigeschossiges Kontor erbautes, 1885 zum dreigeschossigen Werkstattgebäude erweitertes Haus. In der Mitte des Gebäudes befindet sich der erneuerte Schriftzug R. Wolf. In der Nähe der Werkstatt besteht ein Rest der Fassade einer 1889 erbauten Werkhalle der hydraulischen Nieterei.
An der Adresse Karl-Schmidt-Straße 13a befindet sich die 1867 erbaute Villa Wolfs. Ausführender Architekt war Gustav Ebe. 1889 wurde die Villa nach Plänen Christian Andreas Schmidts grundlegend umgestaltet und mit einer neuen Fassade versehen, der spätklassizistische Charakter der Villa blieb jedoch in Teilen erhalten.